# Avenue de Champagne
De Avenue de Champagne (Nederlands: Champagnelaan) in Épernay (in het departement Marne van de Franse regio Grand Est) strekt zich uit over ongeveer 1,6 kilometer en loopt van het stadscentrum in oostelijke richting naar de rand van de stad. Deze prestigieuze laan, vaak beschouwd als de "rijkste avenue ter wereld" vanwege de enorme hoeveelheden champagne die in de onderliggende kelders worden bewaard, herbergt tal van beroemde champagnehuizen, historische gebouwen samen met tuinen en parken. 
De laan wordt beschouwd als de “meest bezochte toeristische trekpleister van Épernay”.  Al in 1910 zei de reisgids Baedeker over Épernay: "Er is niets bijzonders aan, behalve de rijke huizen in de Faubourg de la Folie, in het oosten". Daarnaast vinden er jaarlijks verschillende evenementen plaats, zoals de “Soirée Blanche” op de Franse nationale feestdag (14 juli) en de “Habits de Lumière” in het tweede weekend van december.
In 1994 ontving de Avenue de Champagne de erkenning van Site Remarquable du Goût, een erkenning van Frans nationaal erfgoed waarbij de nadruk ligt op de bijzondere link tussen architectuur, cultuur en gastronomie. Er bevinden zich twee historische monumenten: het stadhuis van Épernay (2012) en het Château Perrier (2013). En sinds 2015 is de laan een onderdeel van het UNESCO-werelderfgoed “Heuvels, huizen en kelders van de Champagne”.

## Naamgeving

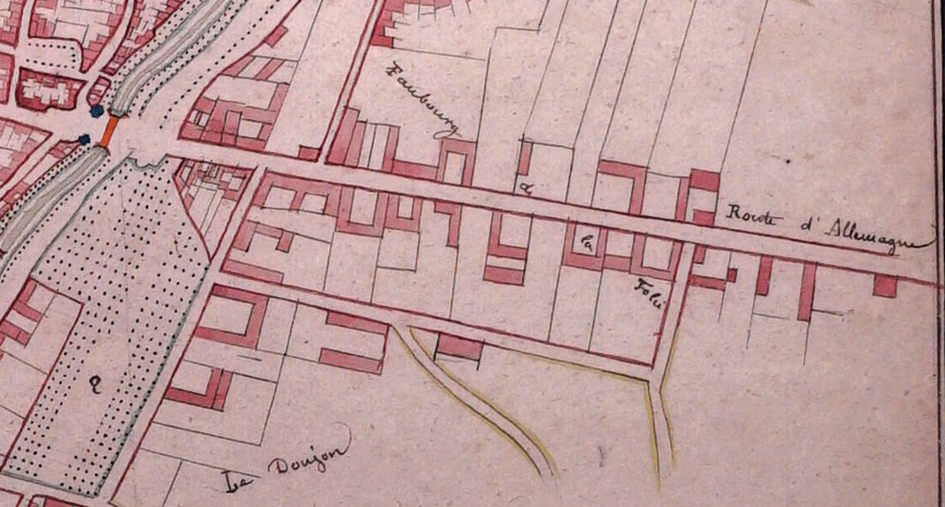
Plan van de route d'Allemagne aan het begin 19e eeuw.

De straat werd oorspronkelijk Chemin de l’Hôpital genoemd ter herinnering aan het ziekenhuis. Ten tijde van Lodewijk XV werd de wijk Faubourg de la Folie (wijk van waanzin) genoemd, waarschijnlijk verwijzend naar de rijke eigenaren. De straat begon meer bekendheid te krijgen in de 18e eeuw, toen de eerste wijnkelders gegraven werden. Toen werd de naam gewijzigd naar Route d'Allemagne aangezien ze op de route lag die Parijs met Duitsland verbond. De straat werd later omgedoopt in La Voie Royale. Na de Franse Revolutie werd het de Rue du Commerce en toen vestigden zich er de eerste grote champagnehuizen. 
De treinroute Parijs-Épernay die op 2 september 1849 werd geopend, bood nieuwe ontwikkelingsmogelijkheden voor de champagnehandel. In 1925 had de straat zoveel bekendheid verkregen, dat de straatnaam opnieuw veranderde naar de huidige naam Avenue de Champagne.

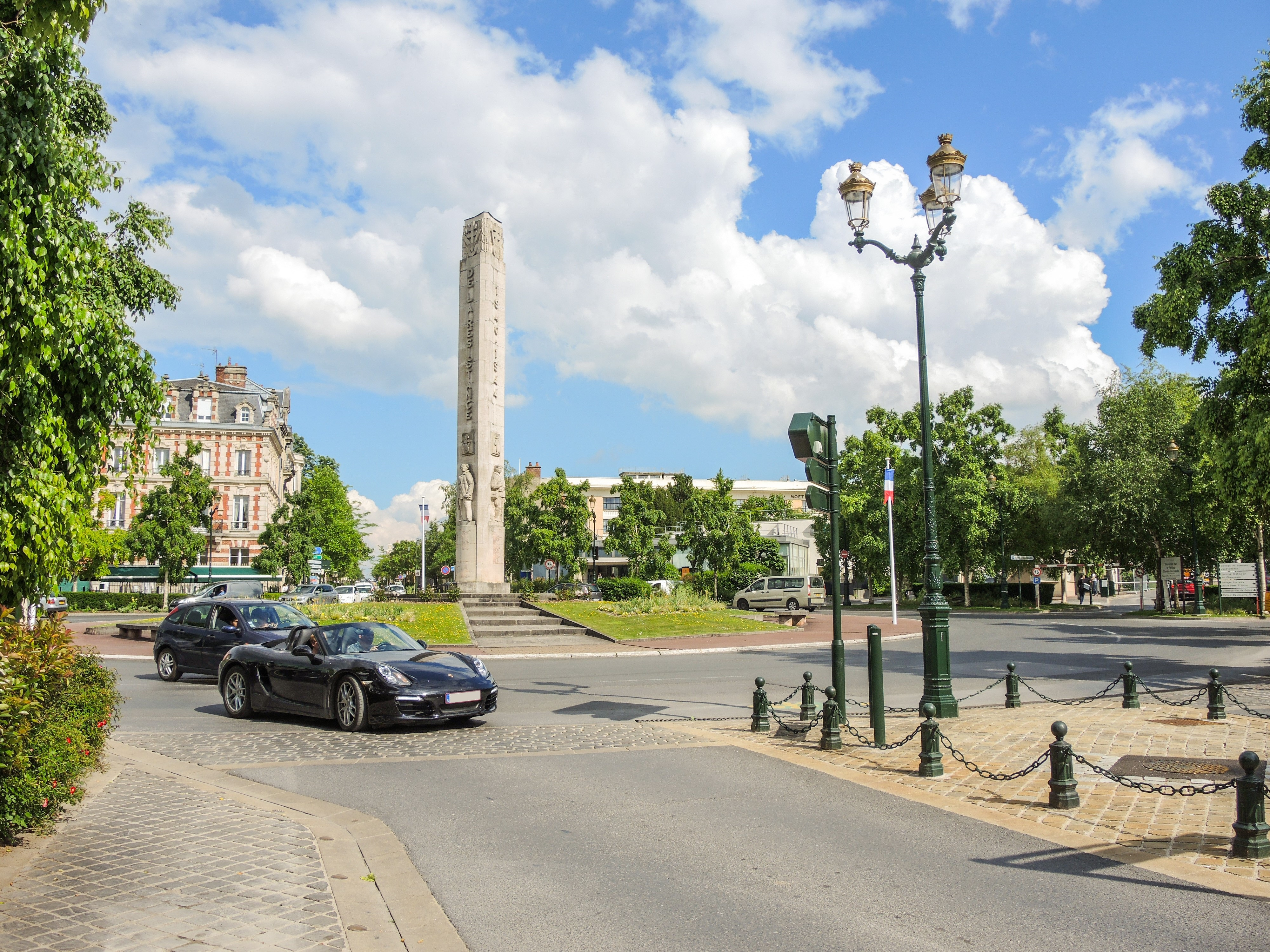
Het Plein van de Republiek, het begin van de avenue de Champagne.

## Situering
De Avenue de Champagne begint bij het Plein van de Republiek (Frans: Place de la République), een groot rond punt in het centrum van de stad, en loopt oostwaarts richting Châlons-en-Champagne. De laan is 1,6 km lang en gaat bij het verlaten van de stad over in de departementale weg D3. Ze loopt parallel aan de spoorlijn Parijs – Straatsburg.
Ruimtelijk gezien onderscheidt de laan zich van het ‘smalle’ en over het algemeen meer verstoken stadscentrum aan de westkant, dankzij het zacht glooiende perspectief dat het biedt met zijn neoklassieke kastelen, champagnehuizen en zijn groene parken en tuinen.
Sinds de werkzaamheden in 2009 zijn afgerond, is de 5,60 meter brede weg van het Plein van de Republiek tot aan de Place de Champagne geasfalteerd. De trottoirs zijn elk 5,40 meter of 5,70 meter breed. Op dit gedeelte is de Avenue de Champagne 940 meter lang, met een hoogteverschil van 12 meter. Er zijn fietspaden aangelegd tot aan de rue Emmanuel Chabrier, richting de wijk Bernon.

## Gebouwen en parken

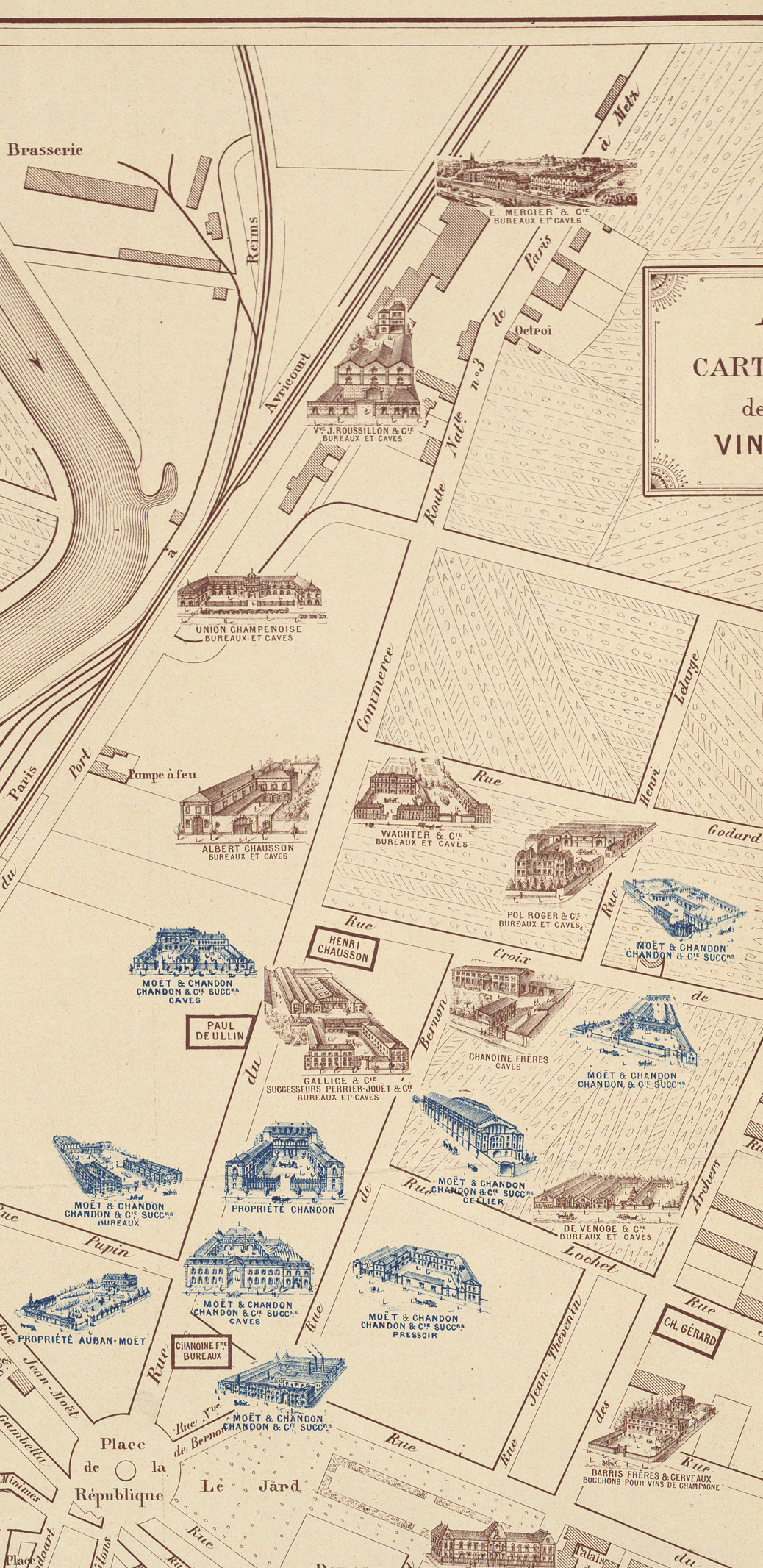
Belangrijkste champagnehuizen in 1895 langs de Rue du Commerce.

### Stadhuis van Épernay, vroeger Hôtel Auban-Moët (nr. 7 bis)
Het stadhuis van Épernay is gevestigd op nummer 7bis in het voormalige herenhuis Auban-Moët, gebouwd in 1858 door Victor Moët (1797-1881) naar het ontwerp van de architect Victor Le Noir, die ook het Montparnasse-station in Parijs ontwierp. Begin 19e eeuw liet Jean-Baptiste Isabey het gebouw in klassieke stijl herontwerpen voor Jean-Remy Moët, eigenaar van het Hôtel Auban-Moët en burgemeester van Épernay. De huidige indeling dateert uit 1857 en is het werk van de broers Denis en Eugène Bühler. Het werd in 1919 aan de stad geschonken die het in 1920 in dienst nam als stadhuis. Het gebouw herbergt luxueuze zalen, waaronder de trouwzaal en de raadzaal. Het gebouw staat sinds 26 juni 2012 op de lijst van Franse Historische Monumenten. 
Tussen 1872 en 1884 werden de conciërge en de oranjerie op de uiterste grens van een uitgestrekte park gebouwd naar de plannen van de architect Alphonse Gosset (1835-1914). In 1920 werd het park door de gemeente met het herenhuis Auban-Moët verworven en openbaar gemaakt. Het deel van het park rondom het stadhuis is in Franse stijl aangelegd, om de klassieke en sobere gevel van het gebouw te benadrukken. Het bestaat uit een graspad en twee symmetrische toegangspaden die in de vorm van een hoefijzer rond een fontein zijn geplaatst. Het is versierd met twee bronzen leeuwen, gietijzeren beelden van oude goden en diverse andere beelden. Het andere deel van het park is in Engelse stijl aangelegd: het wordt doorkruist door heuvelachtige paden, bosjes, twee waterpoelen, een kunstmatig eiland en een rotsgrot met een waterval. Aan deze kant van de tuin staat een tempel van de liefde, gebouwd van kalksteen. Deze belvedère met Corinthische zuilen heeft een cassetteplafond. Het is geïnspireerd op de Tempel van de Liefde in het Petit Trianon in Versailles. Het Stadhuispark heeft het label "Opmerkelijke Tuin".

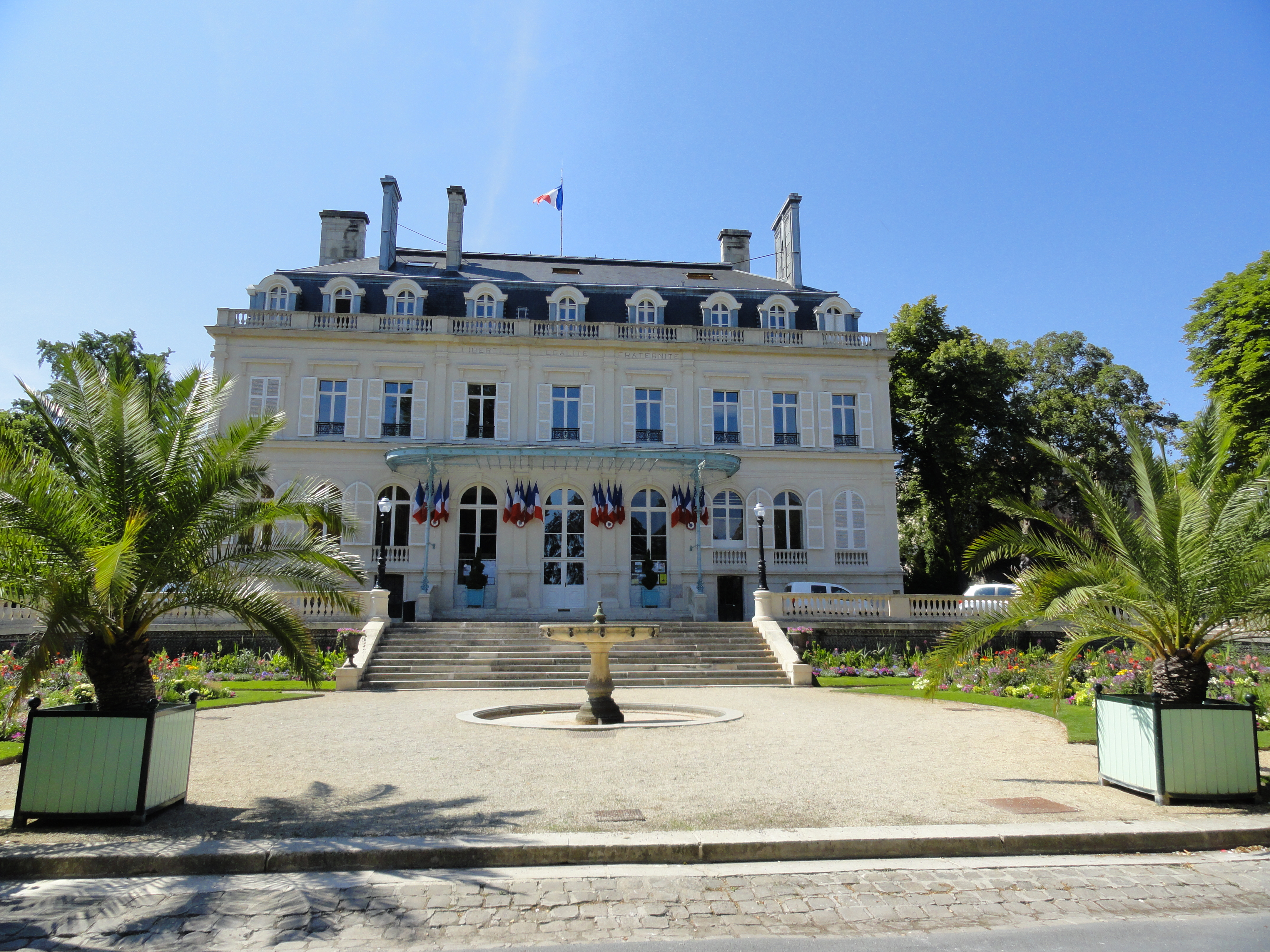
Stadhuis (nr. 7bis)
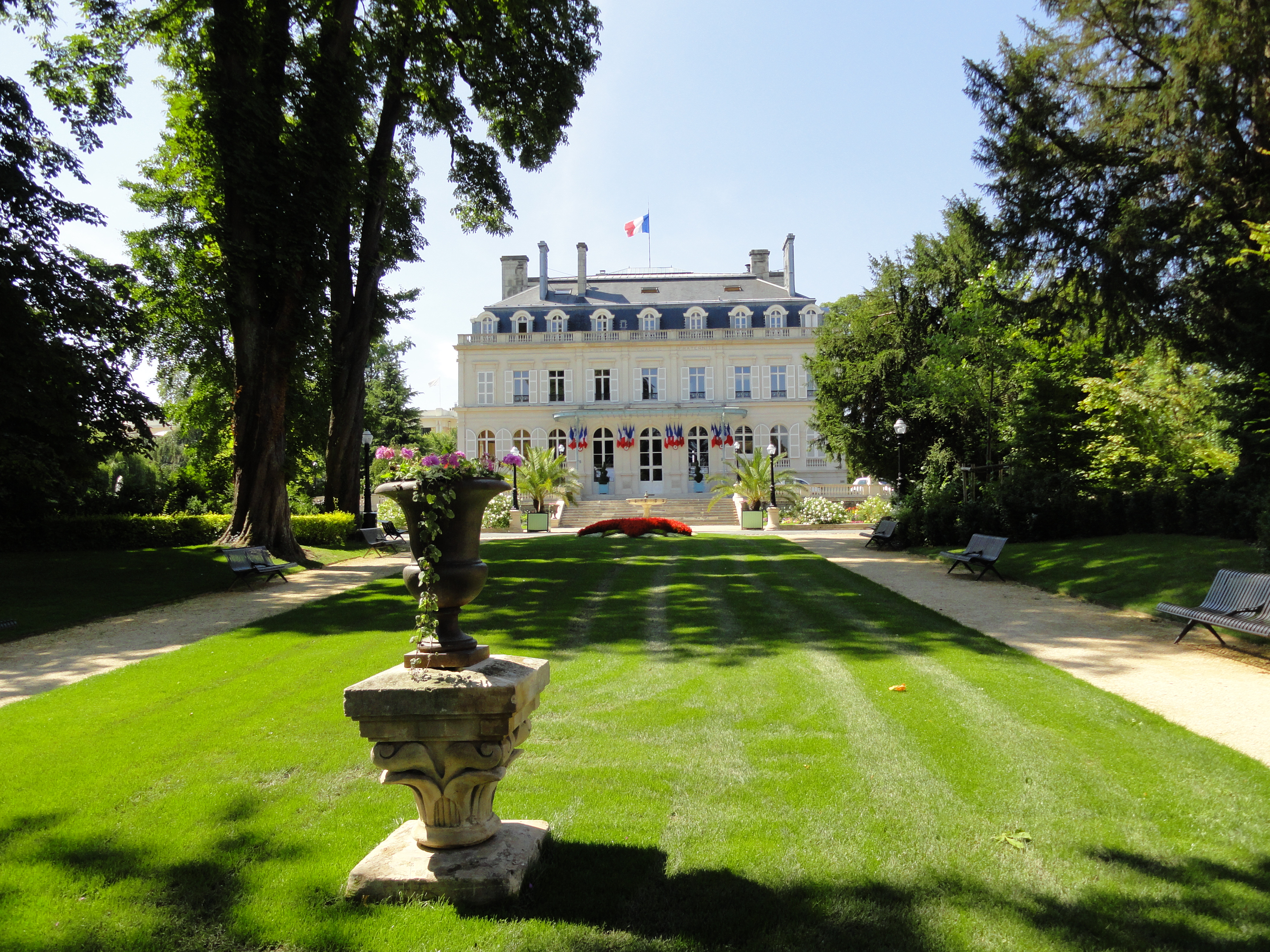
Park aan het stadhuis
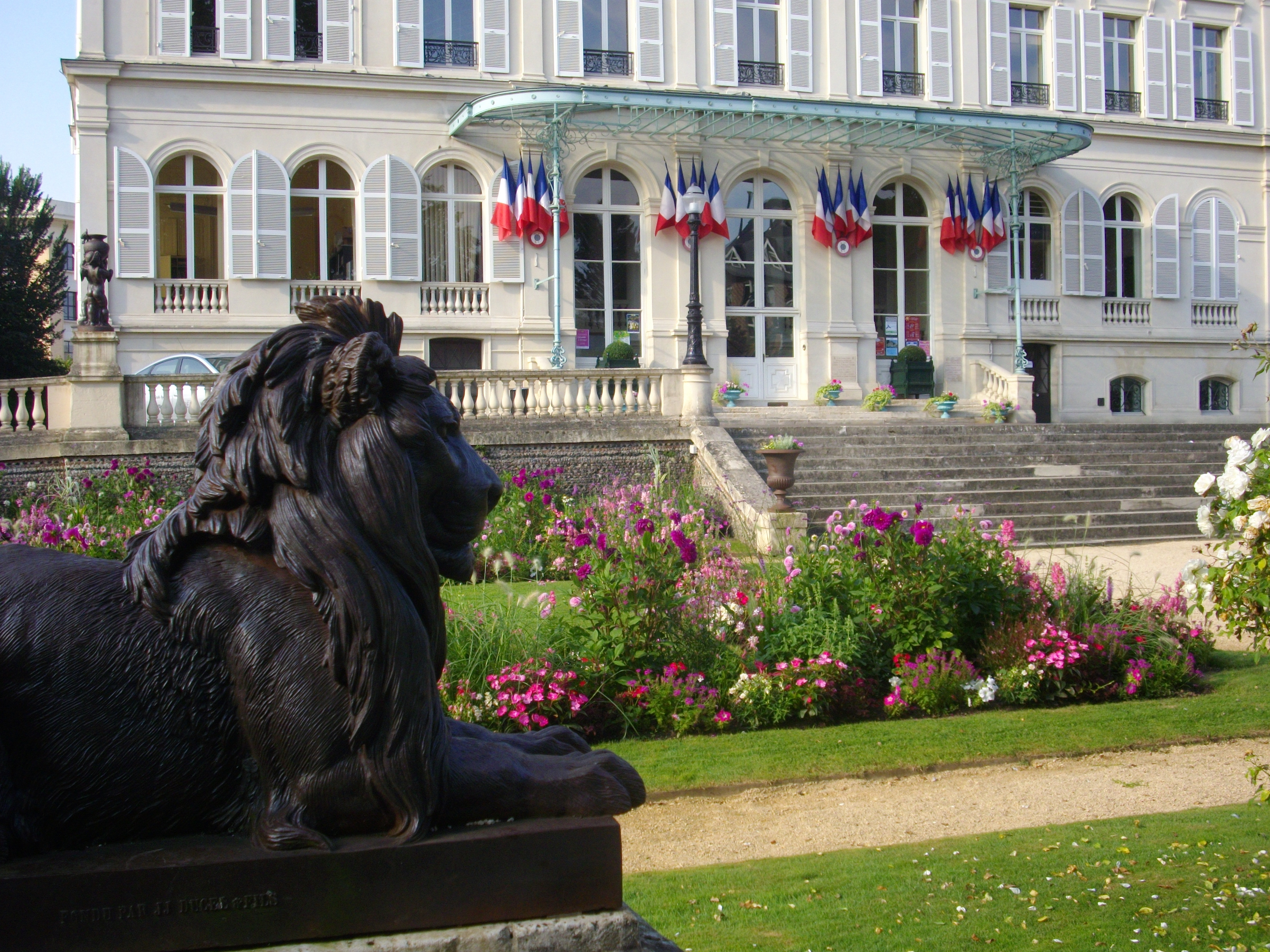
Park - detail

### Hôtel Chandon en Résidence de Trianon (nr. 9)
De gebouwen van Moët & Chandon, een van de oudste en meest prestigieuze champagnehuizen, zijn gelegen aan het begin van de Avenue. Claude Moët (1683-1760), oprichter van het huis in 1743, was een van de eerste inwoners die zich buiten de beschermende stadswallen vestigde. Op de plek van het huidige Hôtel Moët liet hij kelders graven, alsook een pers installeren en tuinen aanleggen. 
Het Hôtel Chandon, gelegen aan nummer 9 tegenover het Hôtel Moët, werd tussen 1805 en 1817 gebouwd door Jean-Rémy Moët voor zijn zoon Victor. Het neoklassieke gebouw is ontworpen in een neoklassieke stijl en vormt samen met de Résidence de Trianon een symmetrisch geheel rondom een centrale binnenplaats. Het ontwerp wordt toegeschreven aan Jean-Baptiste Isabey, een gerenommeerde decorateur uit die tijd. Hoewel het interieur tijdens de Eerste Wereldoorlog zwaar beschadigd raakte en in de jaren 1980 werd herbouwd, is het oorspronkelijke houten trappenhuis behouden gebleven. Tegenwoordig wordt dit gebouw gebruikt voor interne vergaderingen en seminars van Moët & Chandon.  
De Résidence de Trianon, eveneens op nummer 9 en gebouwd op hetzelfde moment als Hôtel Chandon, was bedoeld voor Jean-Rémy Moëts dochter, Adélaïde. Dit neoklassieke gebouw heeft zijn historische charme behouden en fungeert sinds 1967 als ontvangstlocatie voor prestigieuze gasten van het champagnehuis. Een opmerkelijk kenmerk van de Résidence is de muziekzaal, waar componist Richard Wagner in 1858 inspiratie vond voor zijn opera "Tristan und Isolde" terwijl hij speelde op een 18-stemmig Cavaillé-Coll orgel. 
De tuin van de Résidence de Trianon is aangelegd in een formele Franse stijl, met een centraal gelegen vijver van 50 meter in de vorm van een champagnefles, omgeven door zorgvuldig onderhouden bloemperken en gazons. Aan het einde van de tuin bevindt zich een elegante orangerie, die nog steeds exotische planten en palmbomen herbergt.

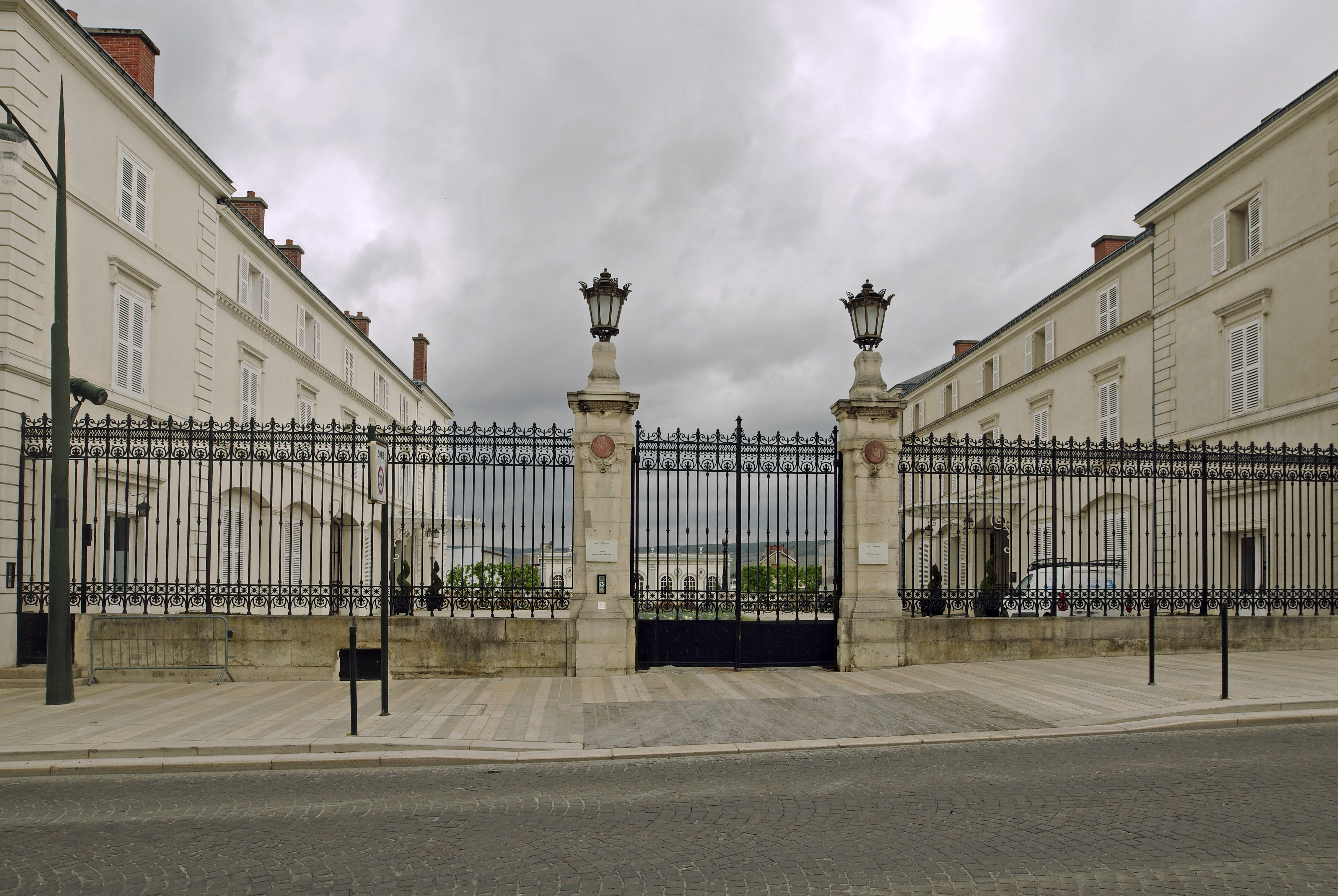
Ingang Hôtel Chandon en Résidence de Trianon (nr. 9)
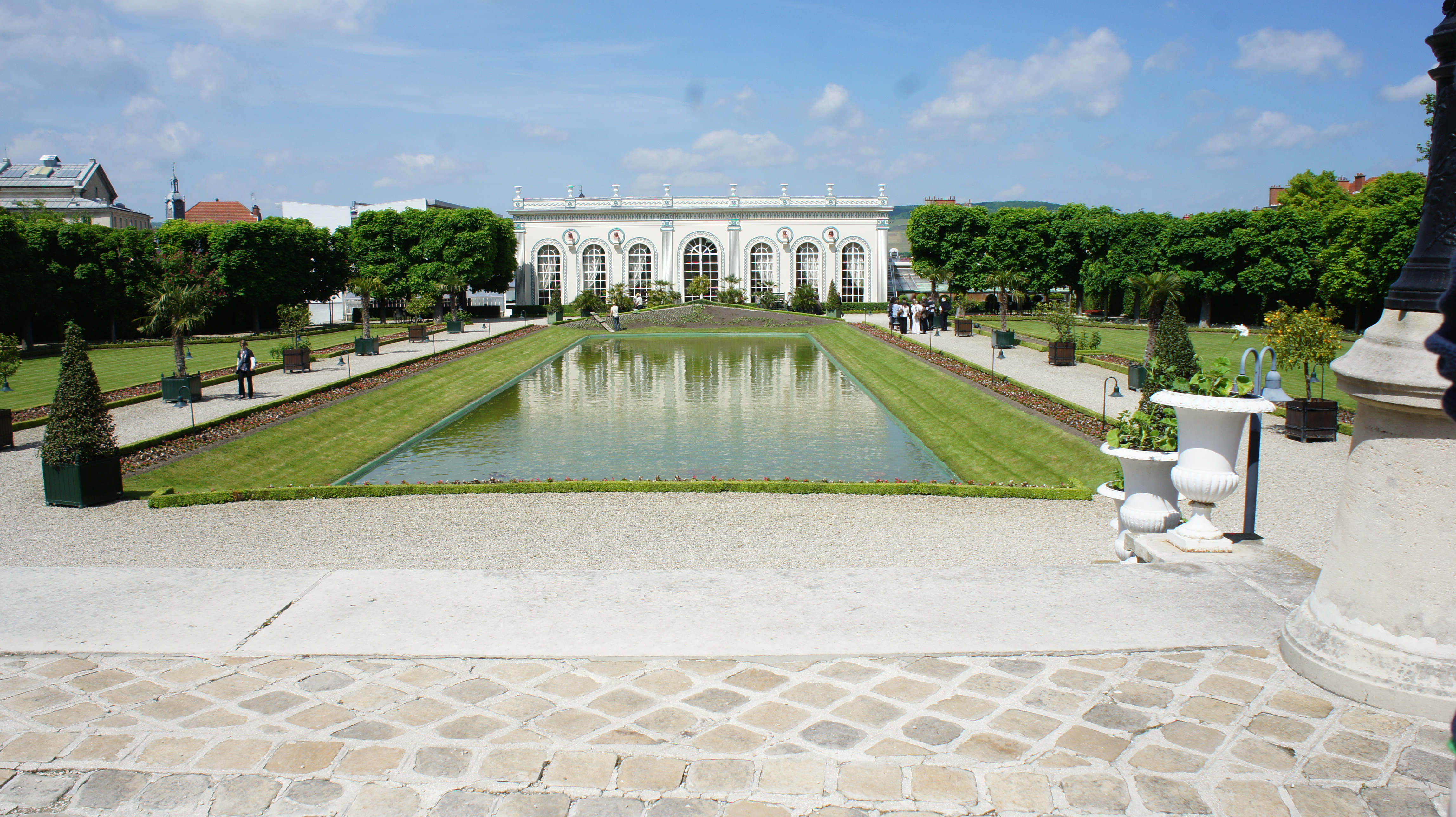
Orangerie vanuit het terras, oneven kant
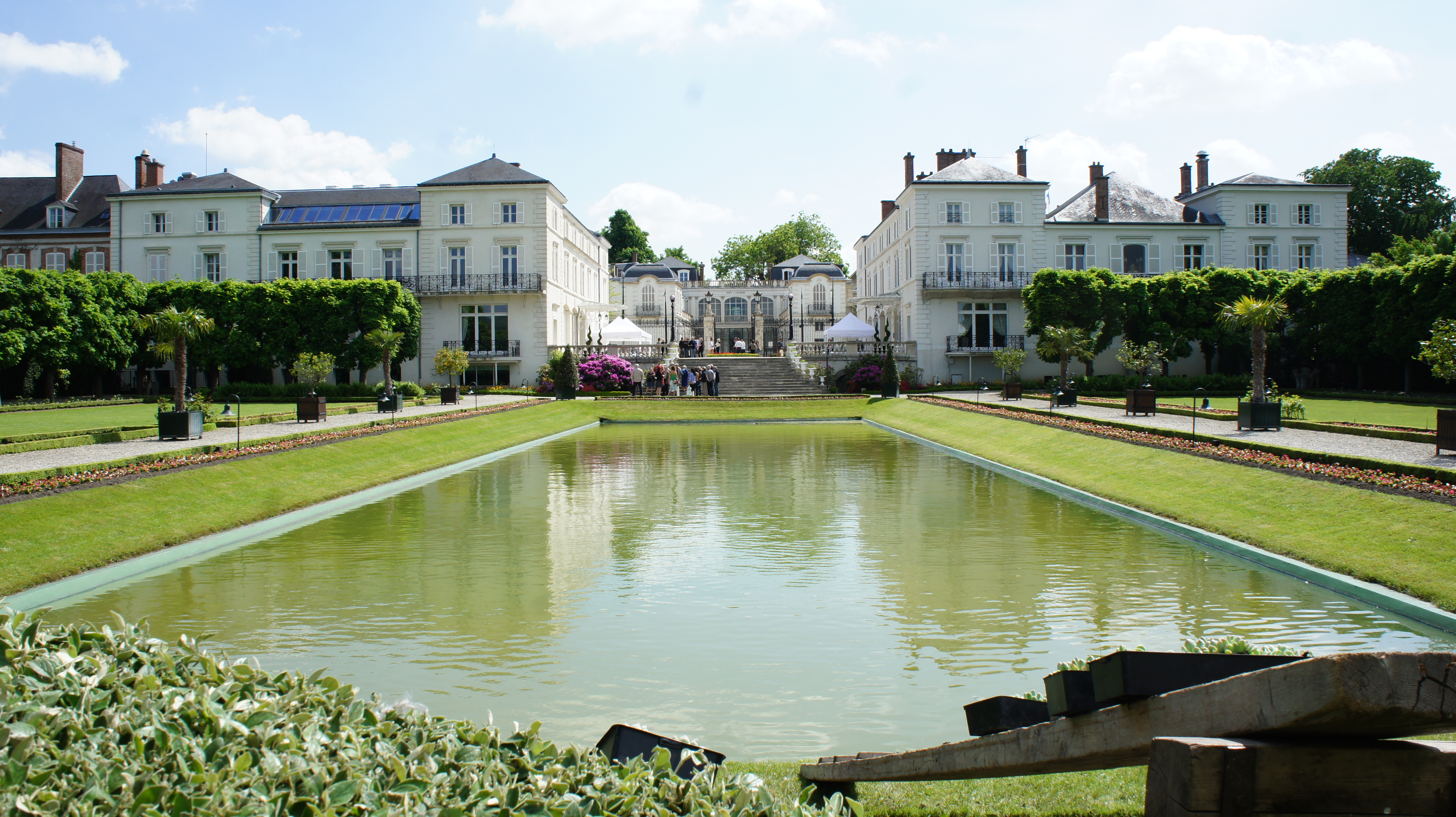
Tuinen

### Maison Belle Époque (nr. 11)

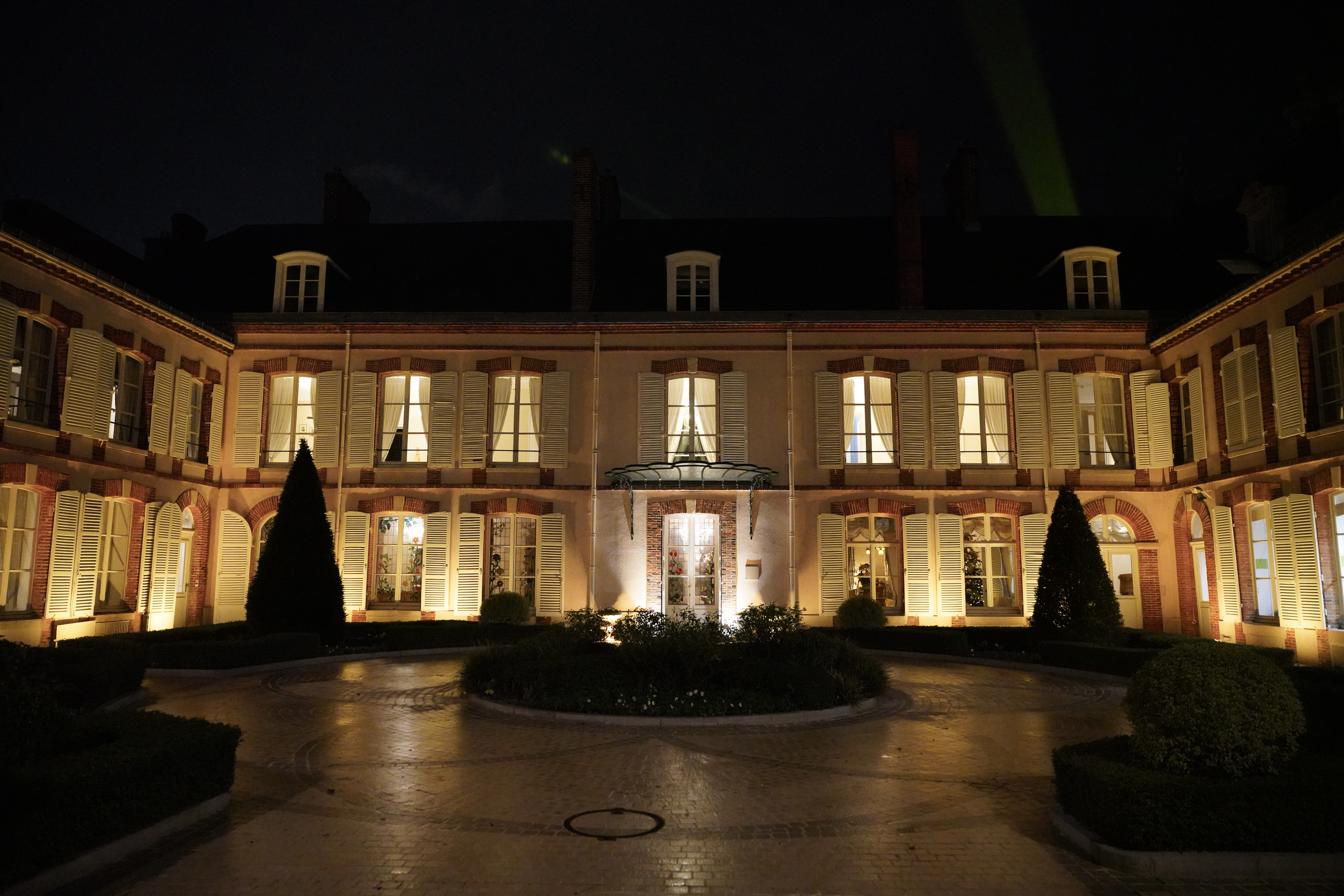
Het gebouw tijdens "Habits de lumière" in 2024.

Maison Belle Époque is een architecturaal meesterwerk uit de late 19e eeuw dat nauw verbonden is met het champagnemerk Perrier-Jouët. Het staat bekend om zijn uitzonderlijke Art Nouveau-interieur en collectie toegepaste kunst.
Het pand werd gebouwd in de 19e eeuw en werd in 1902 gekocht door de familie Perrier-Jouët, die het gebruikte als privéresidentie. In de tweede helft van de 20e eeuw onderging het huis een zorgvuldige restauratie, waarbij vakmensen en kunstenaars de oorspronkelijke Art Nouveau-elementen herstelden. Het herenhuis werd in 2017 opnieuw geopend na restauratie als een exclusieve ontvangst- en belevingsruimte voor het champagnehuis.

### Museum in Château Perrier (nr. 13)
Het Château Perrier, op nummer 13, werd gebouwd van 1852 tot 1857 door de architect Pierre-Eugène Cordier, in een eclectische Lodewijk XIII-stijl. In 1854 gaven het in 1811 getrouwde koppel Pierre-Nicolas Perrier, een kurkfabrikant, en Adèle Jouët (de stichters van champagnehuis Perrier-Jouët) de opdracht tot de bouw van dit kasteel. De vier gevels zijn geïnspireerd op de architectuur van de Franse renaissance, tot het Parijse beeld van het Palais du Luxembourg, het Palais des Tuileries of de Lescot van het Louvre. De gevels zijn een kleurenspel met materialen zoals baksteen, natuursteen, leisteen en glas.

In 2011 ontstond het idee voor het huidige Museum voor Champagne en Regionale Archeologie. Het project werd in 2014 goedgekeurd door het Franse Ministerie van Cultuur, waarna in 2016 de renovatiewerkzaamheden toevertrouwd werden aan het architectenbureau Frenak + Jullien. Deze werken gingen in 2018 van start, onder toezicht van de hoofdarchitect van de historische monumenten Lionel Dubois. Château Perrier is nu gerestaureerd en bevat een van de belangrijkste archeologische tentoonstellingen in Frankrijk, met ongeveer 80.000 regionale artefacten (daterend uit het Paleolithicum tot de Vroege Middenperiode) en 4.000 artefacten met betrekking tot de geschiedenis van de champagnewijn (sinds 1960).

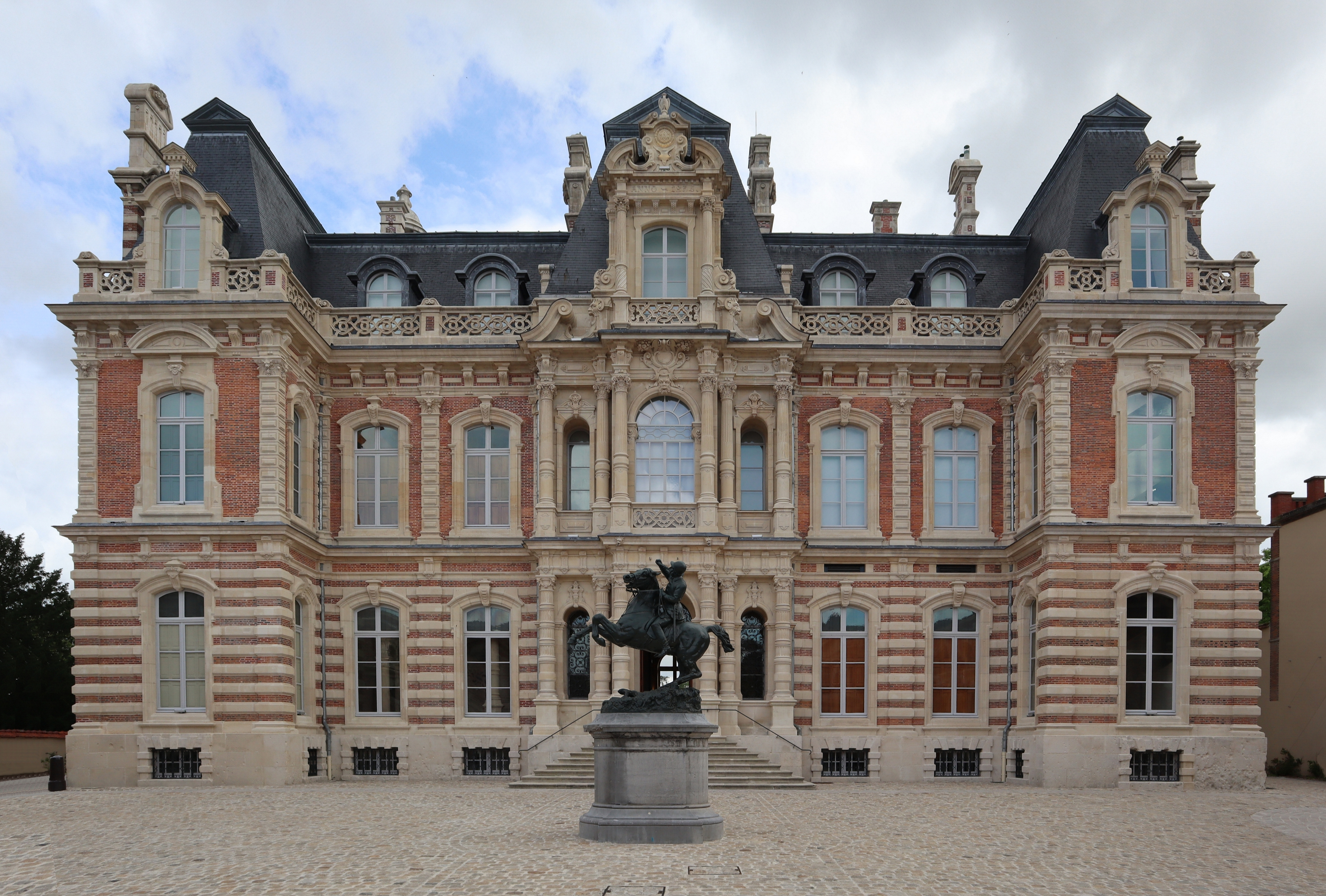
Chateau Perrier (nr. 13)
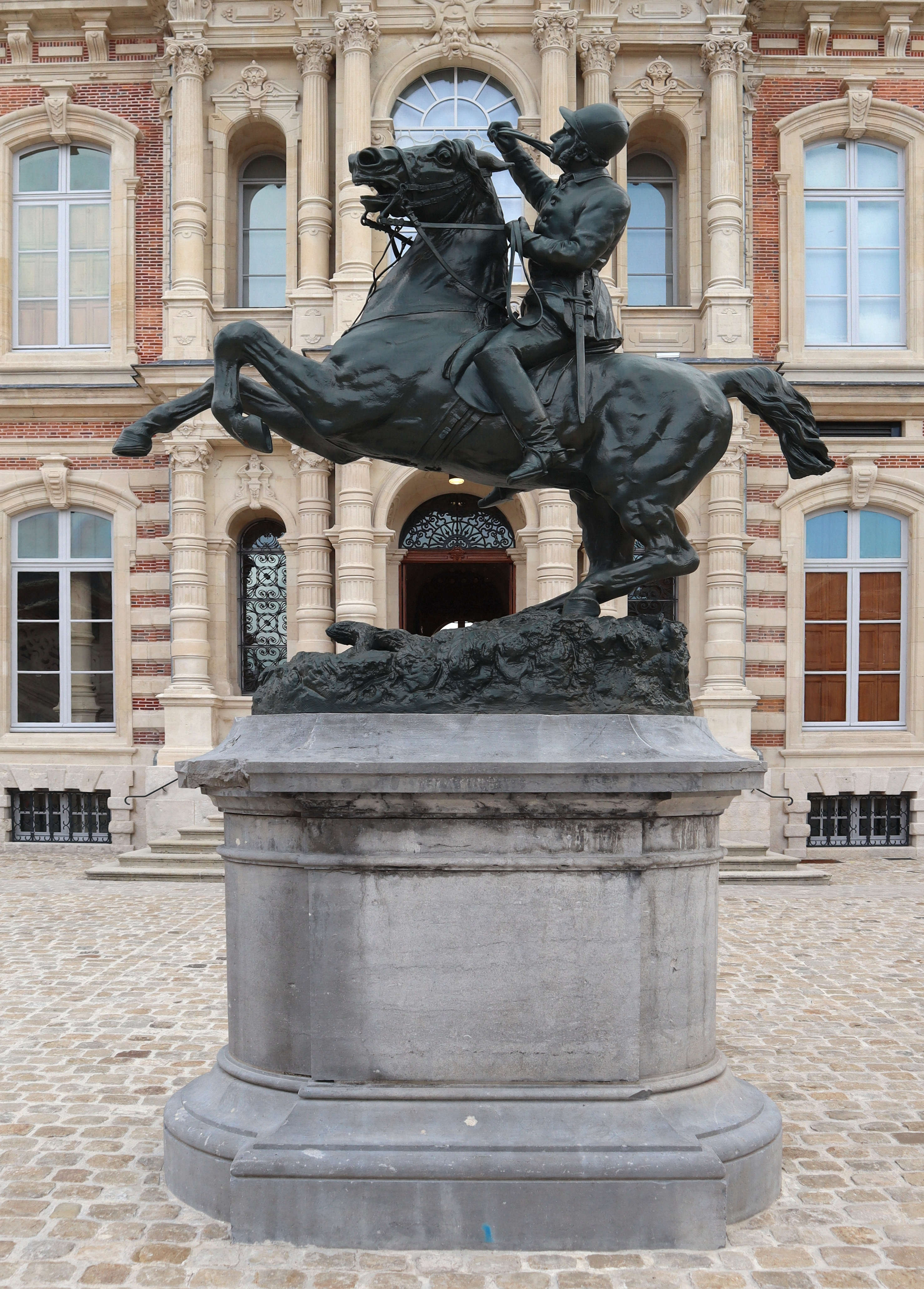
Standbeeld
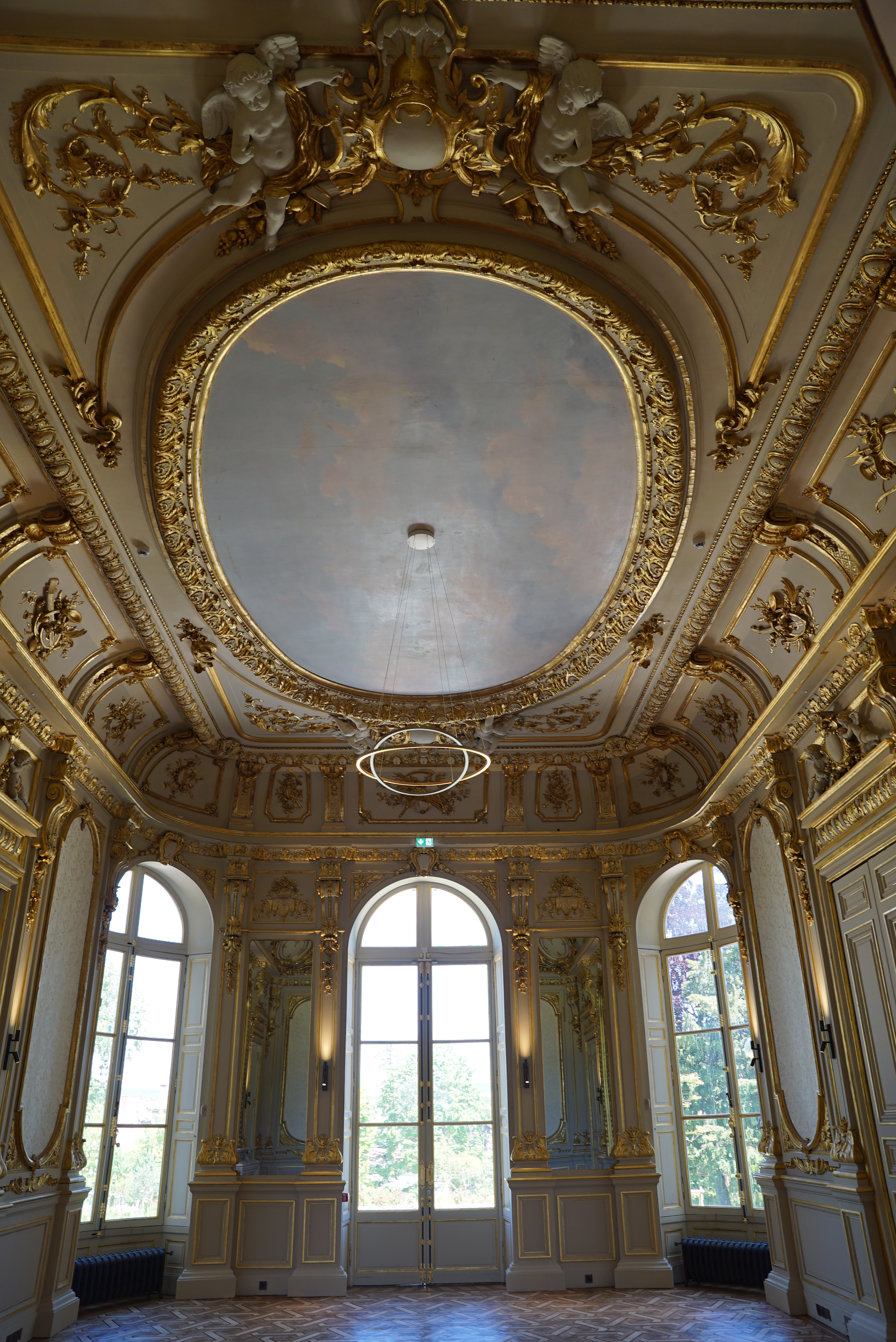
Grote salon
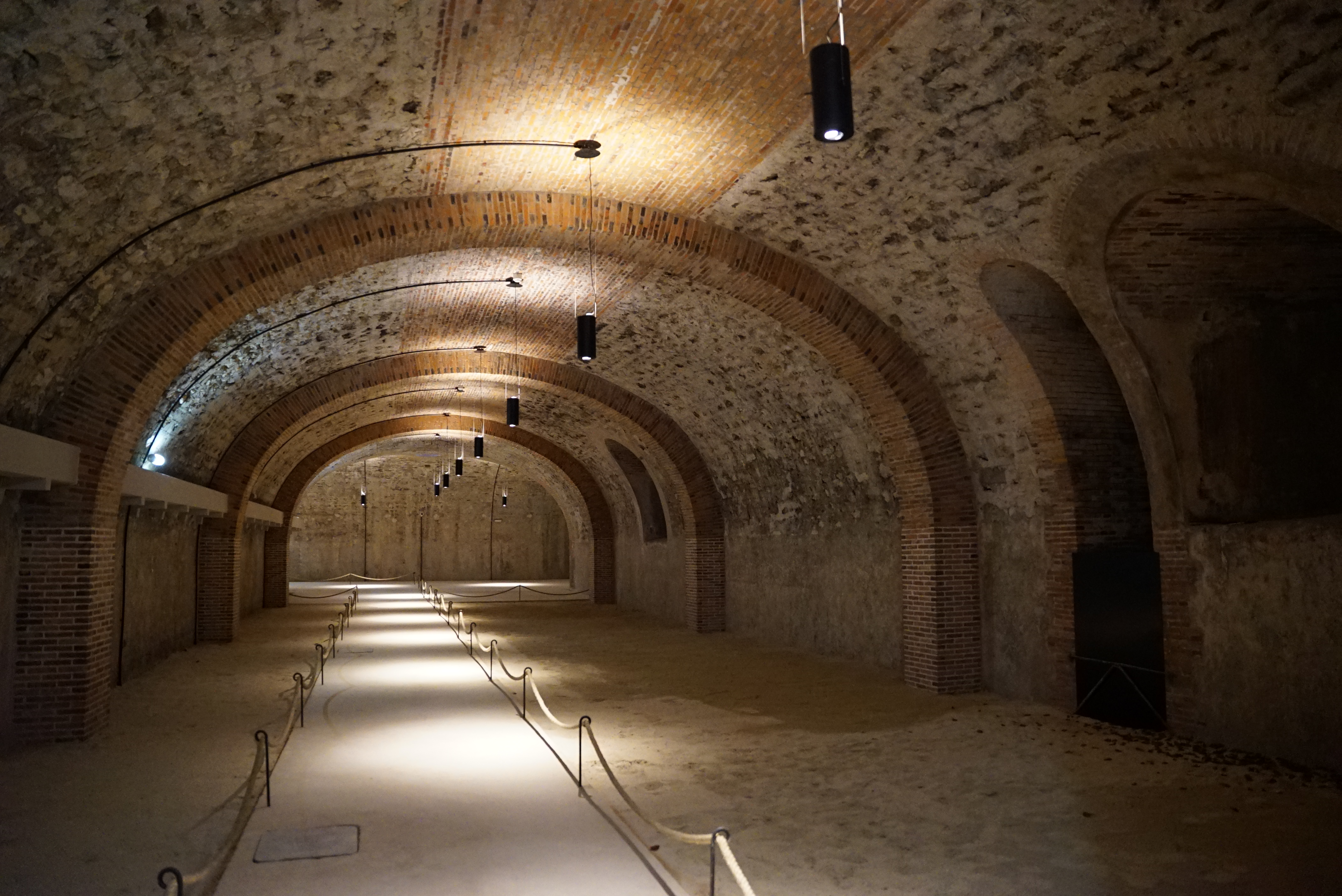
Grote kelder
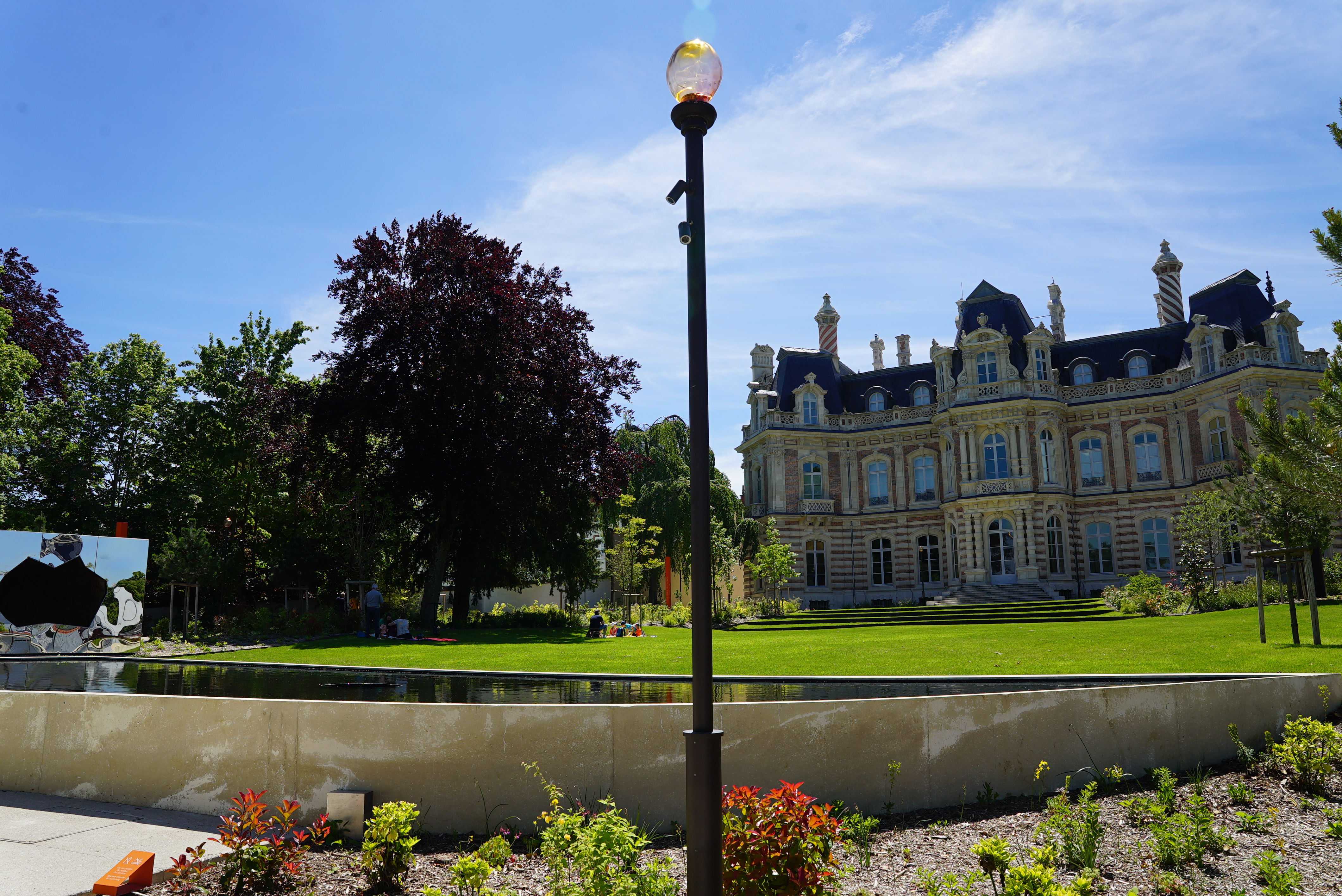
Zicht vanuit het park

### Hoofdkantoor Moët & Chandon (nr. 18)
Op nummer 18 is het hoofdkantoor van Moët & Chandon gevestigd. In de jaren twintig wilde het huis, onder leiding van voorzitter Jean-Rémy Chandon-Moët, een aantal oude gebouwen vervangen die door de bombardementen van de Eerste Wereldoorlog waren beschadigd. De architecten Henri Piquart en Brunoy de Maigret leidden dit werk, dat duurde van 1928 tot 1932. Het nieuwe gebouw is een vierhoek van gewapend beton, gebouwd in art-decostijl, die contrasteert met de andere naoorlogse reconstructies qua omvang en de teruggetrokken ligging ten opzichte van de laan. Het beton is doorboord met grote openingen en versierd met gele bakstenen en gehouwen steen aan de voet van het gebouw. Het gebouw is versierd met een kroonlijst en heeft een plat dak. Het gebouw, dat verbonden was met de kelders van Moët & Chandon onder de laan, bracht oorspronkelijk alle activiteiten van het huis samen, van de productie van champagne tot de verzending. In het midden bevindt zich een grote binnenplaats die gebruikt wordt om champagne te vervoeren. Deze binnenplaats werd echter opgevuld en vervangen door administratieve ruimten. In de 21e eeuw huisvest het terrein het hoofdkantoor van het bedrijf, een bezoekers- en verkoopruimte en een deel van de productie. Het gebouw heeft het label “Opmerkelijke Hedendaagse Architectuur” gekregen.

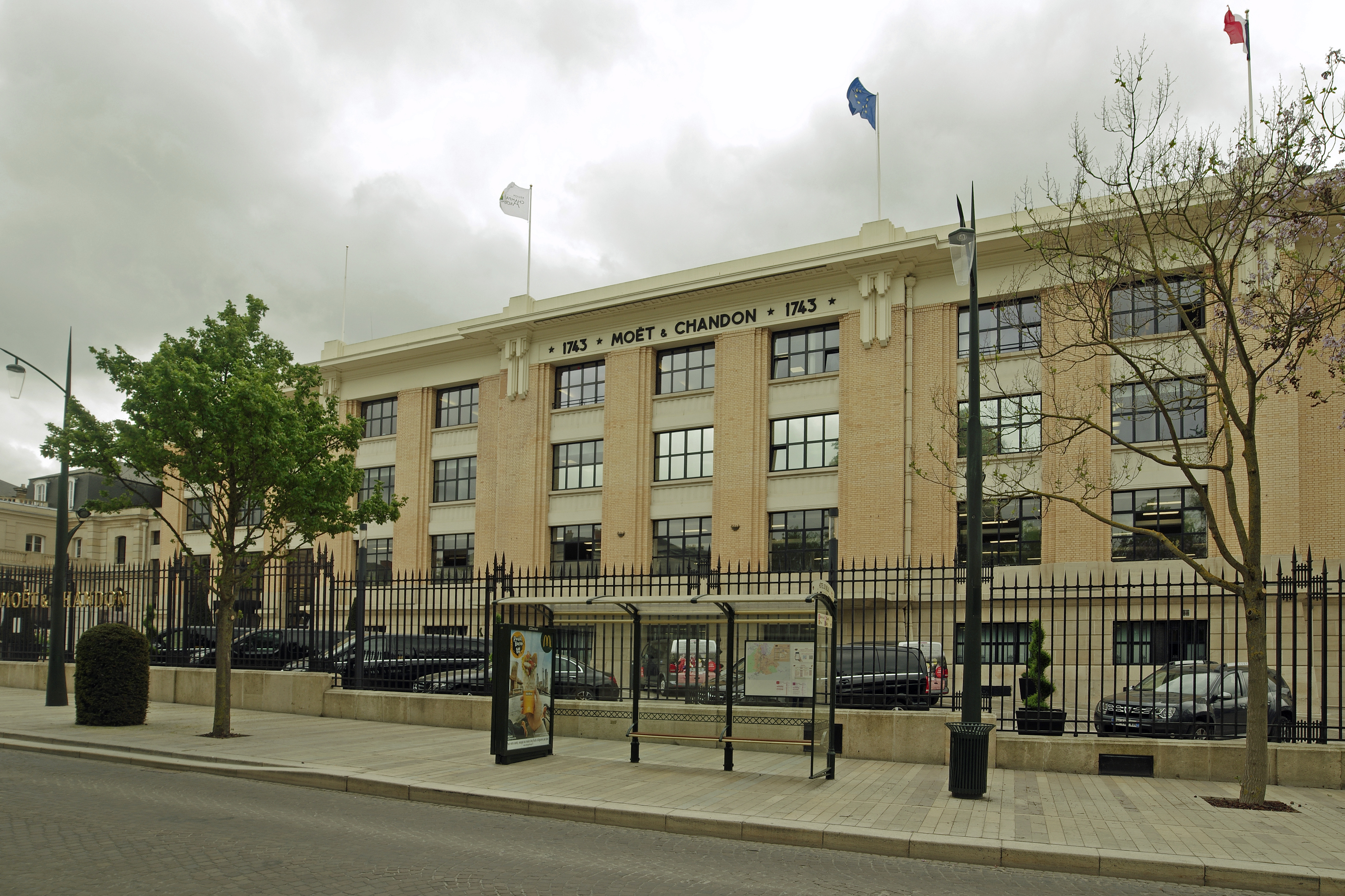
Hoofdkantoor
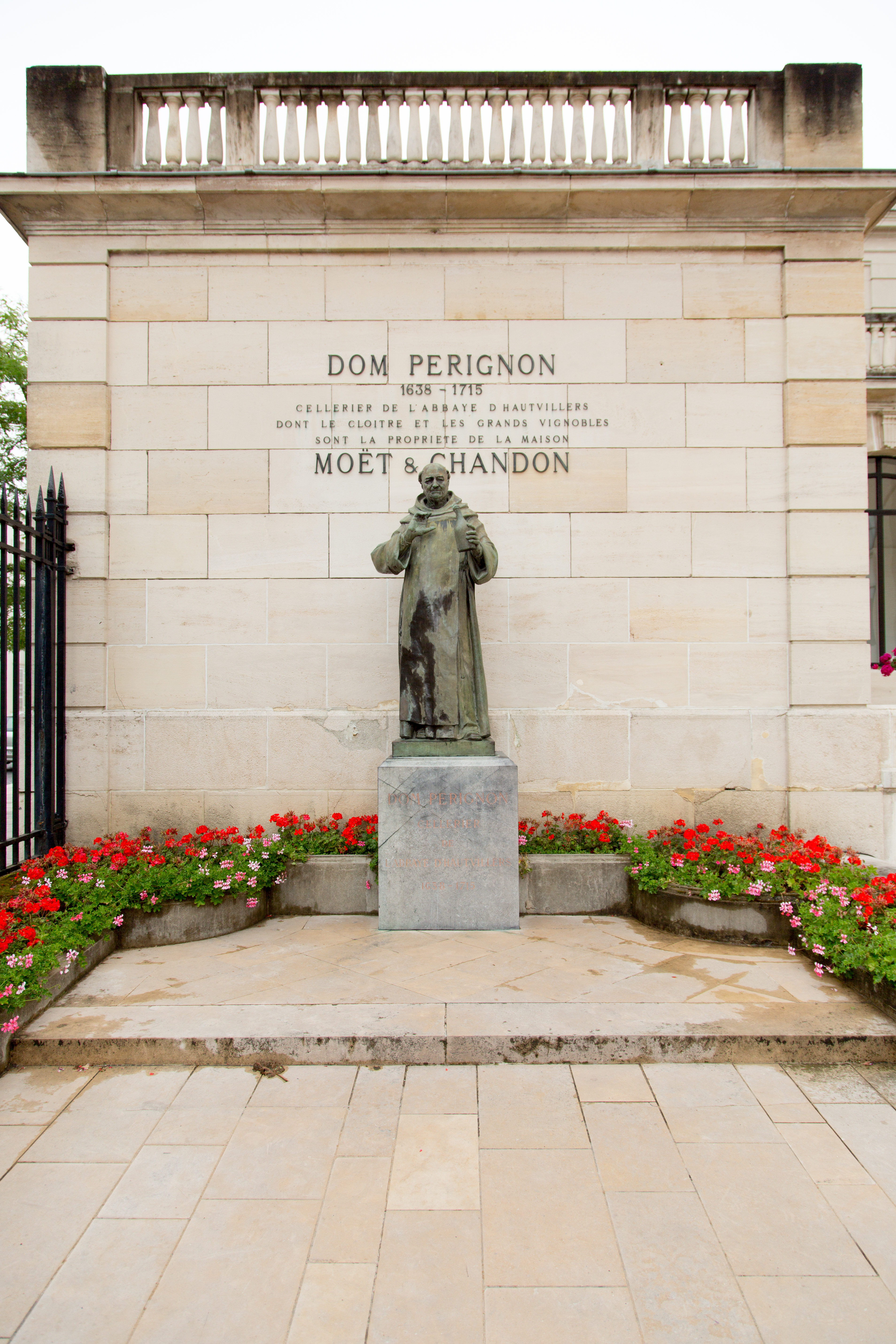
Standbeeld Dom Perignon
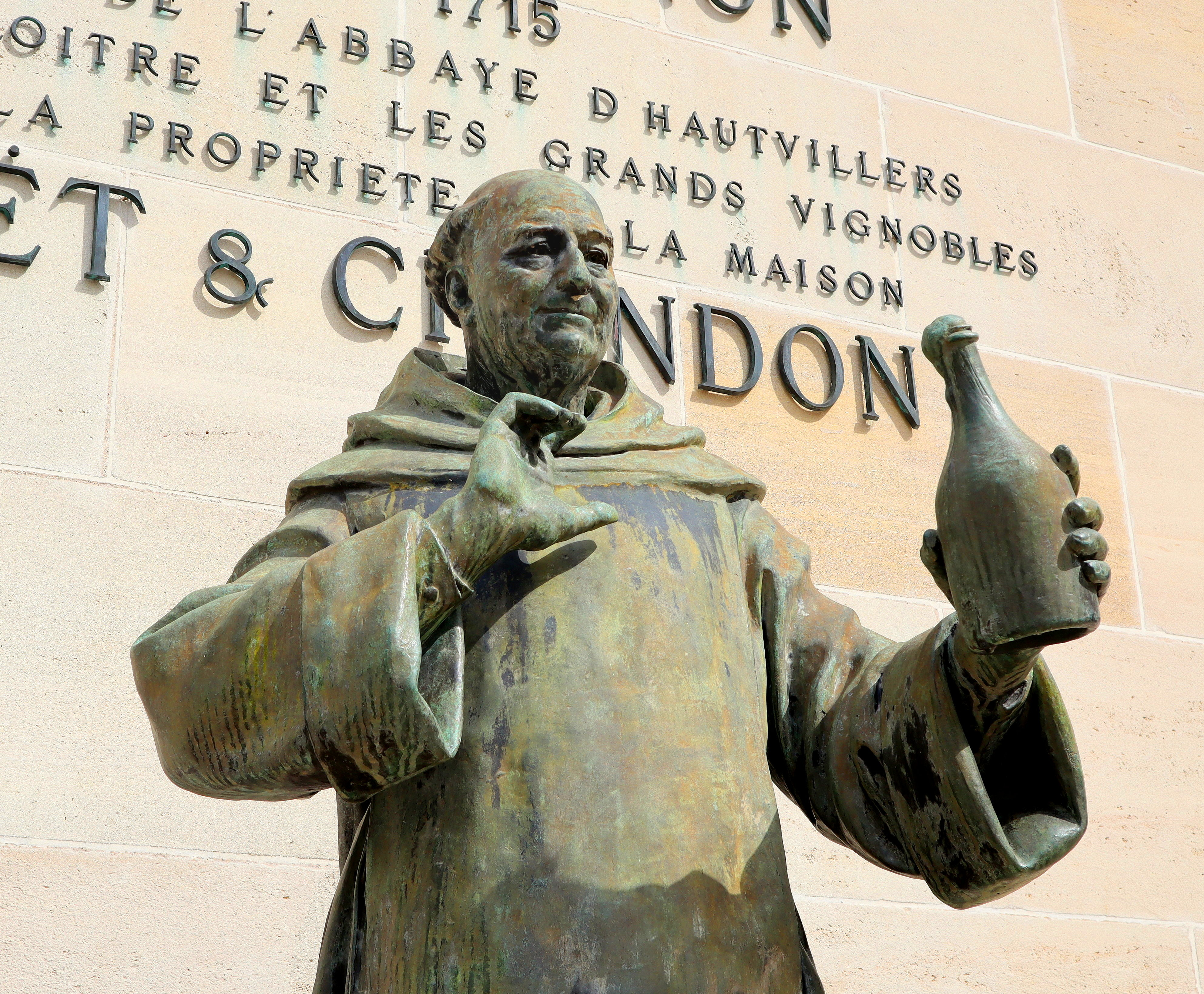
Dom Perignon (detail)
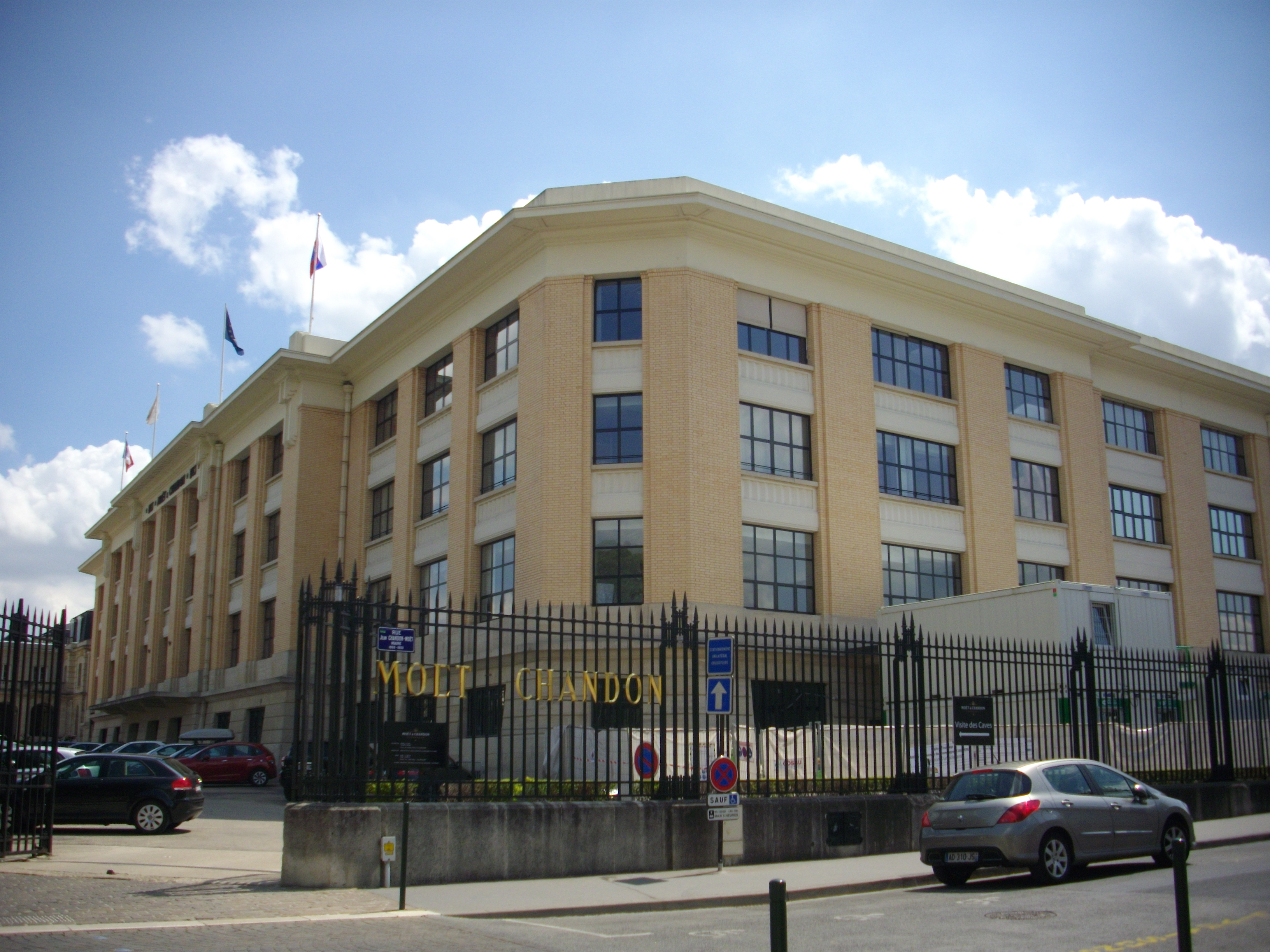
Hoekzicht

### Hôtel Moët (nr. 20)

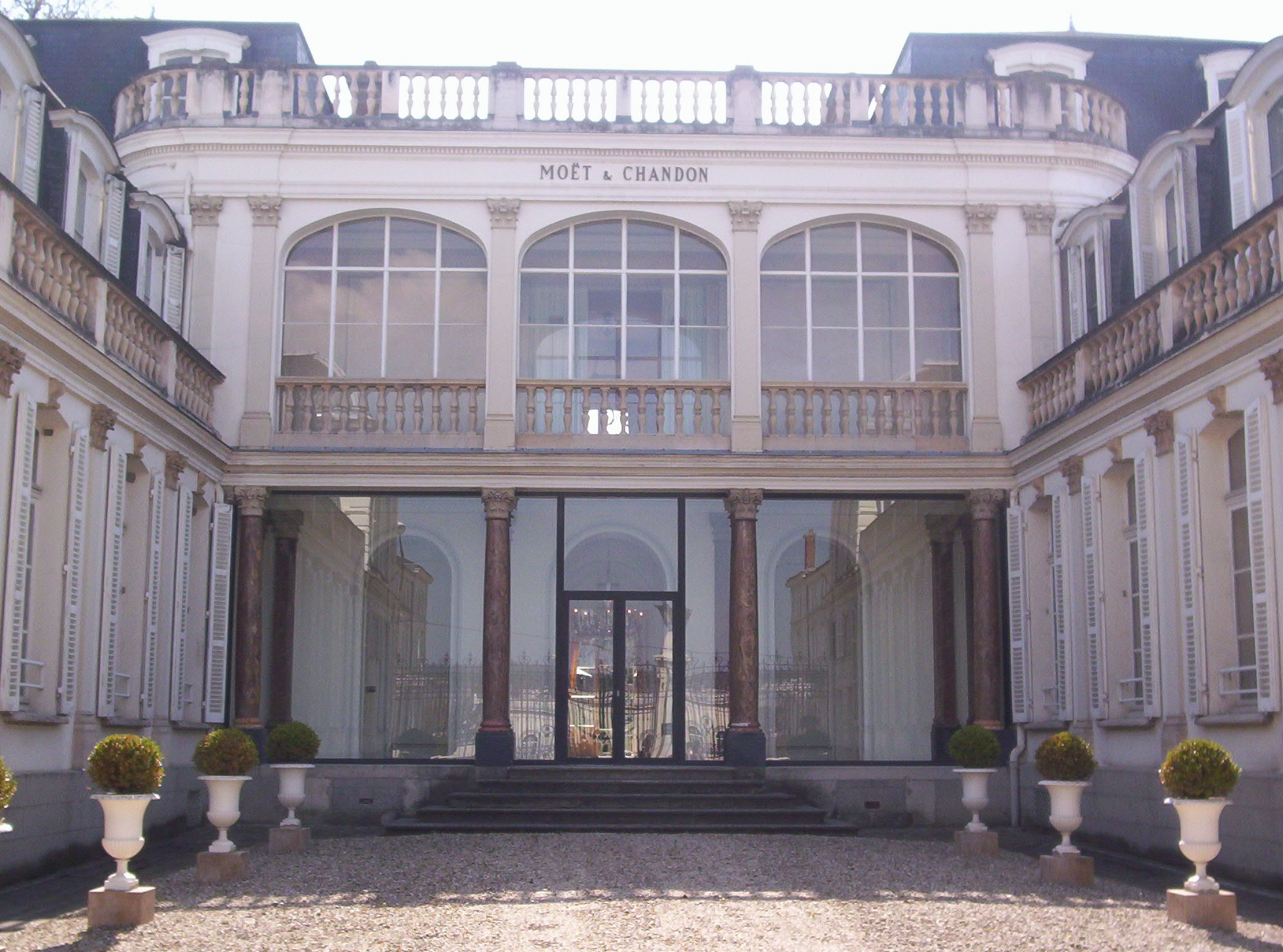
Hôtel Moët (nr. 20)

In 1793 gaf Jean-Remy Moët (1758-1841), kleinzoon van de oprichter, opdracht tot de bouw van het neo-klassiek Hôtel Moët aan wat toen bekendstond als de Faubourg de la Folie. Hij nam zijn intrek in het herenhuis met één verdieping en een valse zolder, waardoor de constructie lichter lijkt. Het werd een centrum voor gastvrijheid, waar vooraanstaande gasten zoals Napoleon Bonaparte en keizerin Joséphine werden ontvangen. 
Hoewel het interieur na de verwoestingen van de Eerste Wereldoorlog is herbouwd, blijft de buitenkant een toonbeeld van elegantie. De gevel, opgetrokken uit witte steen en leisteen, wordt gekenmerkt door een centraal hoofdgebouw met twee zijvleugels die een U-vormige binnenplaats omsluiten. Dit ontwerp is representatief voor de 18e-eeuwse architectuur. 
Achter het gebouw strekt zich een uitgestrekte Engelse tuin uit, ontworpen met kronkelende paden, een sierlijke vijver en zorgvuldig onderhouden groen, wat bijdroeg aan de allure van het pand. Een bijzonder element in deze tuin is de "Boom van de Drie Keizers", een oude Japanse pagodeboom waaronder op 21 maart 1814 tsaar Alexander I van Rusland, keizer Frans I van Oostenrijk en koning Frederik Willem III van Pruisen samen champagne dronken.

### Hôtel Papelard (nr. 22)

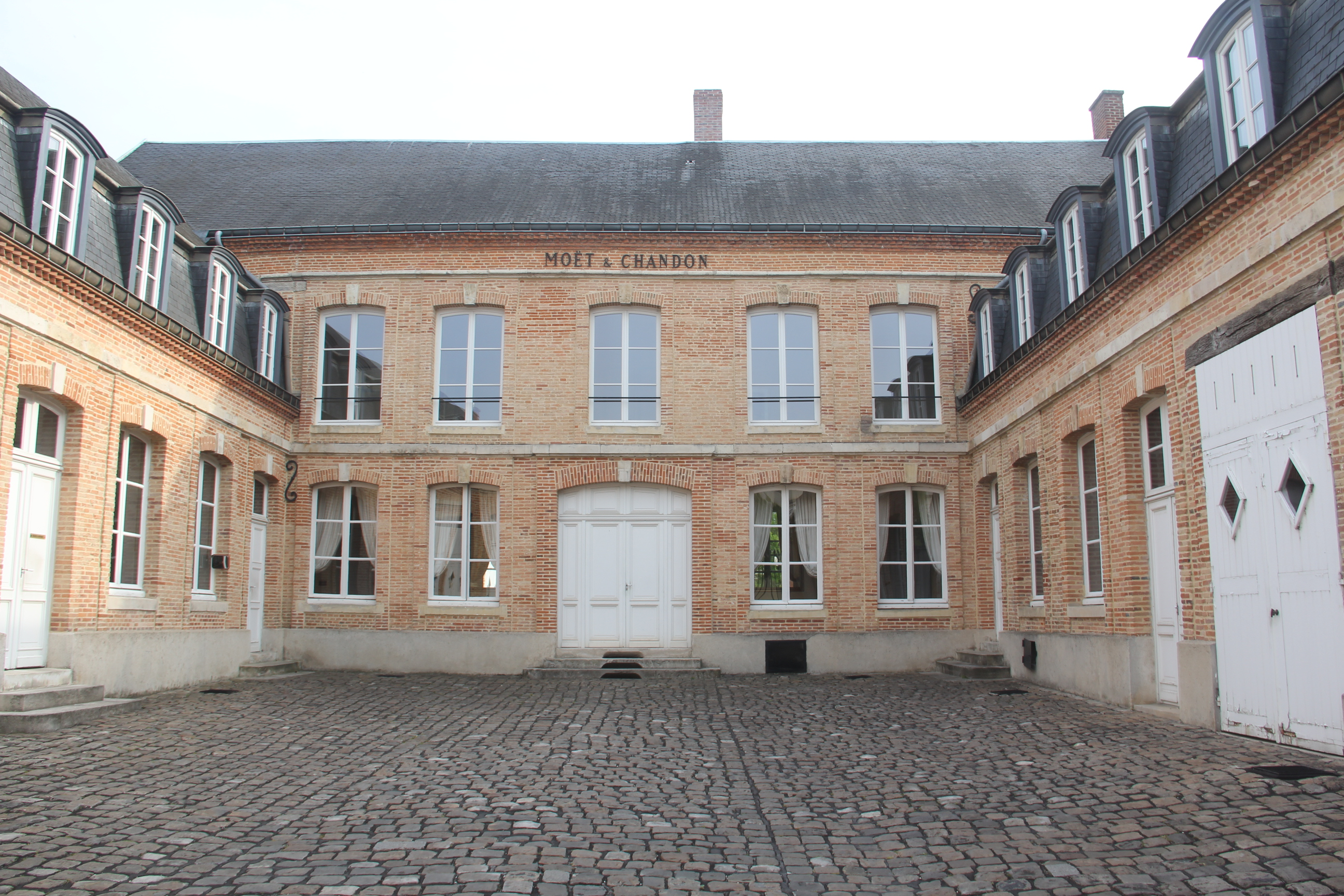
Hôtel Papelard

Het Hôtel Papelard, aan nummer 22, is een ander voorbeeld van de architectuur van een particulier herenhuis en de aanhoudende wens van de champagnehandelaren om zich aan de gelijknamige laan te vestigen. 
In 1794 liet Jean Guyot, een wijnhandelaar, een privéwoning met meerdere kelders bouwen om zijn beroep uit te oefenen. Het gebouw, dat nog niet af was, werd in 1795 verkocht aan François-Gratien Camiat, eveneens een wijnhandelaar. Zo kreeg het hotel zijn oorspronkelijke naam, totdat het in 1856 werd overgenomen door Maison de Champagne Papelard en de naam Hôtel Papelard kreeg. In 1920 werd Moët & Chandon eigenaar en vestigde er haar commerciële diensten en richtte er haar personeelsverblijven in.

### Perrier-Jouët (nr. 24-26)
Maison Belle Epoque, een gebouw in Art Nouveau-stijl op nummer 26, is gebouwd aan het einde van de 18e eeuw. Door de eeuwen heen kreeg het huis met zijn wijnkelders, tuinen en collectie kunstwerken een heel eigen karakter.
In 1850 wordt Eugène Gallice, de schoonbroer en zakenpartner van Charles Perrier (zoon van de oprichters) eigenaar van dit stijlvolle huis. Als grote kunstliefhebber en oprichter van de Société d’histoire et d’art français verzamelt Eugène Gallice schilderijen en tekeningen. Hij geeft zijn passie door aan zijn zonen, Henri en Octave. De eerste neemt de leiding van Maison Perrier-Jouët over, terwijl zijn broer zijn tijd grotendeels in Parijs doorbrengt, waar hij een zorgeloos leven leidt, volledig in de stijl van de belle époque. Octave is bovendien bevriend met tal van kunstenaars en vraagt in 1902 aan Emile Gallé, een van de pioniers van de art nouveau, om een unieke fles te creëren voor Perrier-Jouët Champagne. Het resultaat: vier magnumflessen versierd met witte Japanse anemonen, die uitgroeien tot het embleem van de beroemde, wereldwijd bekende Perrier-Jouët Champagne.

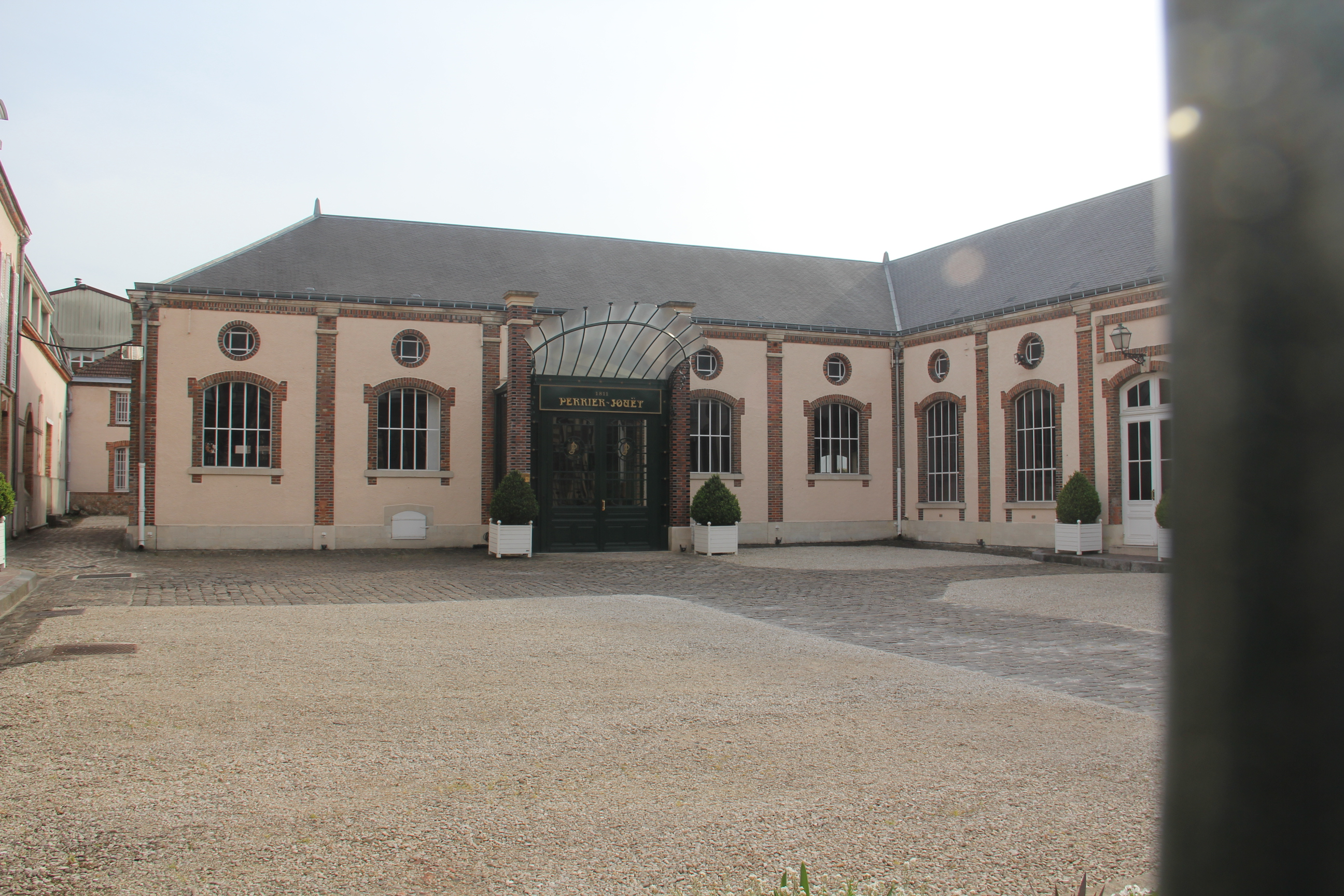
Perrier Jouet
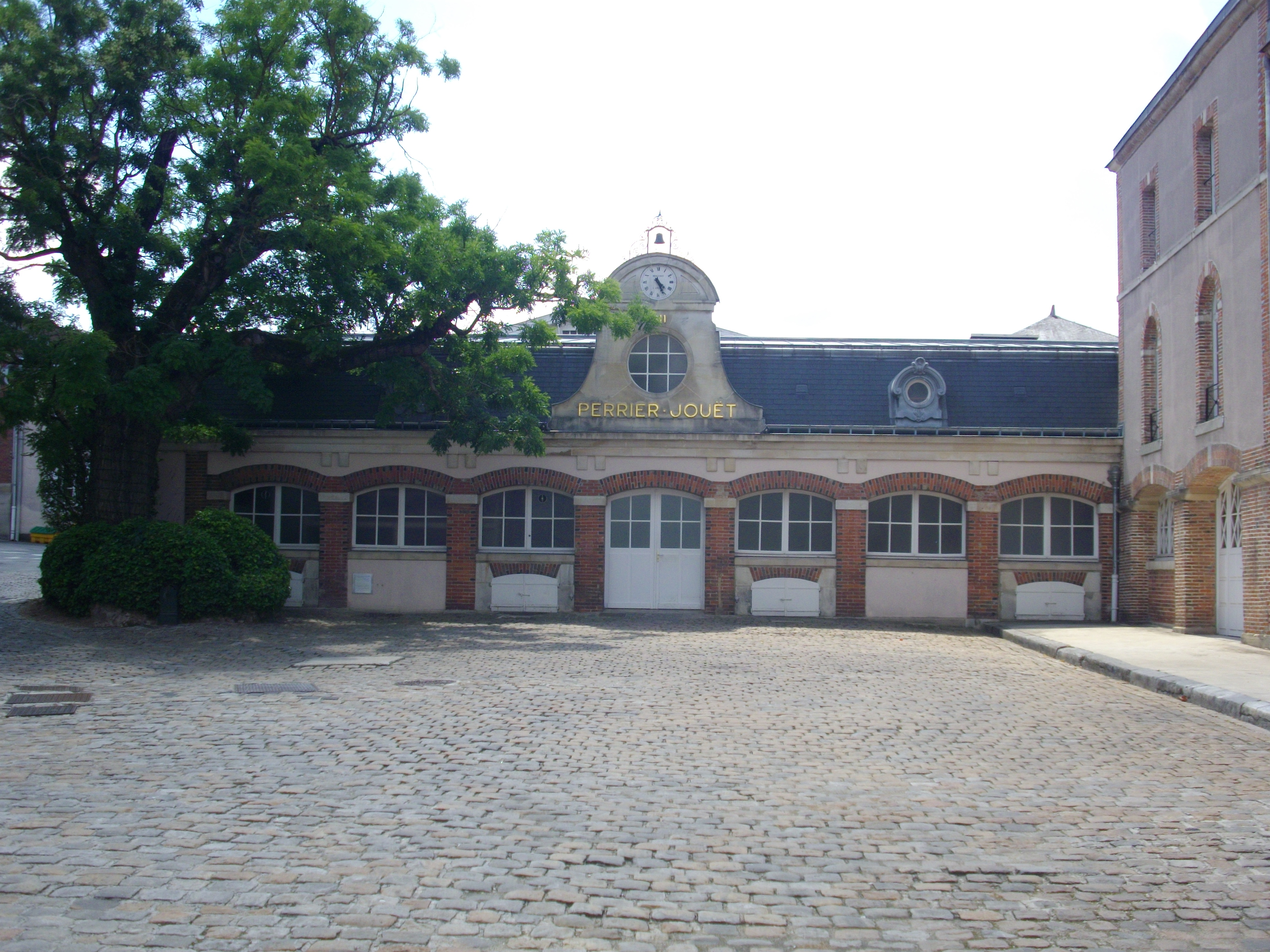
avenue de Champagne nr. 24
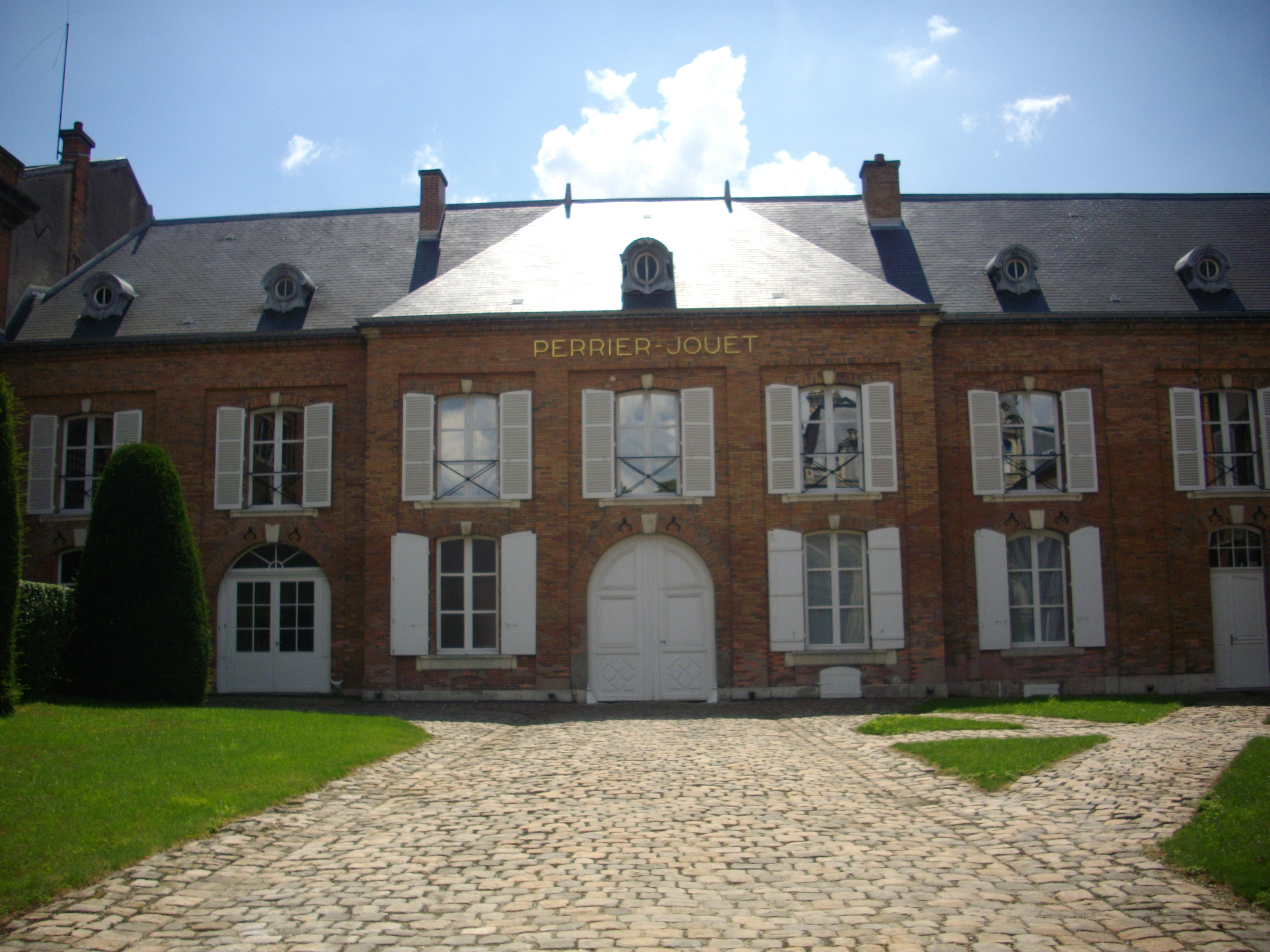
avenue de Champagne nr. 28

### Hôtel Gallice van De Venoge (nr. 33)
De Venoge, gevestigd op nummer 33, werd opgericht in 1837 door Henri-Marc de Venoge. Het een van de eerste huizen die een Blanc de Noirs introduceerde. Het Hôtel Gallice (ook Maison Gallice genoemd) werd tussen 1898 en 1899 gebouwd door Charles Blondel op verzoek van Marcel Gallice, de toenmalige president van Perrier-Jouët. Het landhuis werd door de laatste telg van de familie Gallice verkocht aan de overheid. In 1986 richtte de regio Champagne-Ardenne het Regionaal Cultureel Bureau Champagne-Ardenne (ORCCA) op. In 2014 werd het landhuis door de Regio verkocht aan het champagnehuis Venoge. Na een jaar renovatie herbergt nr. 33 Avenue de Champagne het hoofdkantoor van het champagnehuis, suites en een bar.
Het Hôtel Gallice is gebouwd in neoklassieke stijl, met gehouwen steen en leisteen. De ramen zijn versierd met petten van gendarmes. De voorgevel wordt gekenmerkt door een luifel en een balkon van gepantserd ijzer, ondersteund door twee griffioenen rondom de initialen van de eigenaar. Aan de achterzijde van het gebouw bevindt zich een balkon op vier consoles in de vorm van een leeuwenkop en een terras, in het midden afgerond met een stenen balustrade. Het hotel ligt achter een binnenplaats die afgesloten is door een poort. Aan de voorzijde van deze binnenplaats bevinden zich de bijgebouwen en bijgebouwen, terwijl aan de achterzijde van het gebouw het park in Engelse stijl ligt.
Het Hôtel Gallice staat bekend om de open haard met houtsnijwerk in de eetkamer, van Charles Blondel, en om de trap, die verlicht wordt door een glas-in-loodraam van Jacques Gruber. Dit glas-in-loodraam uit 1921 stelt een Vrijheidsengel voor, een allegorie van de Overwinning en een herdenking van de marteldood van Épernay tijdens de Eerste Wereldoorlog, vertegenwoordigd door de verwoeste kerk Notre-Dame d'Épernay. Het glas-in-loodraam staat sinds 1991 op de monumentenlijst als meubelstuk.

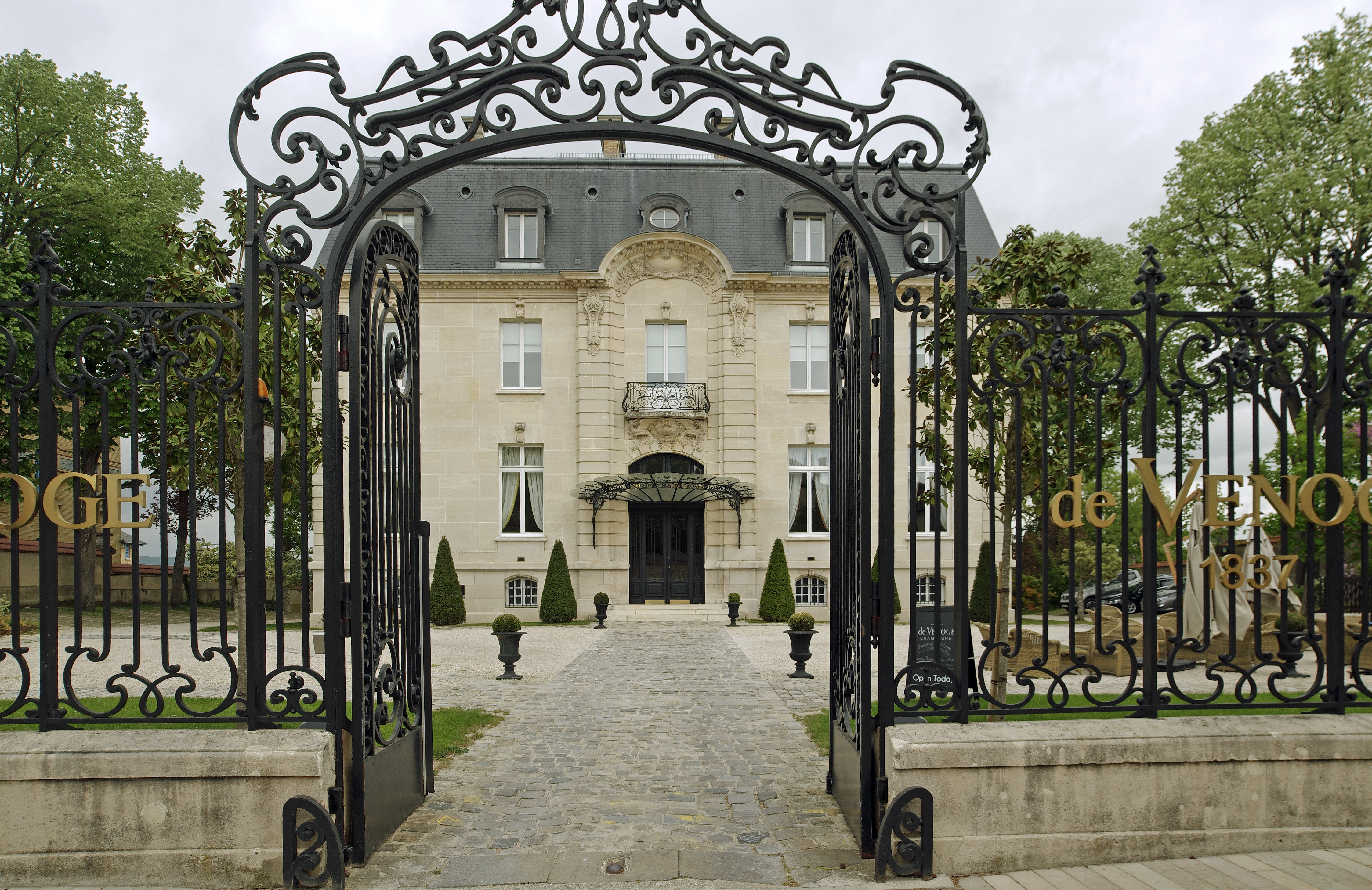
De Venoge toegangspoort
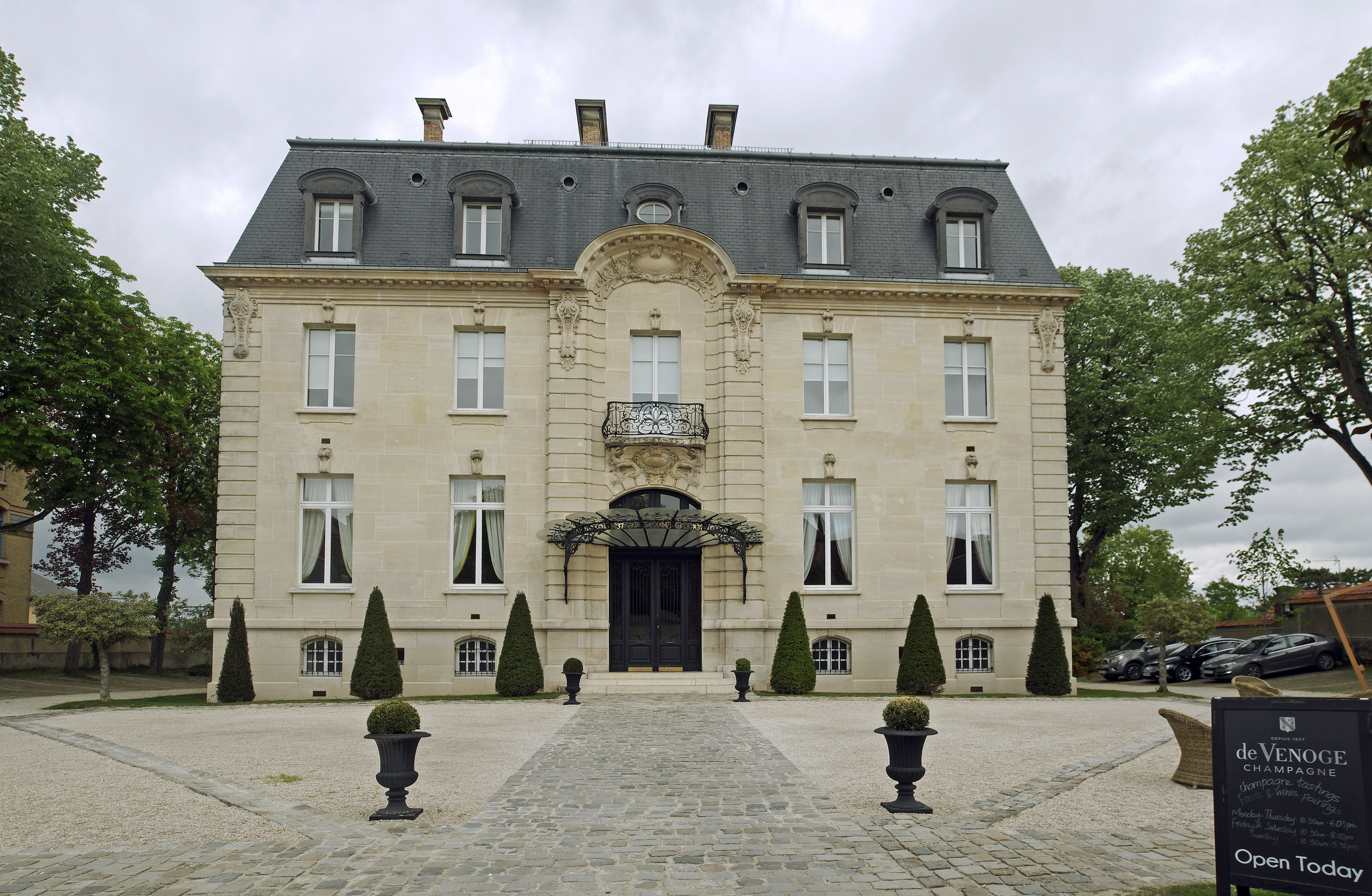
De Venoge
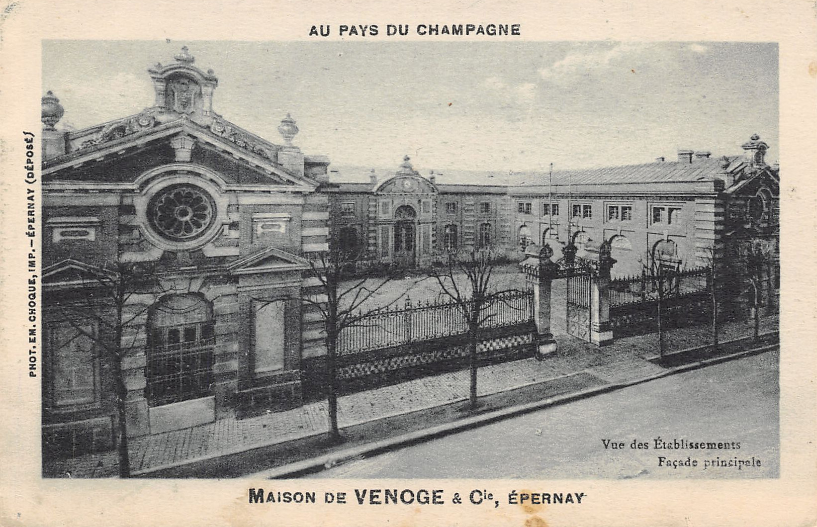
Zetel rond 1900
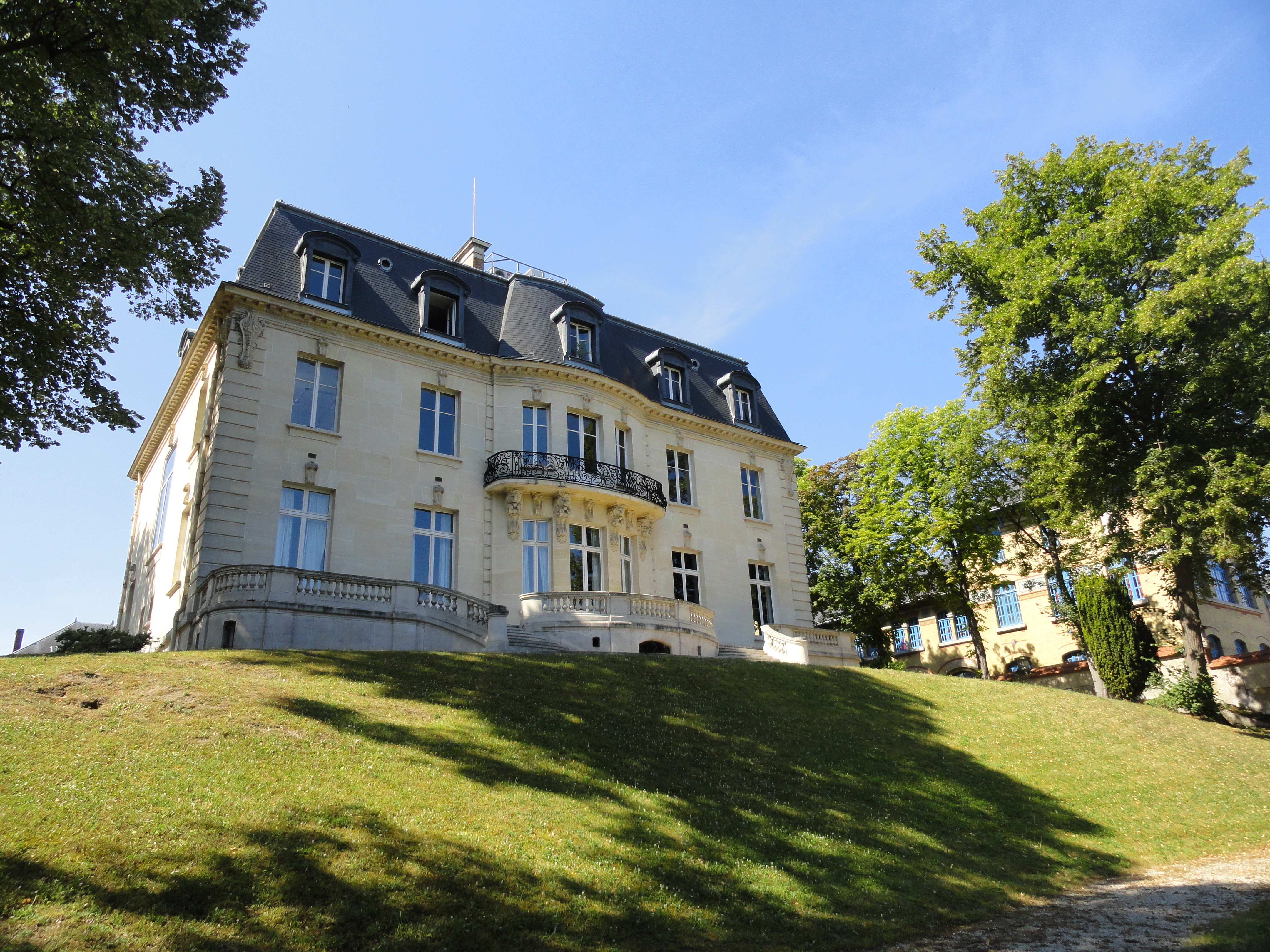
Achterkant

### Pol Roger (nr. 34)
Dit familiebedrijf, opgericht in 1849, heeft een reputatie voor kwaliteit en traditie. Het huis, op nummer 34, is vooral bekend als de favoriete champagne van Sir Winston Churchill. De gebouwen werden gebouwd volgens de plannen van architect F. Gallot in 1930 en 1931. Op 23 februari 1900 werd een deel van de kelders van Pol Roger, samen met de flessen die zich daar bevonden, bedolven onder een zware aardverschuiving, vlakbij de rue Godart-Roger.

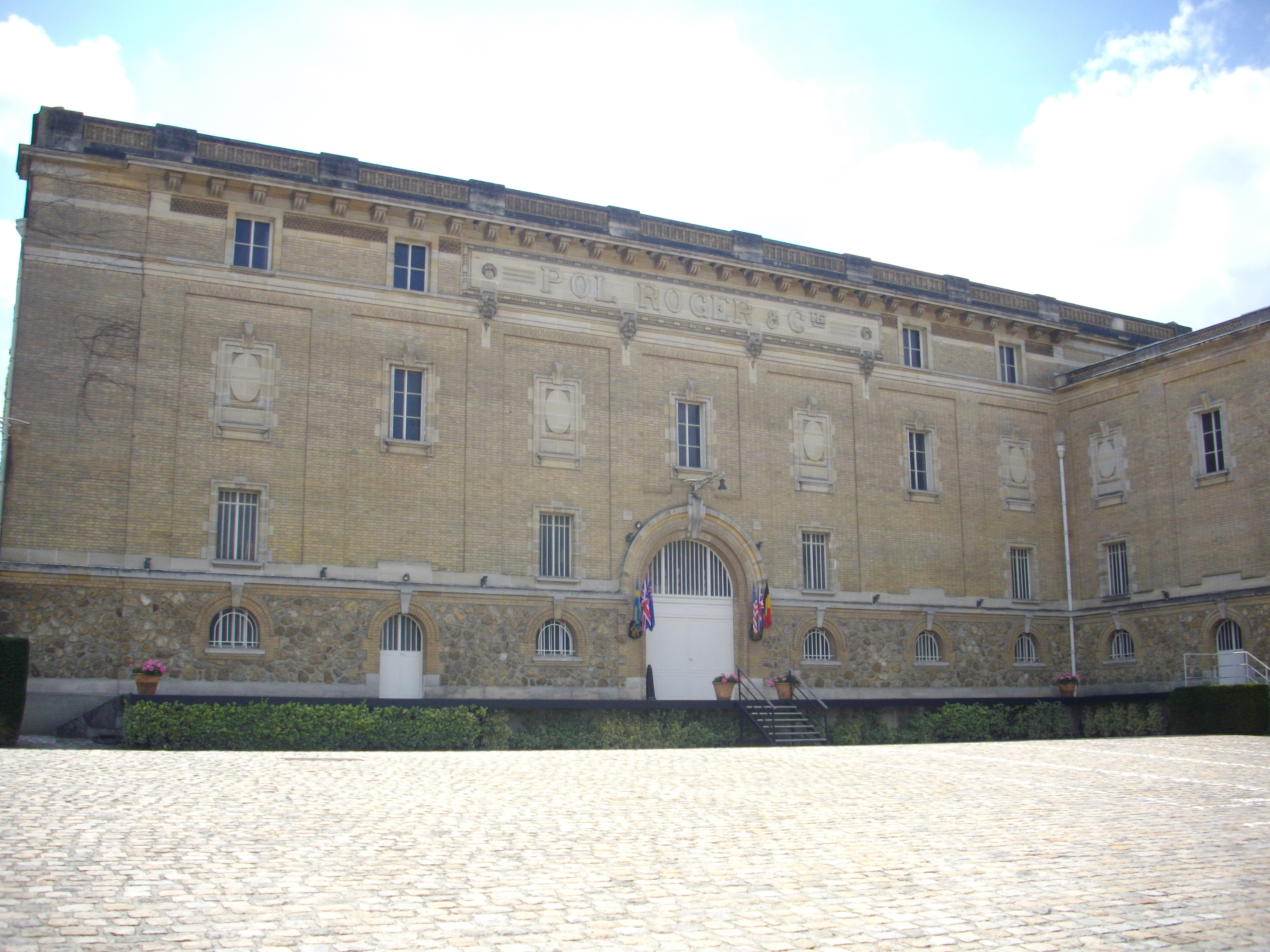
avenue de Champagne 34
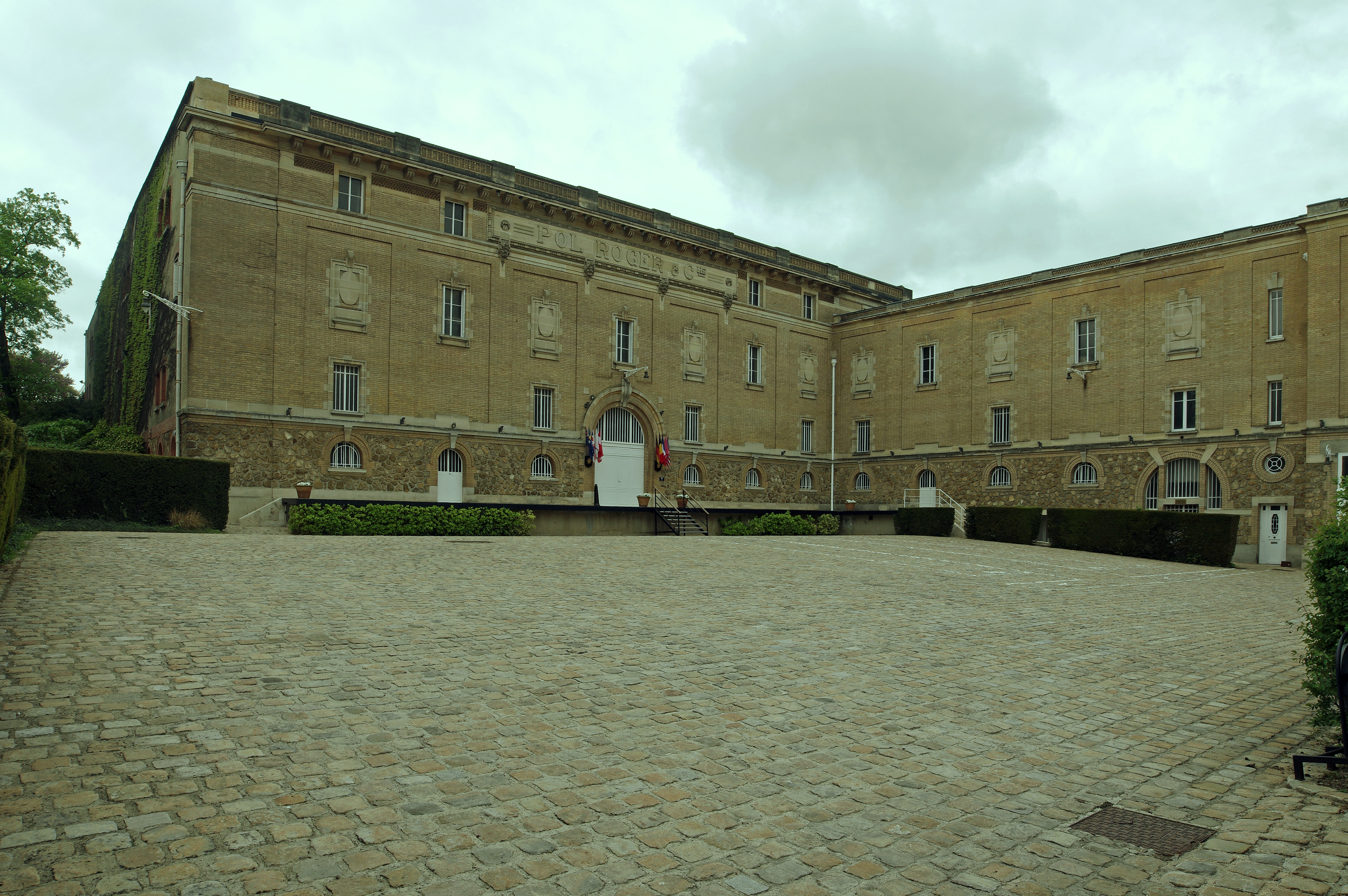
avenue de Champagne 34
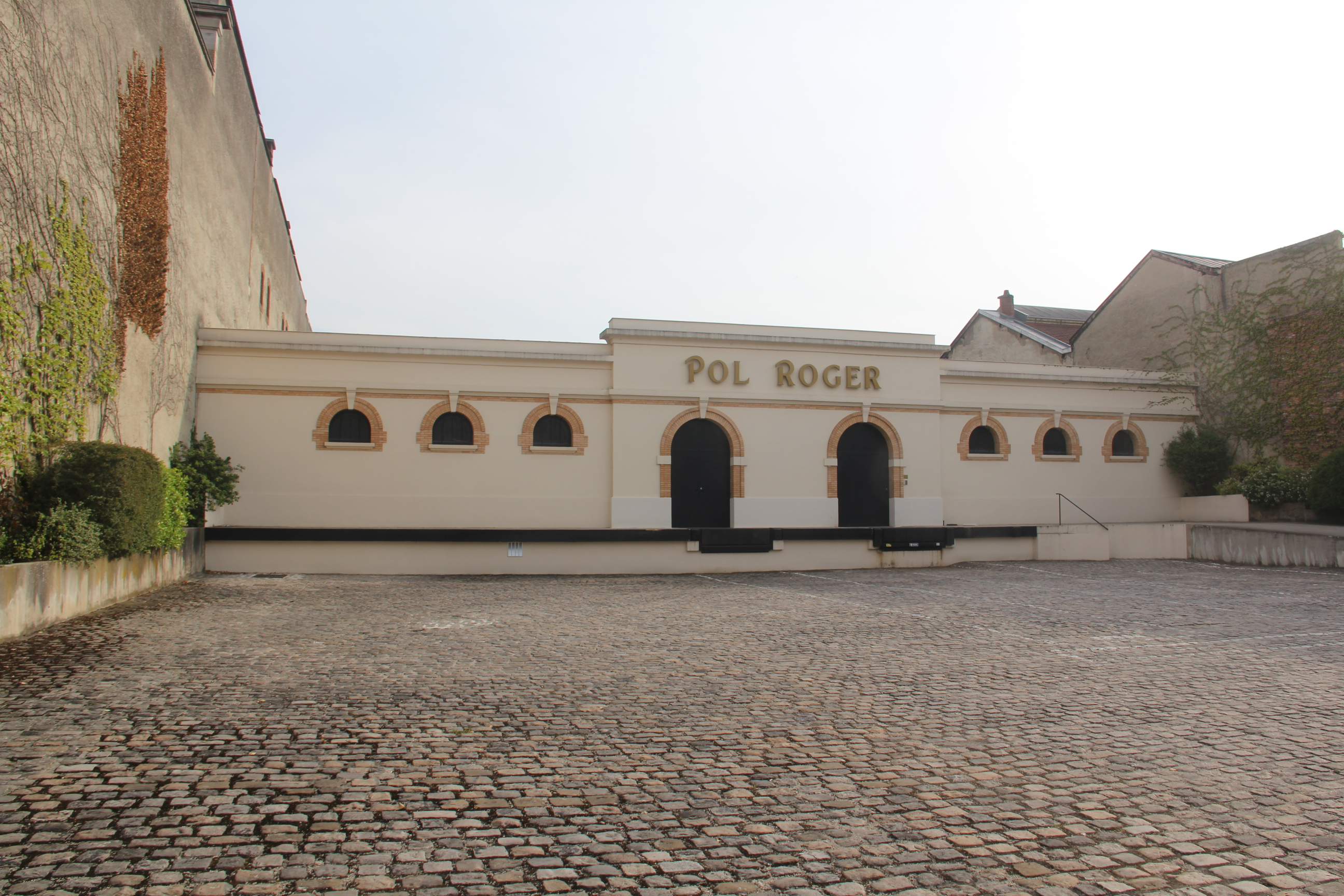
Pol Roger

### Huis Elizabeth Vollereaux of Hôtel de Billy (nr. 37)

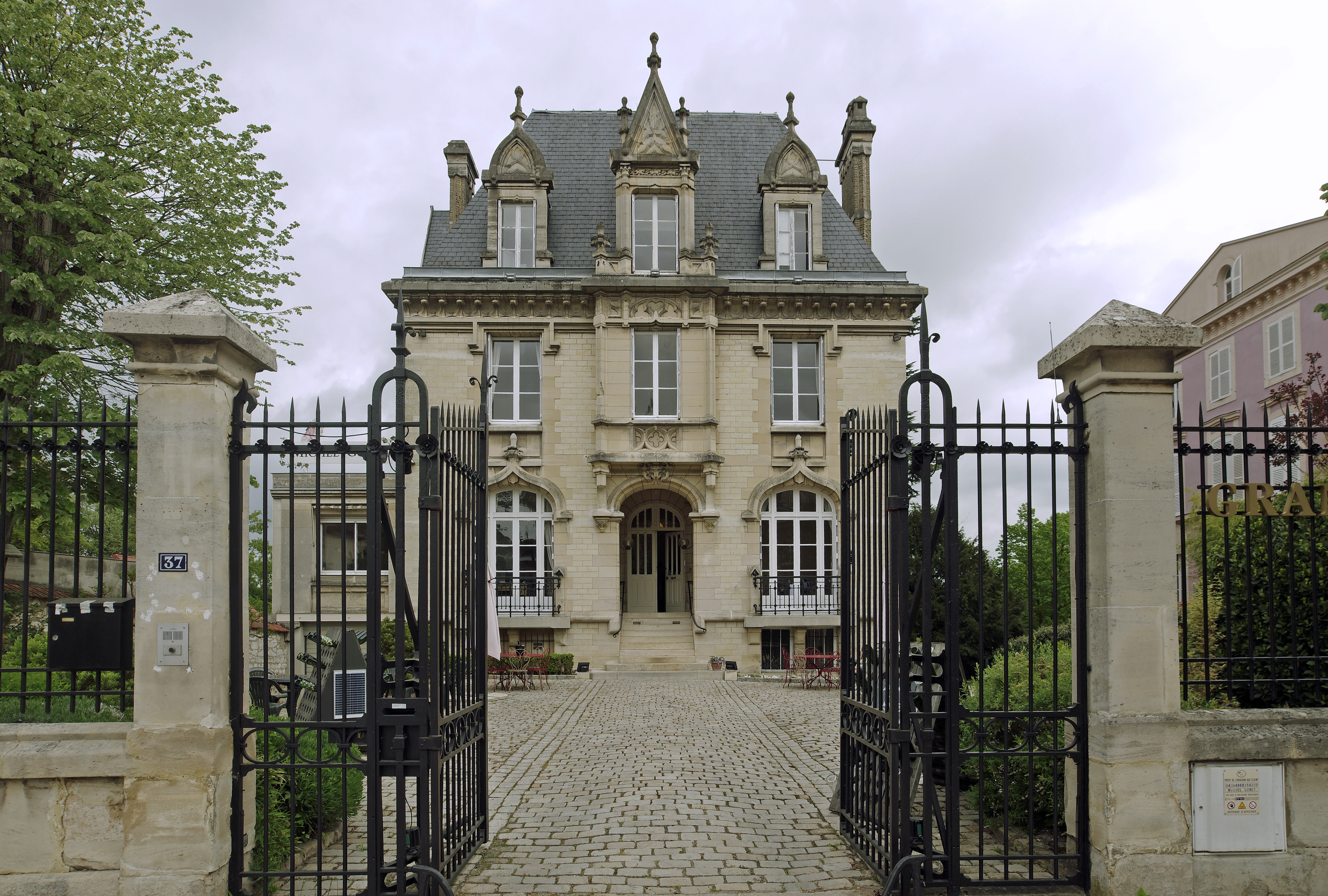
Huis Elizabeth Vollereaux op nr. 37

Huis Elizabeth Vollereaux, vroeger Hôtel de Billy, op nummer 37 is een woning in neorenaissancestijl, vermoedelijk gebouwd aan het einde van de 19e eeuw. Aan het begin van de 20e eeuw was deze woning eigendom van Alphonse de Billy, directeur van de gasfabriek van Epernay. In 1987 verhuisde de eigenaar van Champagne Vollereaux naar Hôtel de Billy.

### Villa Rose (nr. 39)

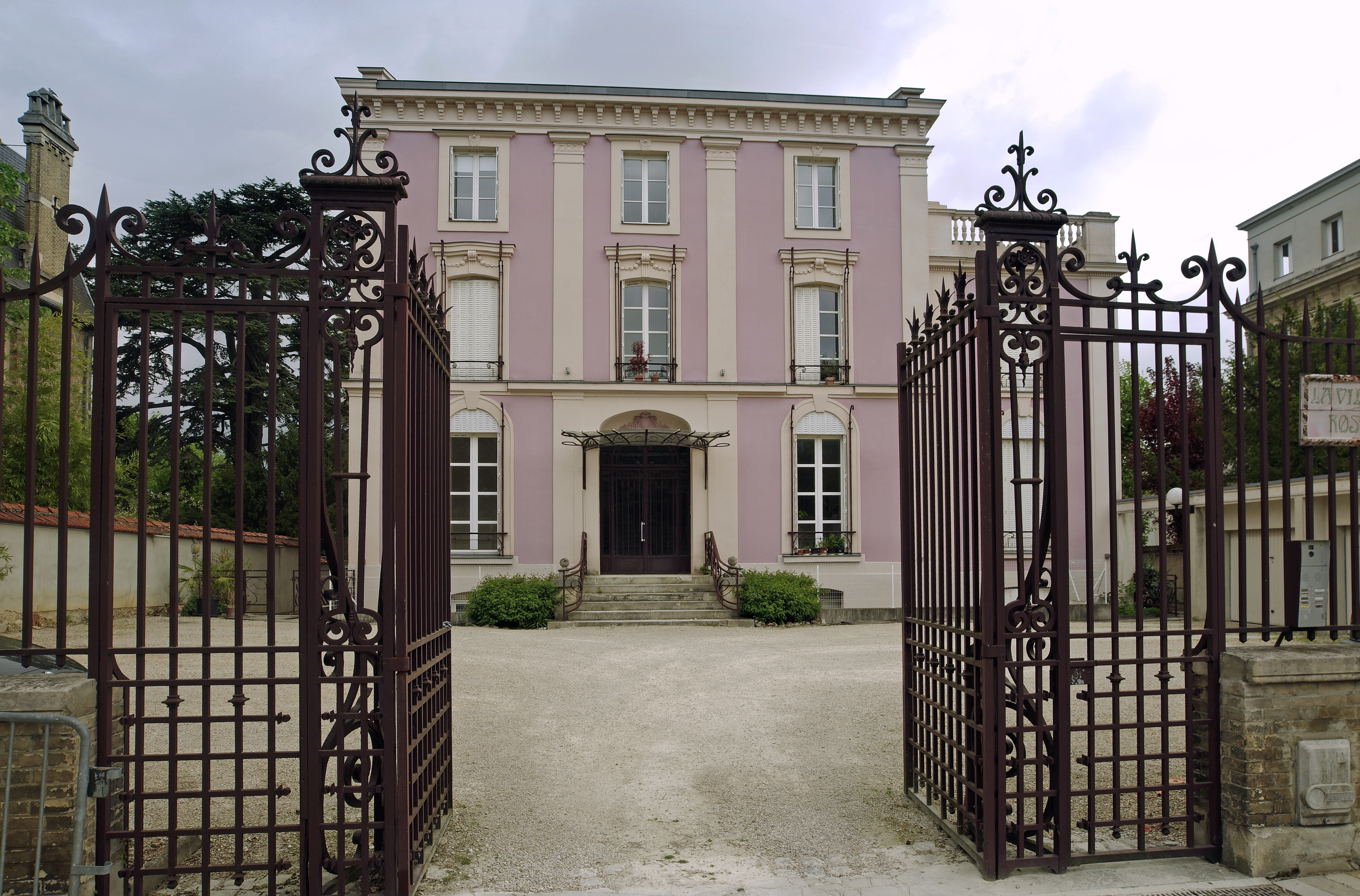
Villa Rose op nr. 39

De bouw van Villa Rose dateert uit 1894. Het lijkt erop dat het niet voor commerciële doeleinden is gebruikt. In 1904 werd de villa verkocht door de familie François-Wachter. Frédéric François-Wachter, die in 1904 op 70-jarige leeftijd overleed, was een champagnewijnhandelaar en was rechter geweest bij de handelsrechtbank. Hij was nog steeds lid van de Hospice Administrative Commission. Het huis werd vervolgens bewoond door de koopman Lucien Charles Durand, schoonzoon van Eugène Mercier, en in 1928 door René François Lallier, echtgenoot van Hélène Marie Deutz, die sinds 1904 het huis Deutz beheerde, dat in 1938 in Ay was opgericht. In 1984 werd de villa verkocht aan Toit Champenois. Het huis is verdeeld in zeven appartementen. 
De naam, de “Villa Rose”, komt van de naam van de bloemen die op het terrein aanwezig waren vóór de bouw van de villa en niet van de kleur van de gevel.

### Boizel (nr. 46)
Op nummer 46 bevindt zich het familiebedrijf Boizel, opgericht in 1834. Rond 1847 verdeelde de koopman Isidore Godart het land dat hij bezat aan de rue du Commerce onder zijn twee zonen. Isidore-Bertrand kreeg de locatie van het huidige nummer 46 toegewezen en liet er onmiddellijk kelders graven en het gebouw aan de straat rechts van de poort bouwen. Zijn broer Melchior erfde het aangrenzende perceel, waarop hij een ander handelshuis bouwde. In 1852 verkocht Melchior Godart zijn eigendom aan Georges Wachter en verhuisde naar het huis van zijn broer. Daar liet hij een grote kelder bouwen aan de achterkant van de binnenplaats, boven nieuwe kelders. Vervolgens liet hij een gebouw aan de straatkant bouwen, identiek aan het eerste gebouw dat Isidore-Bertrand had gebouwd. Frédéric François-Wachter, schoonzoon van Georges Wachter, voegde de twee eigendommen in 1884 samen. 

In 1984 werd het terrein verkocht aan huis Boizel, dat het momenteel exploiteert. De site bestaat uit twee afzonderlijke eenheden. Aan de Avenue de Champagne omlijsten twee paviljoens de toegangspoort. De muren zijn gepleisterd en de kozijnen zijn van baksteen, wat ze in de lokale bouwstijl plaatst. De halfronde erkers op de begane grond en de oculusvormige dakramen sluiten aan bij de Italiaanse bouwstijl.

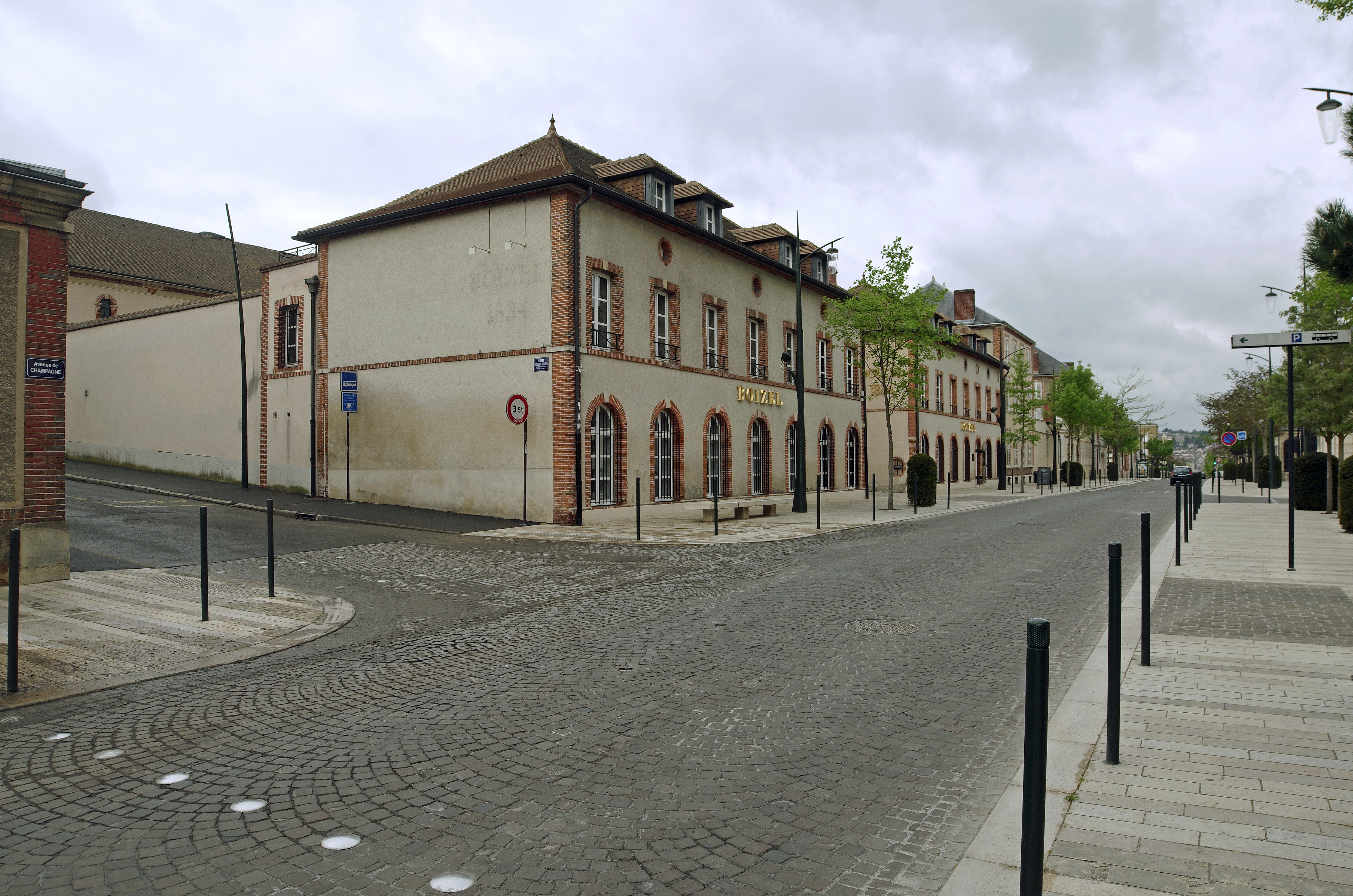
Boizel - Zijzicht
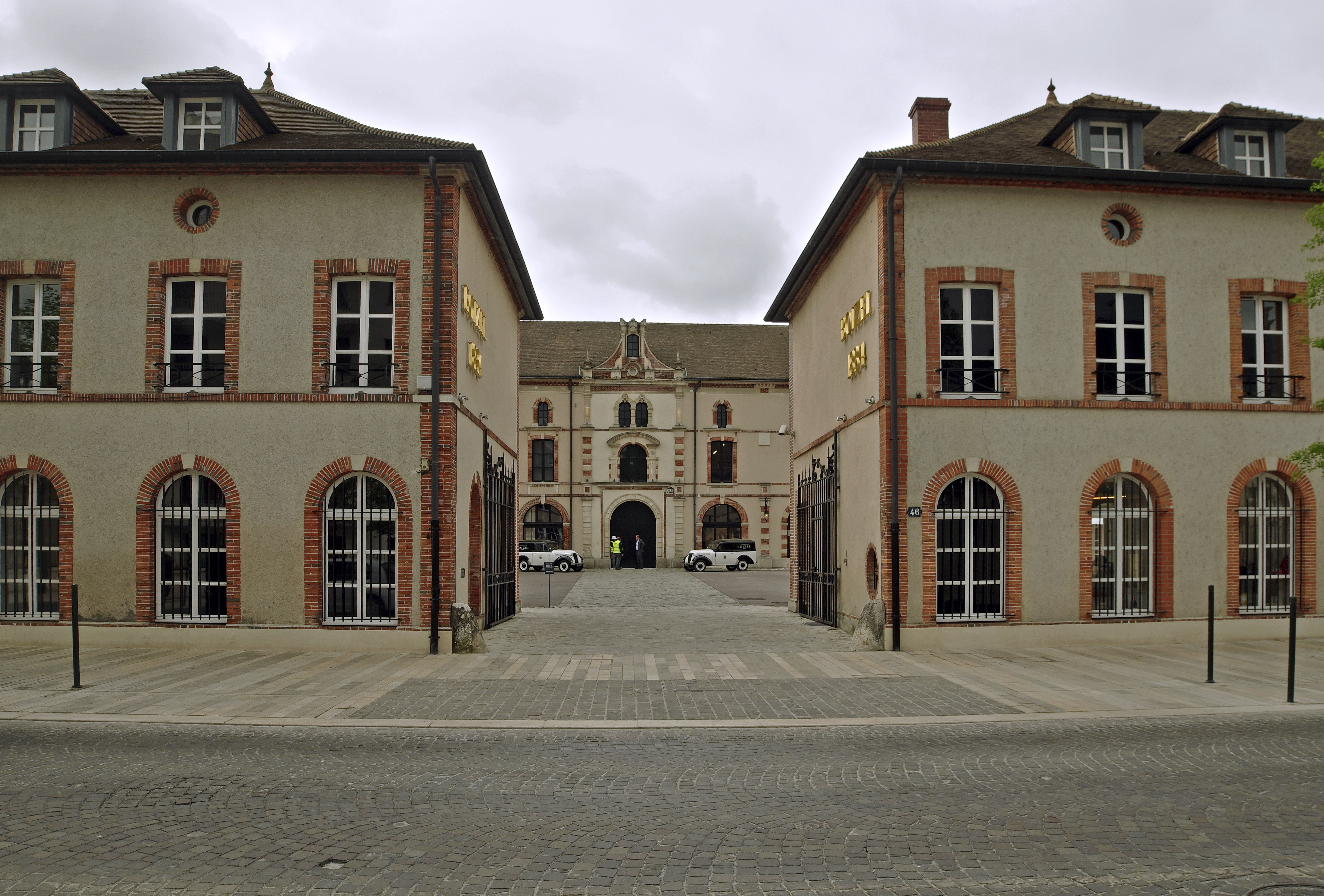
Boizel - Vooraanzicht

### De Castellane (nr. 63)
Het gebouw van Champagne de Castellane, gelegen op nummer 63, is een iconisch architecturaal en historisch monument, van ver herkenbaar aan de 66 meter hoge toren in een neorenaissance-stijl. Het werd opgericht in 1895 door graaf Florens de Castellane. De toren, ontworpen door de architect M. Tournaire, werd opgericht als een herkenningspunt voor het champagnehuis en fungeert als een symbool van prestige en traditie. De rode en witte bakstenen gevel met decoratieve motieven en het wapenschild van de familie de Castellane benadrukken de elegante en historische uitstraling van het gebouw. 
Het huis huisvest tevens een museum gewijd aan de geschiedenis van Champagne, met een verzameling oude etiketten, reclameposters en traditionele productiemiddelen. Vanuit de toren krijgt men een panoramisch uitzicht over Épernay en de omliggende wijngaarden. 

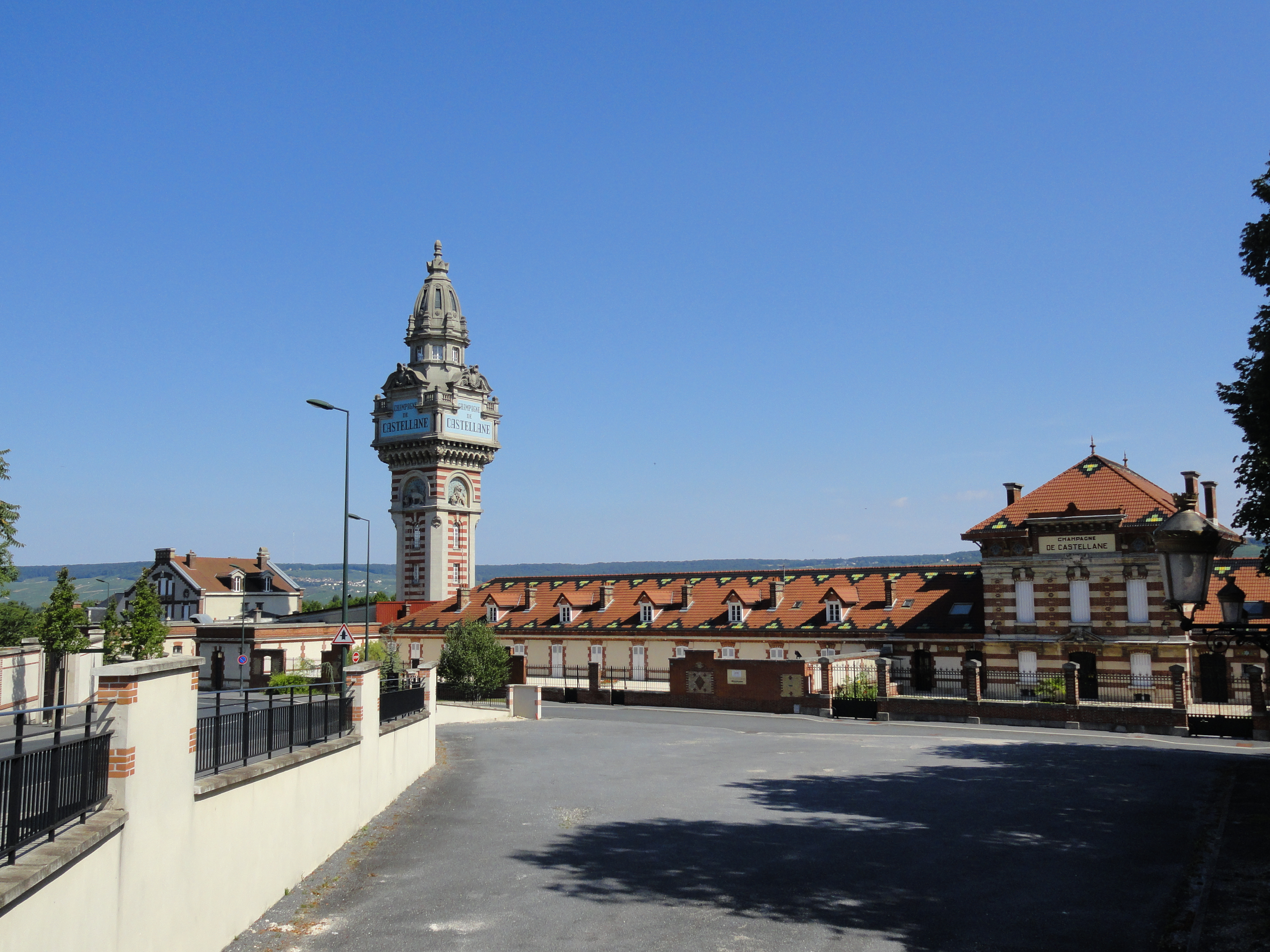
De Castellane - Overzicht
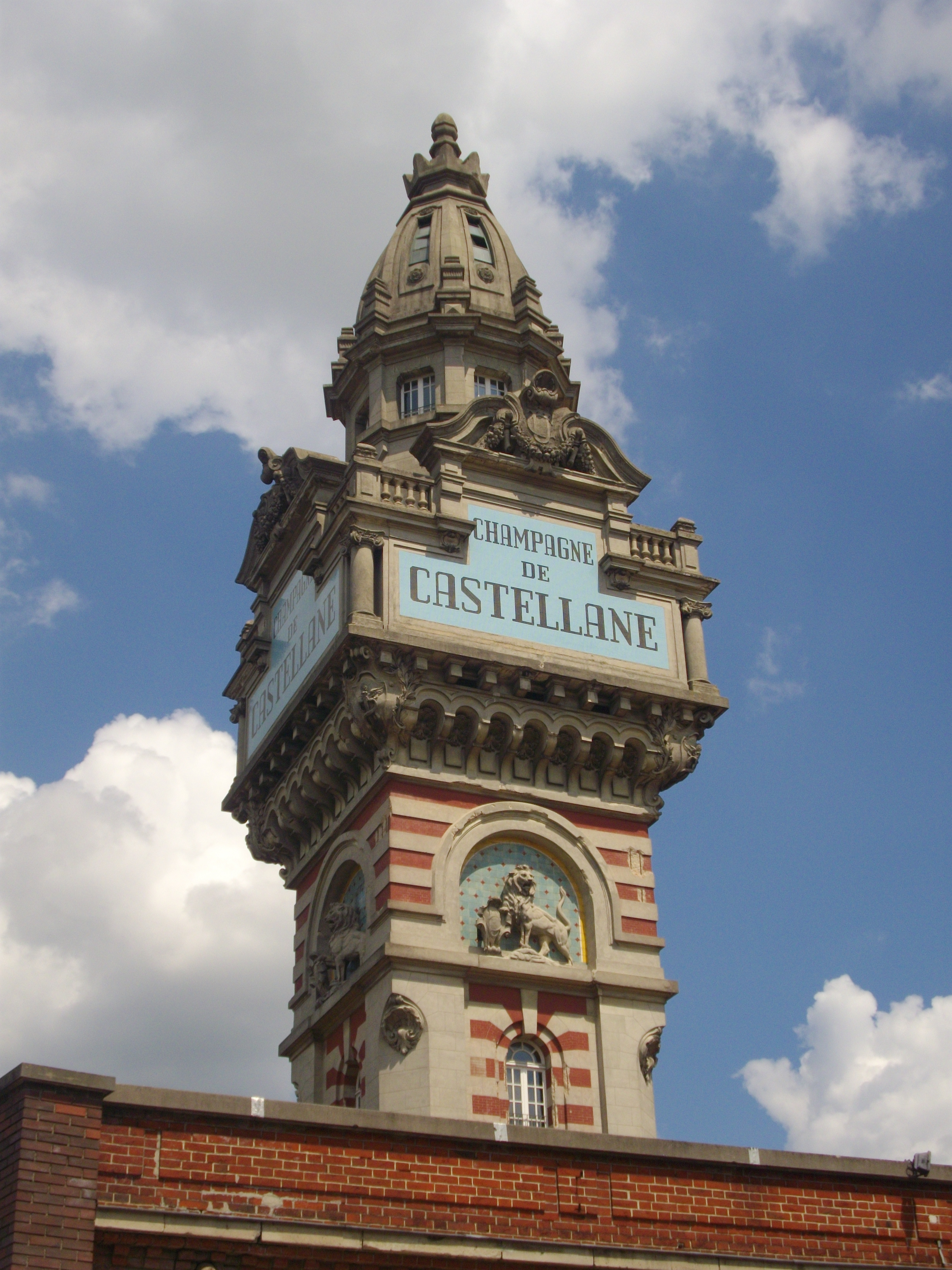
De toren
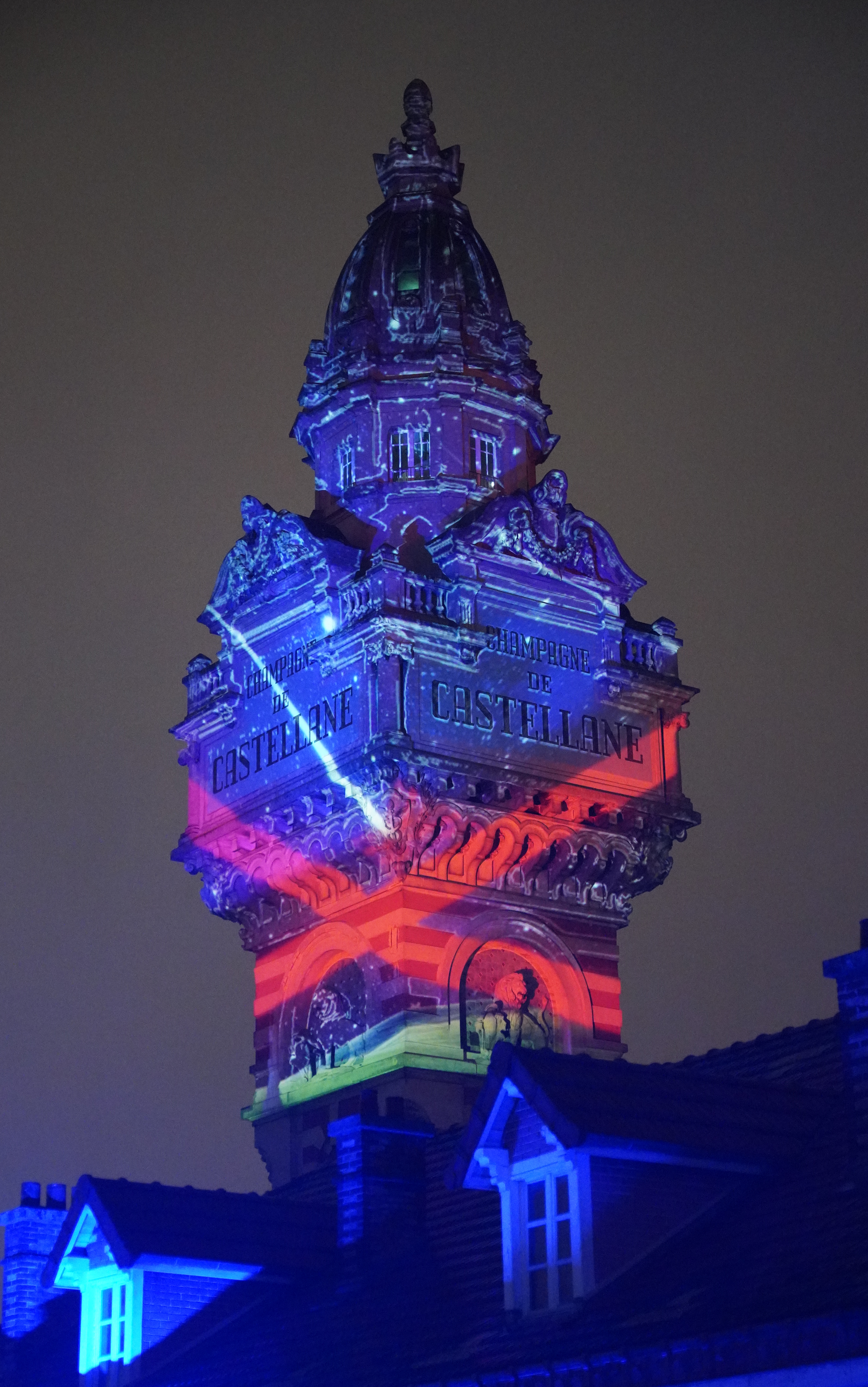
Verlichte toren
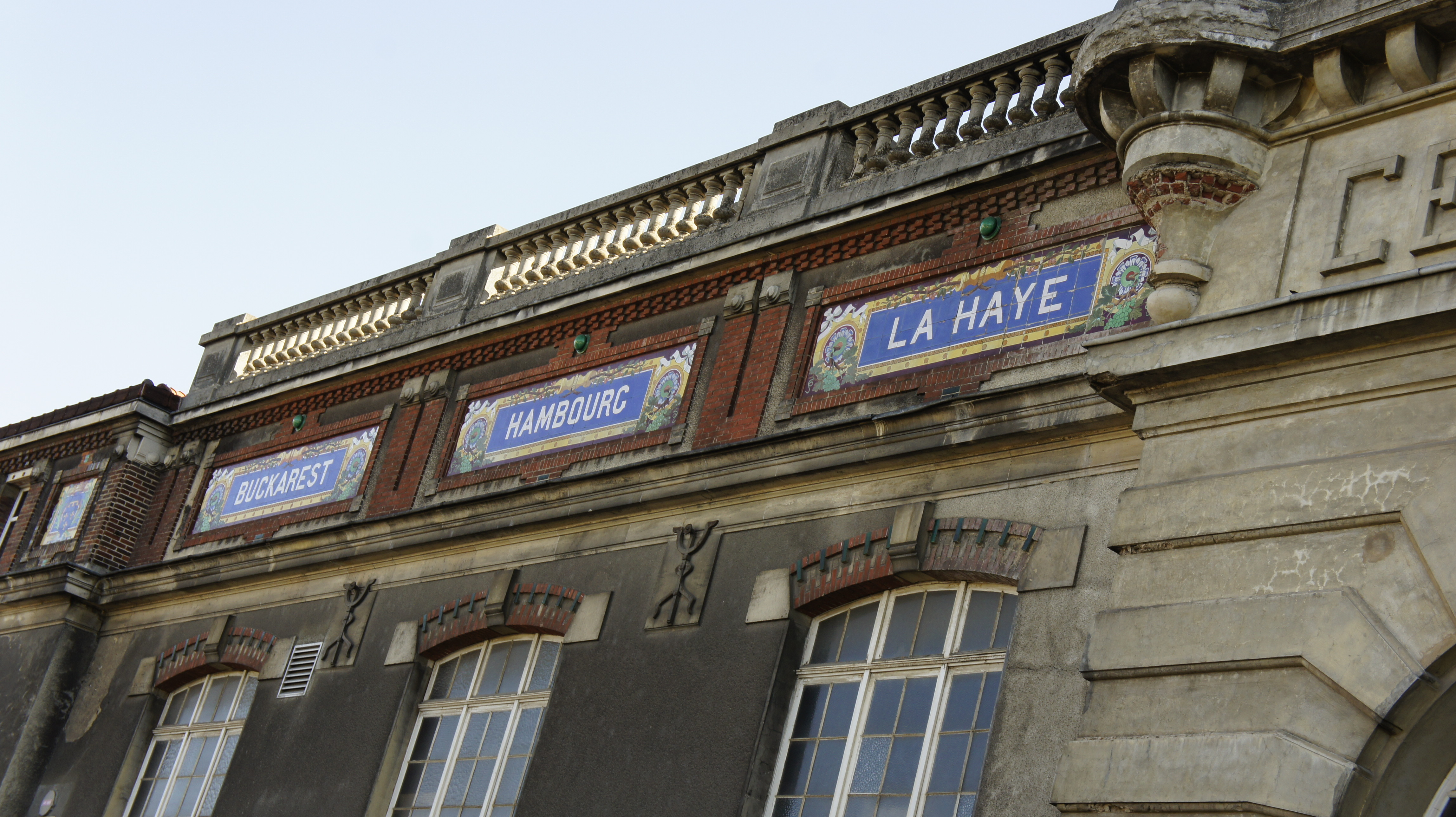
Detail van de gevels

### Mercier (nr. 68-70)
Het huis op nummers 68-70 werd opgericht in 1858. Eugène Mercier kocht geleidelijk een aantal percelen om er een modern en functioneel complex te bouwen. Hij liet 18 km aan kelders graven tot een diepte van 30 m, bouwde gebouwen voor kantoren en huisvesting voor de bazen. Het etablissement valt op door de rationele opzet. De keldergalerijen, ontworpen volgens een rasterplan met één verdieping, komen uit op hetzelfde niveau als de spoorlijn, waarmee ze via een zijspoor verbonden zijn. Hun werk zal 6 jaar duren (1871-1877). In 1885 werden ze opengesteld voor het publiek en in 1891 bezocht de president van de republiek, Sadi Carnot, ze in een door paarden getrokken koets. 
Mercier staat bekend om zijn toegankelijke benadering van champagne. In de inkomhal staat een groot wijn vat uit 1889 dat 210.000 flessen champagne kon bevatten. Mercier presenteerde het op de Wereldtentoonstelling in Parijs. Een hoogtepunt van het bezoek is een rit met een lasergeleide trein door de indrukwekkende kelders, die zich uitstrekken over 18 kilometer. 

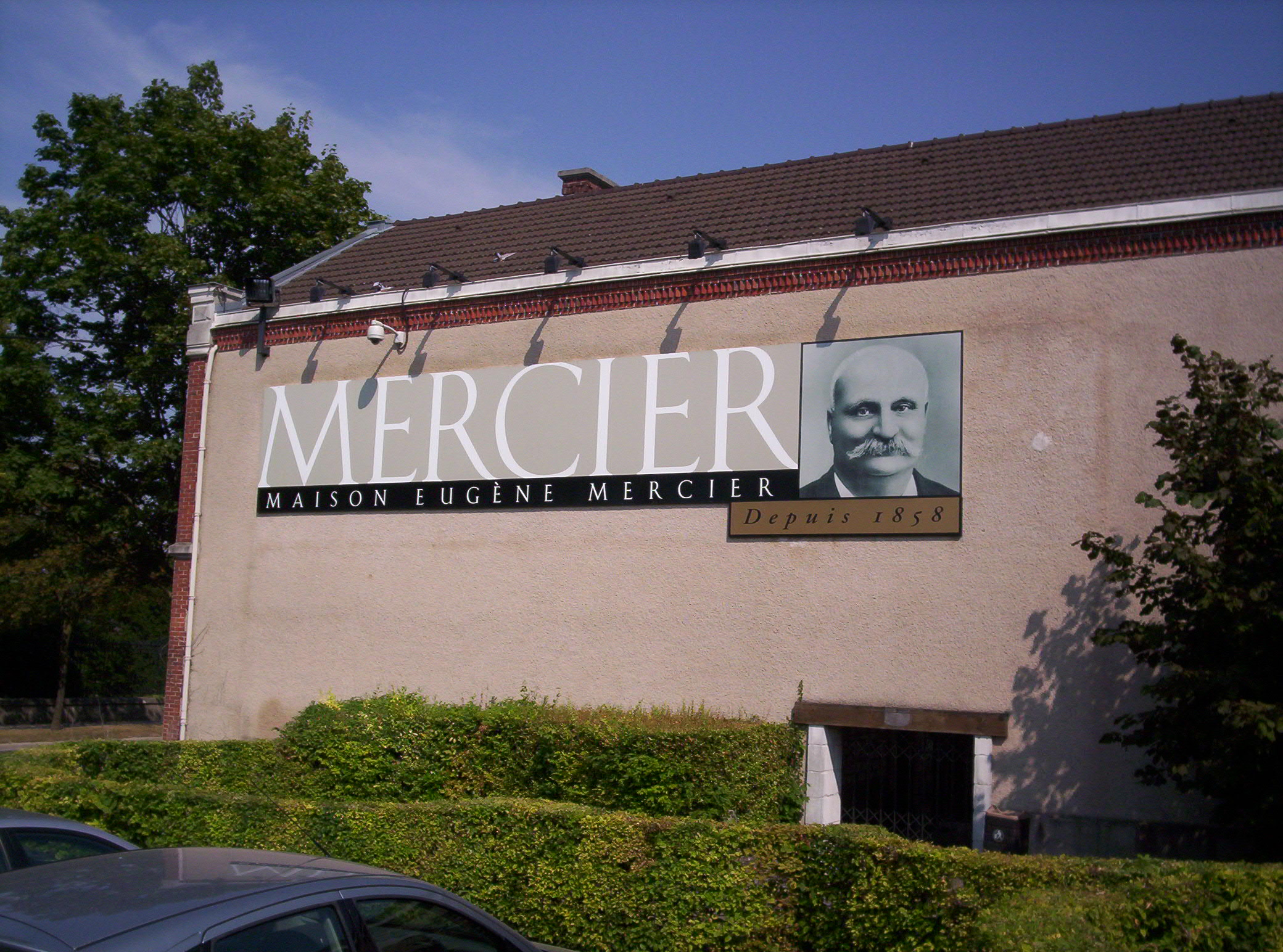
Mercier
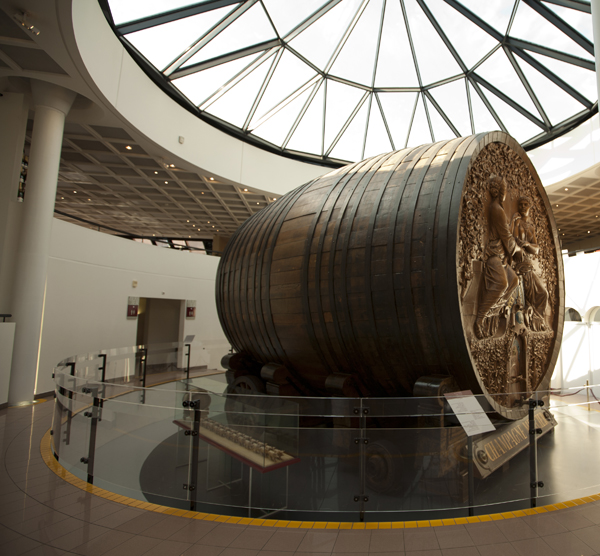
Grote ton
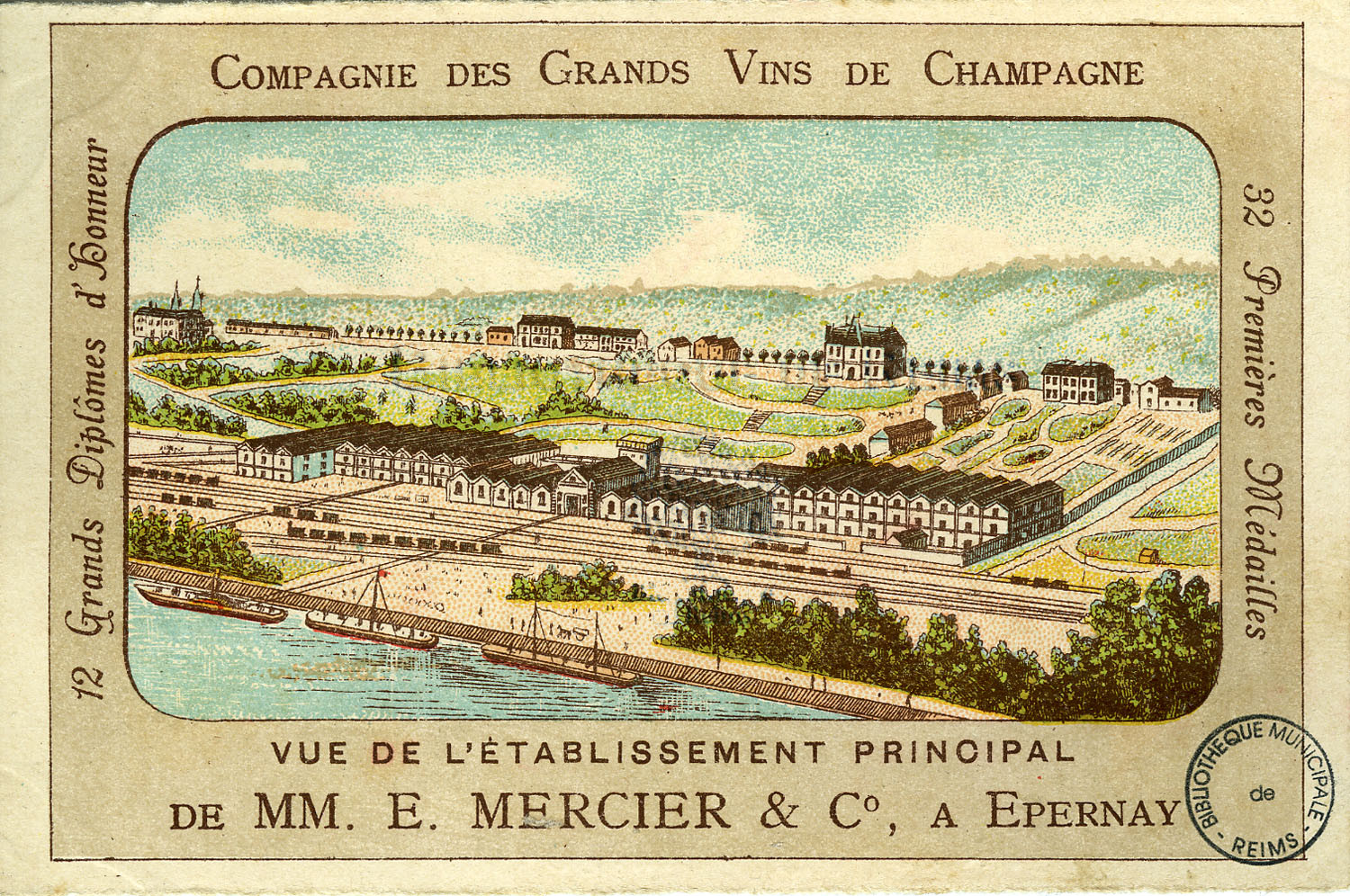
Mercier vroeger

### Château de Pékin (nr. 79)
Het Château de Pékin is gelegen aan 79 Avenue de Champagne. Dit kasteel werd in 1859 gebouwd voor de wijnhandelaar François Abelé. In 1873 werd het overgenomen door Eugène Mercier, die het gebruikte als hoofdkwartier voor zijn champagnehuis. Het kasteel combineert residentiële en industriële functies en valt op door zijn luxueuze architectuur door het gebruik van speciale materialen zoals gesneden kalksteen en leien daken. Na een periode van verwaarlozing werd het in 2000 volledig gerestaureerd en dient het nu als het hoofdkantoor van Champagne Comtesse Lafond. 

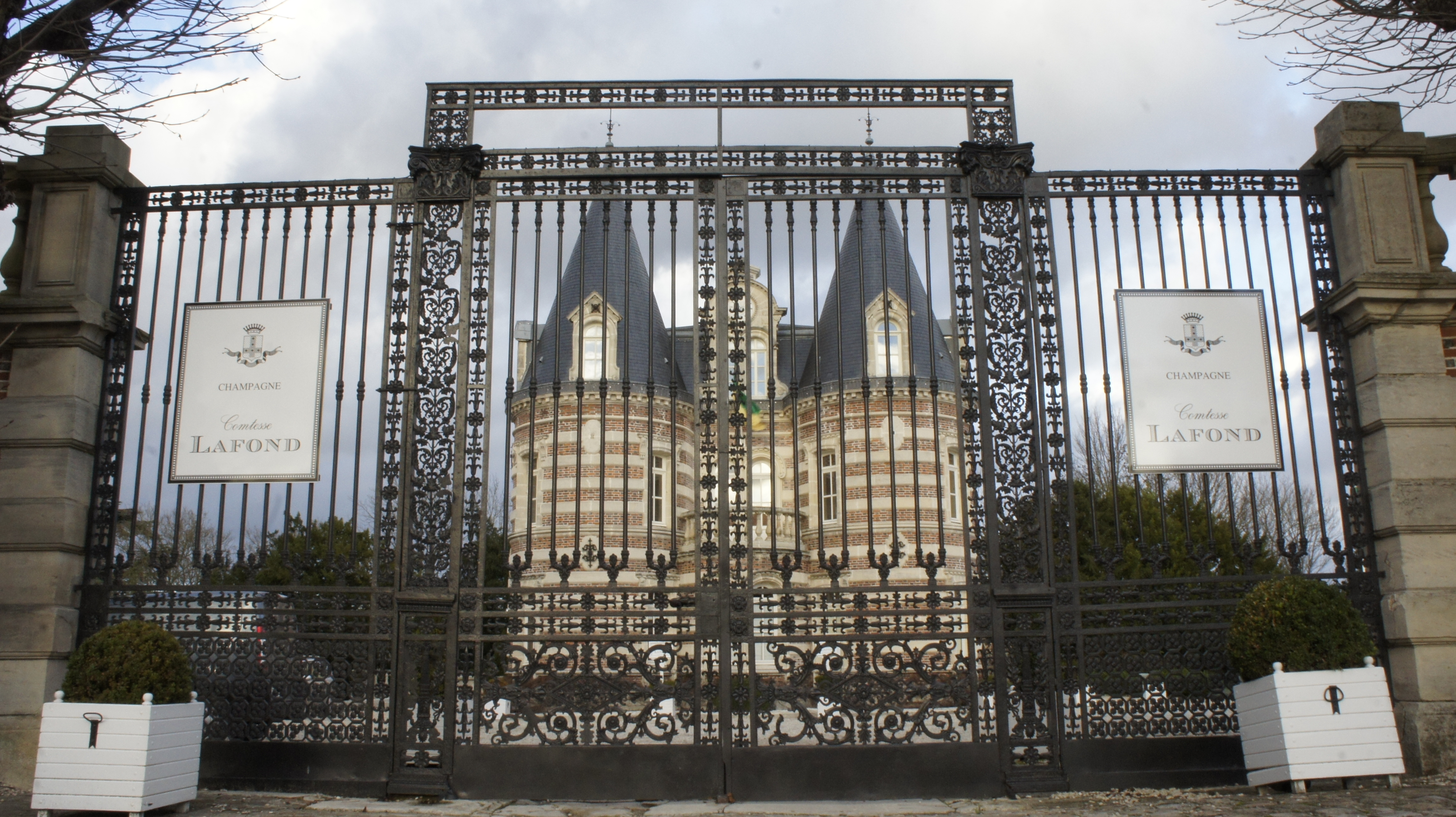
Château de Pékin - Toegangspoort
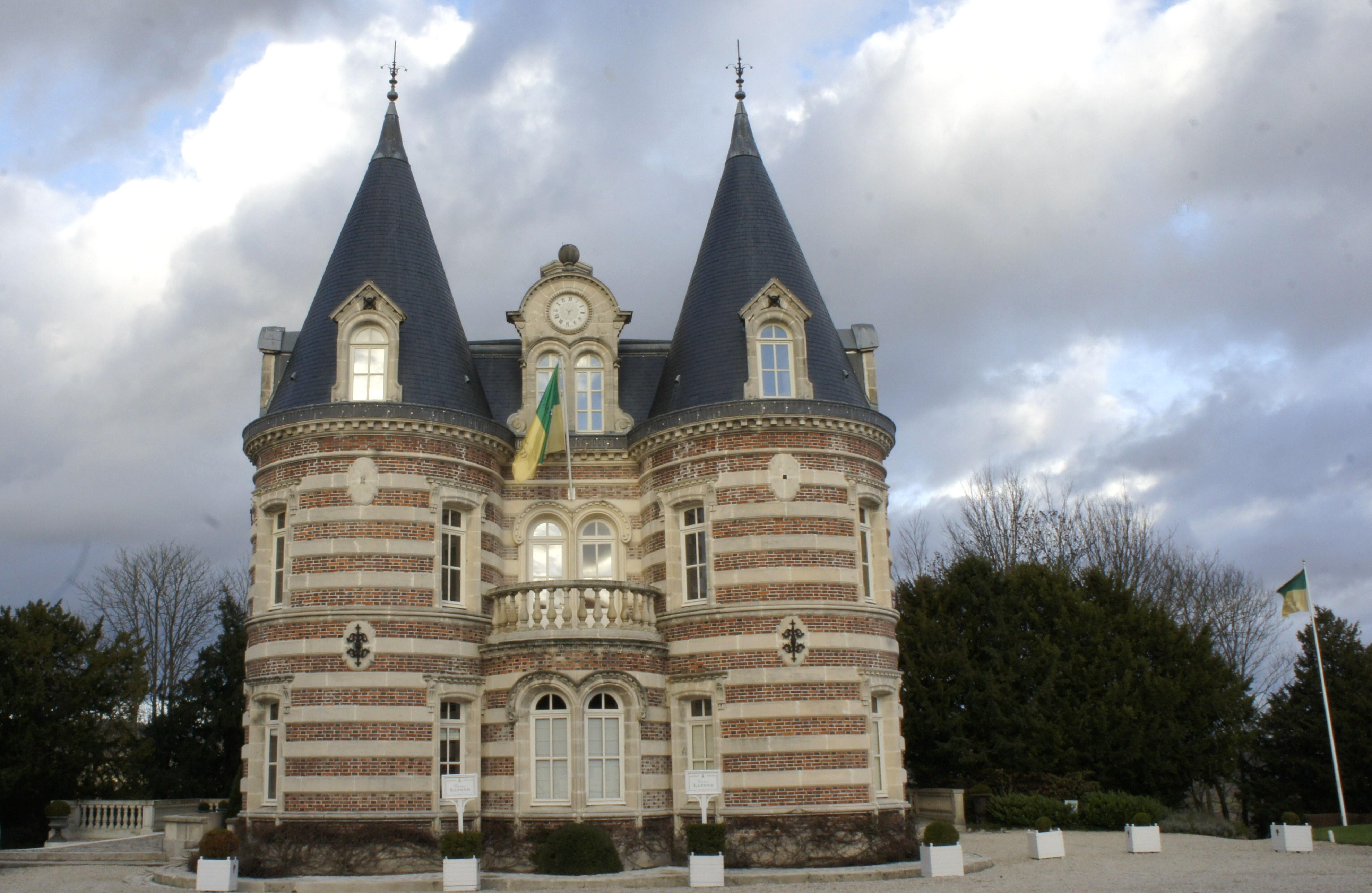
Château de Pékin
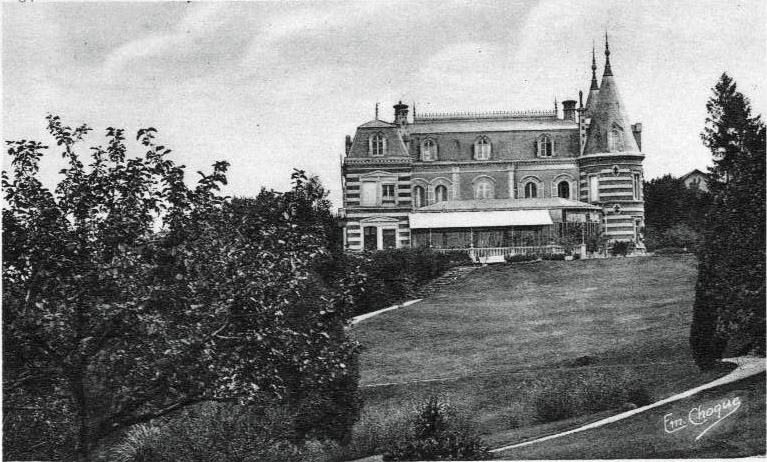
Château de Pékin vanuit het park (rond 1920)

### Villa Eugène (nr. 84)
La Villa Eugène is een prachtig 19e-eeuws herenhuis, gelegen op nummer 84 en gebouwd in 1860 in opdracht van Eugène Mercier. Het gebouw is ontworpen in een 19e-eeuwse architecturale stijl die de elegantie en grandeur van die periode weerspiegelt. Het was oorspronkelijk de residentie van de familie Mercier. Het herenhuis is in 2015 volledig gerenoveerd en omgevormd tot een luxe 5-sterrenhotel, waarbij de architectuur en inrichting zorgvuldig zijn behouden om de stijl en traditie van dit historische familiehuis te weerspiegelen.  
Het interieur van Hotel La Villa Eugène weerspiegelt de elegantie en verfijning van een 19e-eeuws herenhuis, gecombineerd met modern comfort. De kamer zijn individueel ingericht met Louis XVI-meubilair en verfijnde decoratieve accenten in zachte, harmonieuze tinten. Centraal in het hotel bevindt zich de historische orangerie met een weelderige mozaïekvloer en een glazen dak, dat zowel in de zomer als in de winter een prachtig uitzicht op het omliggende bebost park van ongeveer 5000 m². 

## Toerisme

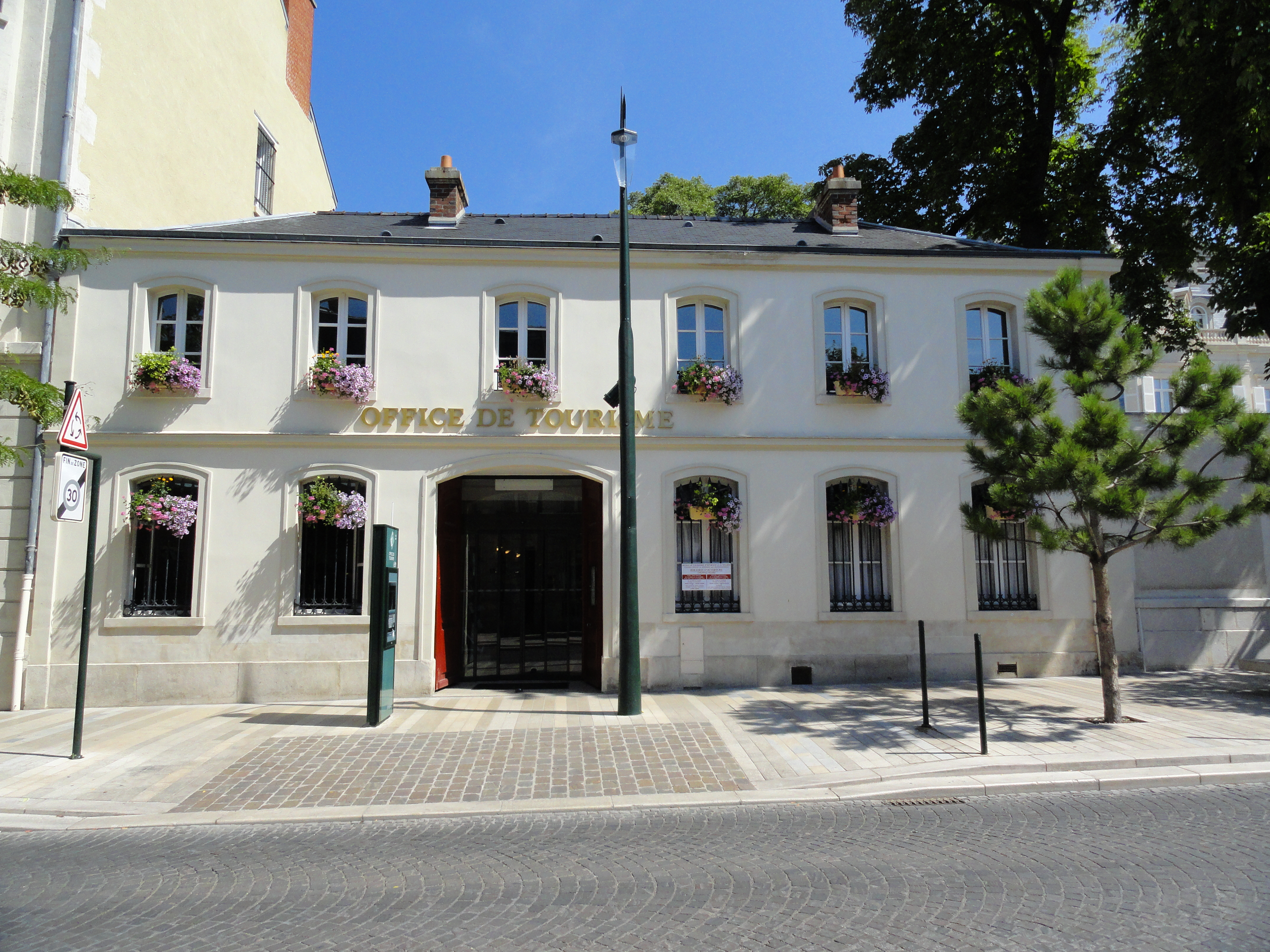
Het bureau van toerisme van Épernay aan het begin van de laan.

Vanwege de prestigieuze champagnehuizen en de miljoenen flessen champagne die in de kelders liggen opgeslagen, wordt de Avenue de Champagne vaak omschreven als "de meest prestigieuze weg" van de stad, of zelfs als de ‘Champs-Élysées’ van Épernay. Al in 1910 zei de reisgids Baedeker over Épernay: "Er is niets bijzonders aan, behalve de rijke huizen in de Faubourg de la Folie, in het oosten". De laan wordt beschouwd als de “meest bezochte toeristische trekpleister van Épernay” en verwelkomt jaarlijks bijna 400.000 bezoekers.
Het toeristenbureau van Épernay is sinds 1995 gevestigd op nummer 7, avenue de Champagne, in een voormalig pand van de familie Auban-Moët. In 2017 heeft de stad Épernay een gratis mobiele augmented reality-applicatie opgezet om de laan te ontdekken.
Een bezoek aan de kelders is een van de toeristische trekpleisters van de Avenue de Champagne. Het eerste huis aan de laan dat zijn kelders voor het publiek openstelde, was ongetwijfeld Moët & Chandon. Tussen 1807 en 1832 bezochten alle Franse staatshoofden deze kelders. Het huis Mercier had vanaf het einde van de 19e eeuw medewerkers in dienst die zich toelegden op het bezoeken van de kelders. Aan het einde van de 20e eeuw boden alle huizen aan de laan rondleidingen door de kelders aan, gevolgd door proeverijen. De Mercier-ruimte, die eind jaren tachtig werd geopend, is een illustratie van hun verlangen om een toeristische attractie te worden. In 1996 verenigden verschillende champagnehuizen aan de laan zich om het “Comité de l’Avenue de Champagne” te vormen, om de locatie vanuit cultureel en toeristisch oogpunt te promoten.
Het in 2021 geopende Champagnewijn- en Regionaal Archeologisch Museum in Château Perrier, evenals het Champagnetraditiemuseum van het huis Castellane onder de laan, getuigen ook van de toeristische aantrekkingskracht van de laan.

### Evenementen
Verschillende culturele evenementen in Épernay vinden plaats op of rond de Avenue de Champagne. Het gaat over het zomermuziekfestival “Voi(x)là l’été”, dat in de maand juli georganiseerd wordt in de tuinen van het stadhuis. Verder vinden de “Habits de Lumière” en de “Soirée blanche” plaats, georganiseerd door de stad Épernay en medegefinancierd door verschillende partners en mecenassen verenigd in de “club van partners van de Avenue de Champagne”. Van 2009 tot 2014 vond ook de “Nuits de l’avenue de Champagne” in de maanden juli en augustus plaats.
De “Habits de Lumière” werden in 1999 gecreëerd, geïnspireerd door het Lichtfestival in Lyon. De “Habits de Lumière”, die elk jaar op het tweede weekend van december worden georganiseerd in samenwerking met het Comité van de Avenue de Champagne, bieden verlichting, videomapping, straatshows, champagnebars en vuurwerk op de Avenue de Champagne op vrijdag- en zaterdagavond. De champagnehuizen aan de laan doen mee aan het evenement en openen hun deuren. Op zaterdag worden er activiteiten aangeboden gericht op de gastronomie, “Habits de Saveurs”. Op zondagen paraderen oude voertuigen door de straten van Épernay. Het evenement trekt regelmatig meer dan 40.000 toeschouwers, waarmee het het grootste evenement in de stad Épernay is. De editie van 2023 trok 63.000 bezoekers in drie dagen, een record.
In 2009 vonden de eerste “Nuits de l’avenue de Champagne” plaats, met shows langs de laan. Vanaf 2012 werd het format veranderd in een klank- en lichtspel dat op de gevel van Château Perrier werd geprojecteerd. Er komen zo'n 15.000 toeschouwers op dit zomerevenement af, dat eind 2014 om budgettaire redenen werd geannuleerd.

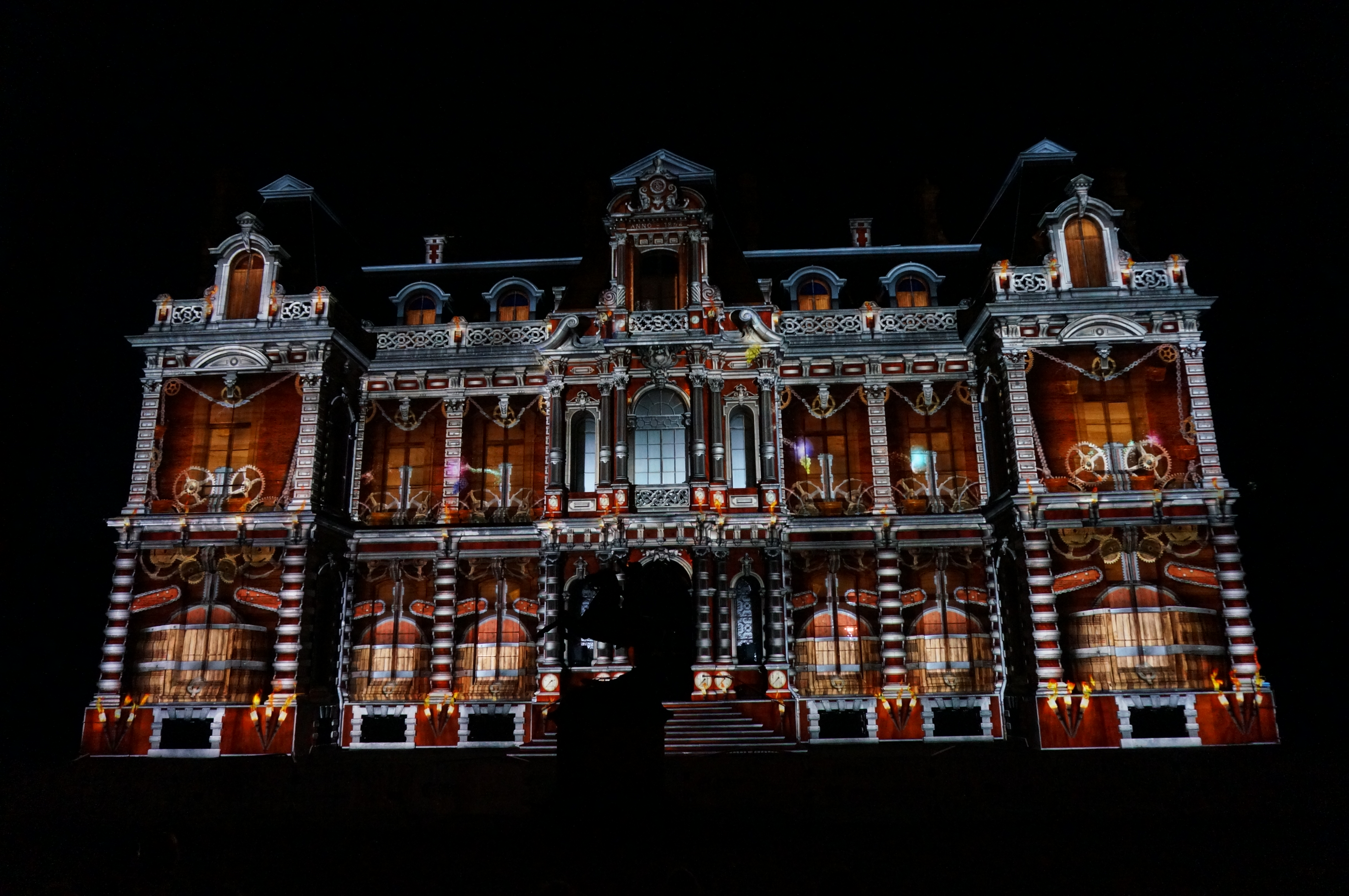
De Nuits de l’avenue de Champagne (2014).
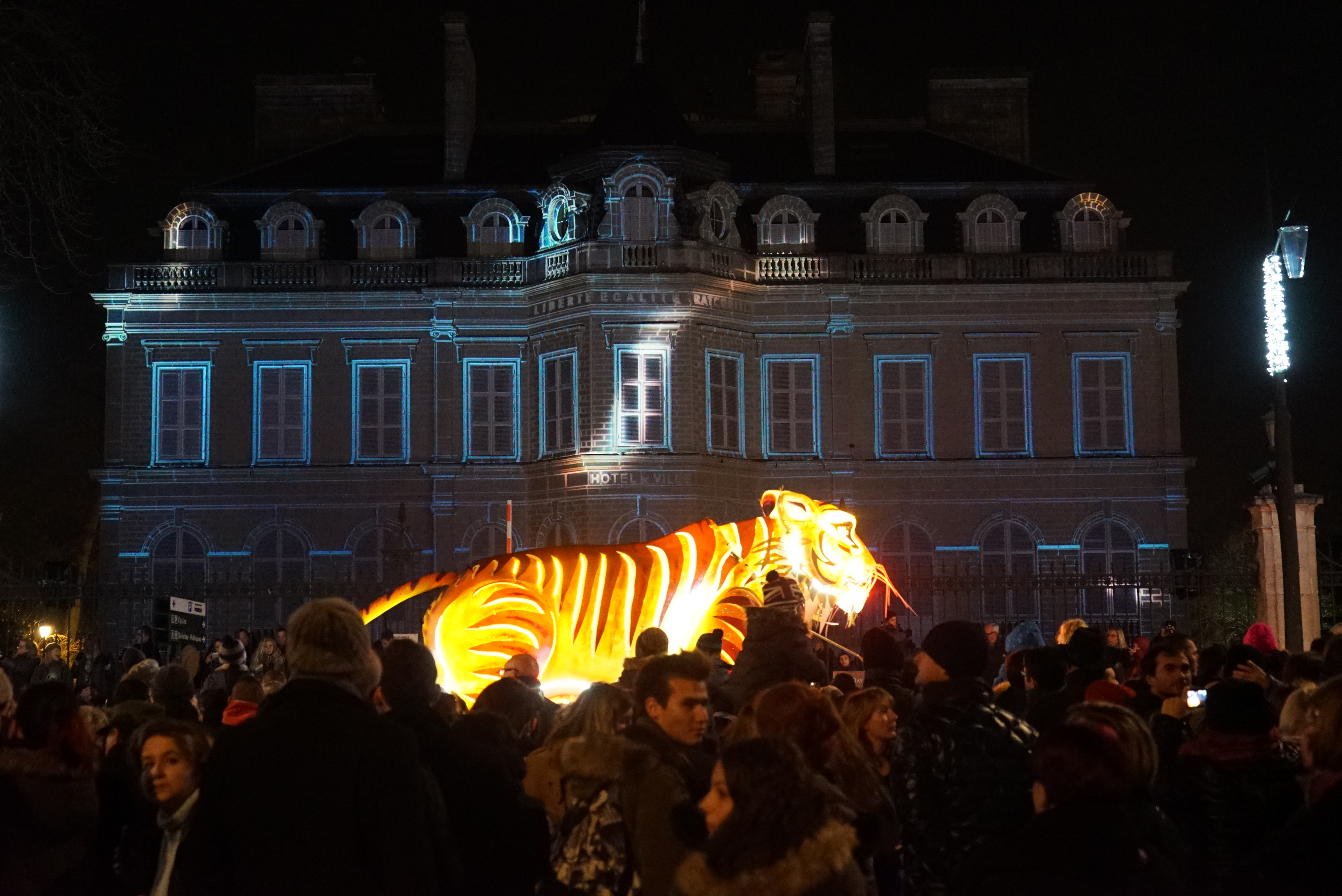
De Habits de Lumière aan het stadhuis (2016).
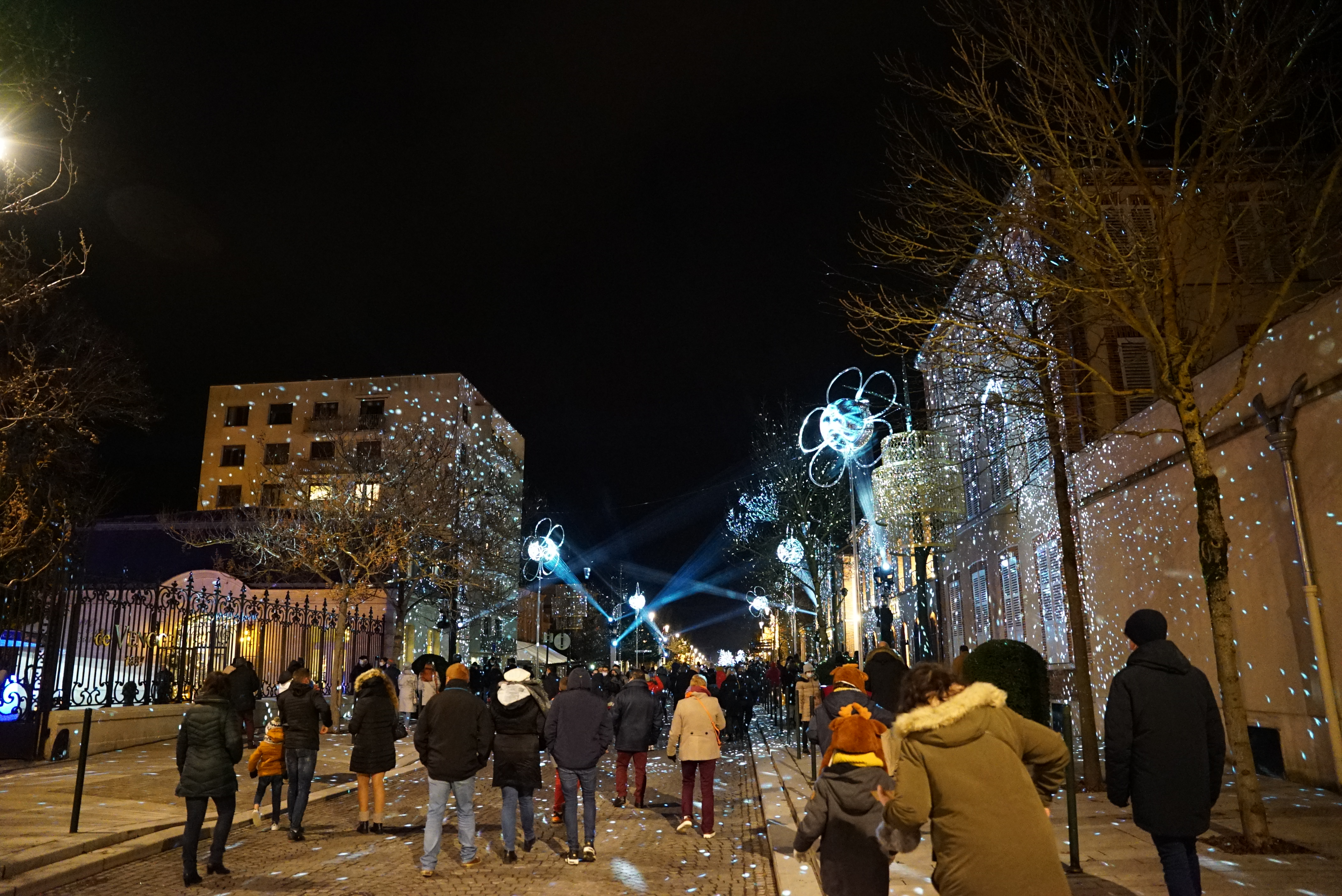
De laan tijdens de Habits de Lumière (2021).
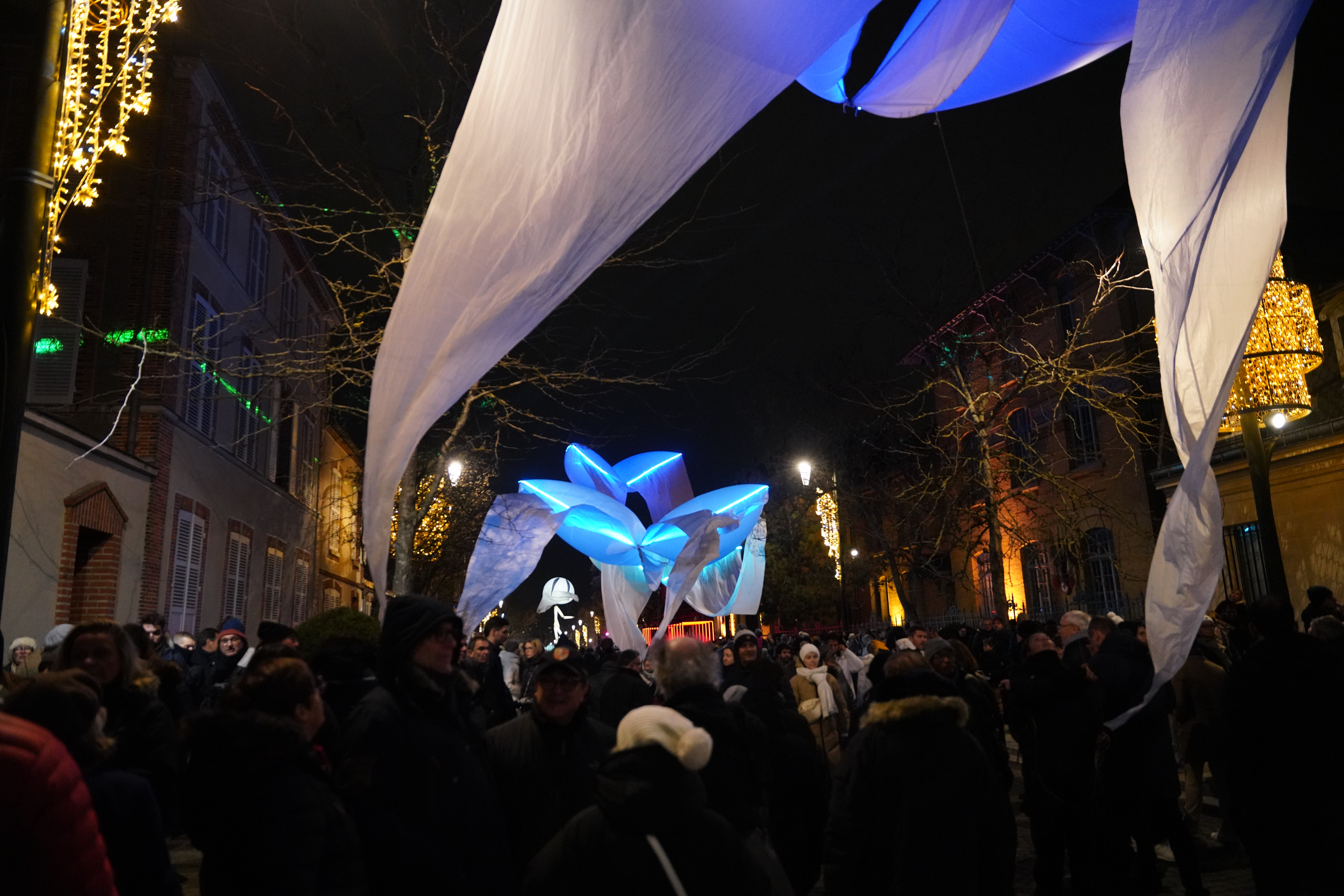
“Gedragen door de wind” van Inko Nito (2024).

Sinds 2015 en de erkenning als UNESCO-werelderfgoed van de “Heuvels, huizen en kelders van de Champagne”, wordt elk jaar op de Franse Feestdag (14 juli) door de stad Épernay de “Soirée Blanche” georganiseerd. Voor deze picknick staan 250 tafels en 1.500 stoelen opgesteld, waarbij de gasten geheel in het wit gekleed zijn. De ‘witte avond’, begeleid door muziek en champagnebars, wordt gevolgd door het traditionele vuurwerk. Er kunnen maximaal 13.000 deelnemers deelnemen (cijfers uit 2022).
Sinds 1991 organiseert de Aartsconferentie van Sint-Vincentius van de Champagnewijnbouwers elk jaar een parade in traditionele kledij, een paar dagen voor het feest van Sint-Vincentius dat op 22 januari wordt gevierd ter ere van Vincentius van Zaragoza, de patroonheilige van de wijnbouwers[136]. Deze viering vindt twee jaar op rij plaats in Épernay en vervolgens, het derde jaar, in een andere stad in de Champagne-wijngaard (Château-Thierry, Reims of Troyes). Wanneer dit evenement in Épernay plaatsvindt, slenteren 80 tot 90 broederschappen uit dorpen en champagnehuizen langs de Avenue de Champagne, voorafgaand aan een mis in de Notre-Dame-kerk.
Naast deze culturele evenementen is de Avenue de Champagne een verzamelpunt voor veel lokale sportevenementen, zoals de 10 km d’Épernay (georganiseerd door de Racing Club Épernay Athlétisme), de Sparnatrail (georganiseerd door de Joggingclub d’Épernay sinds 1996), de motorparade Défil’Mania (georganiseerd door de Moto Club d’Épernay sinds 1989) en de Rallye Monte-Carlo Historique die vertrekt vanuit Reims. De laan werd ook doorkruist door verschillende edities van de Tour de France: in 2010, 2012, 2014, 2019 en in 2022 voor de Tour de France Femmes (etappe drie). Op 30 juni 2024 zal de Avenue de Champagne de estafette met de olympische fakkel organiseren ter voorbereiding op de Olympische Spelen in Parijs.
Ook protestdemonstraties vinden langs de laan plaats, zoals bepaalde vakbondsoptochten (met name op 1 mei) of de Pride-mars, sinds 2022 in juni georganiseerd door de LGBT+-vereniging Couleur champenoise.

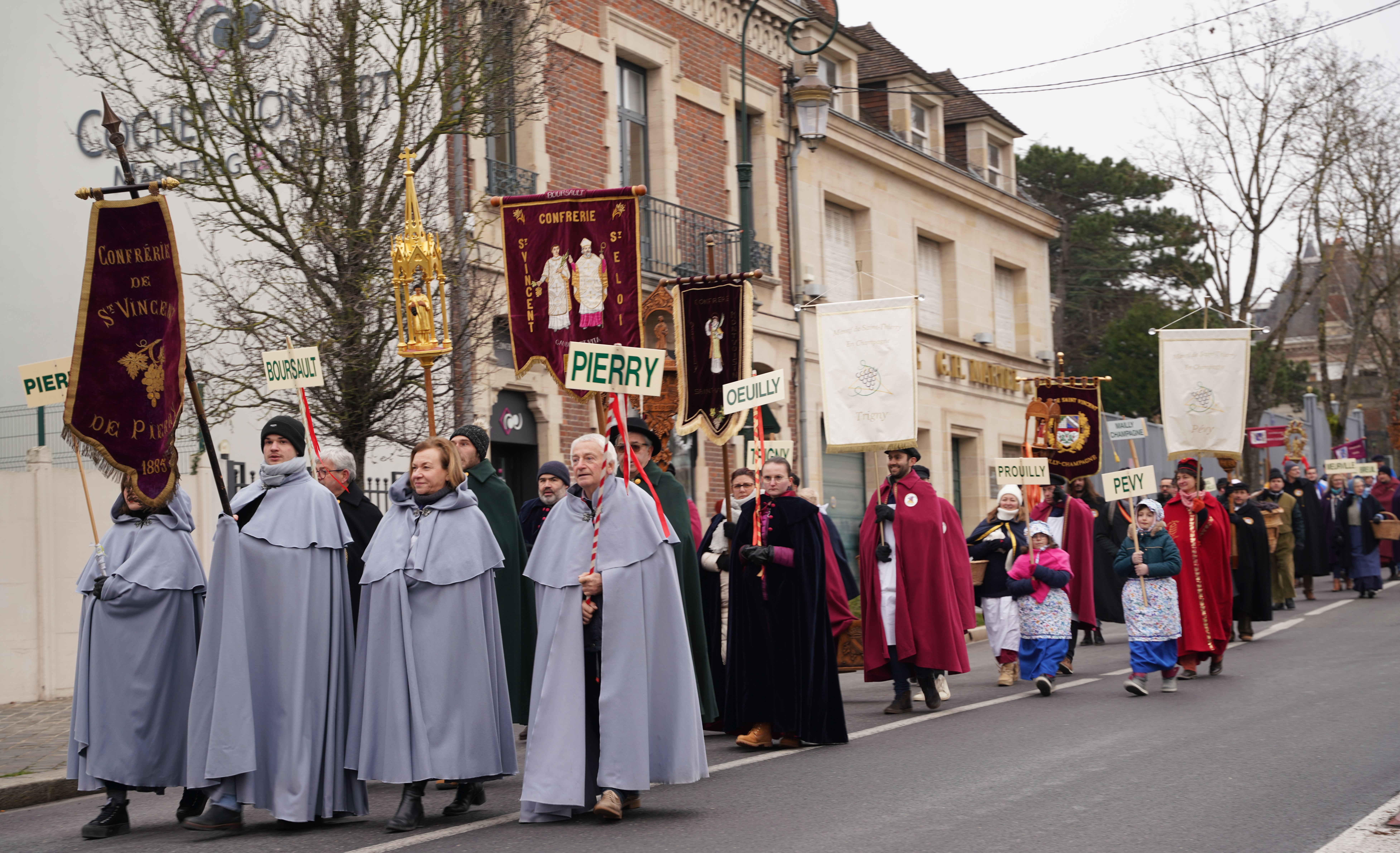
De optocht van Sint-Vincentius op de laan (2024).
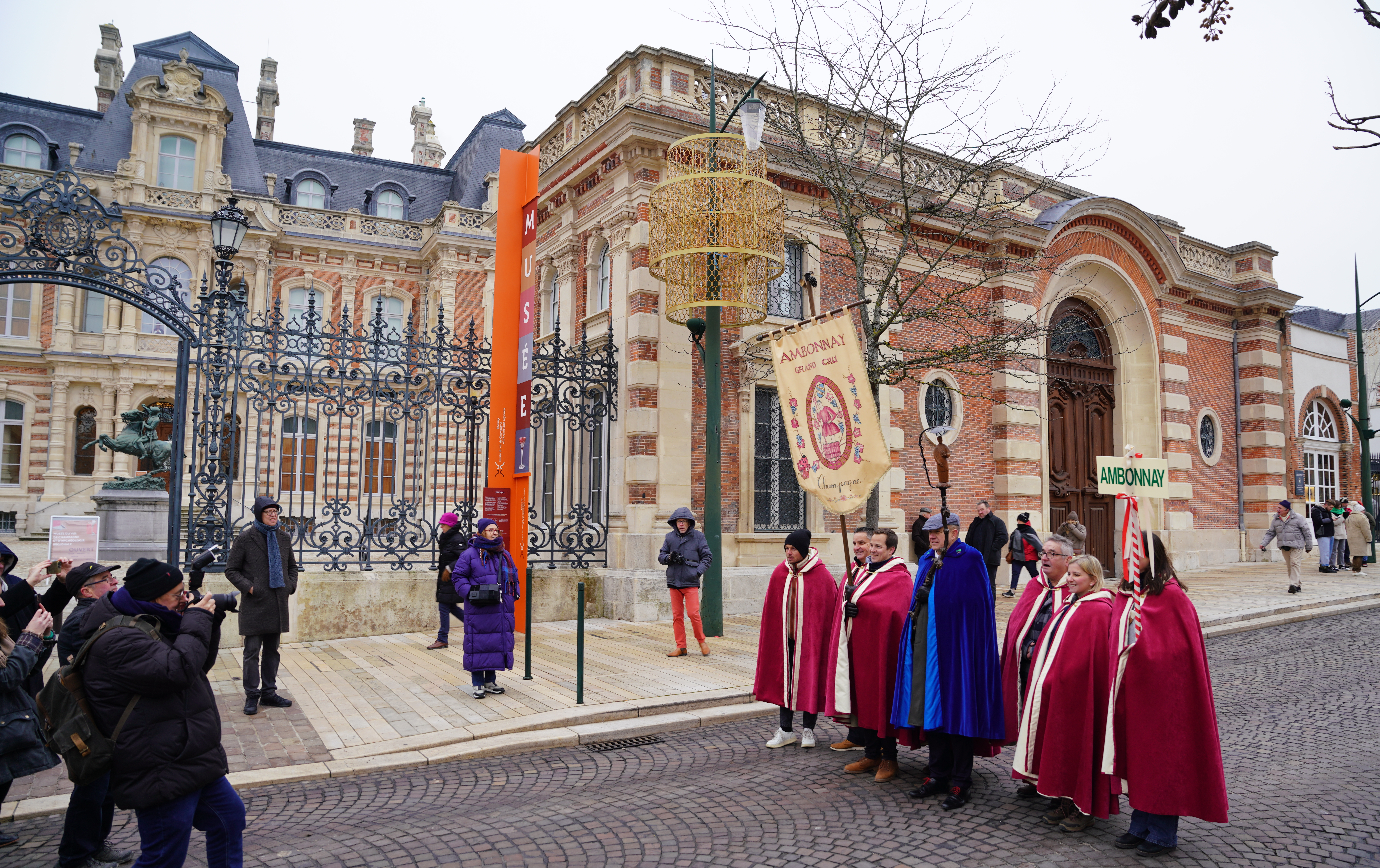
Ambonnay tijdens de optocht van Sint-Vincentius (2024).
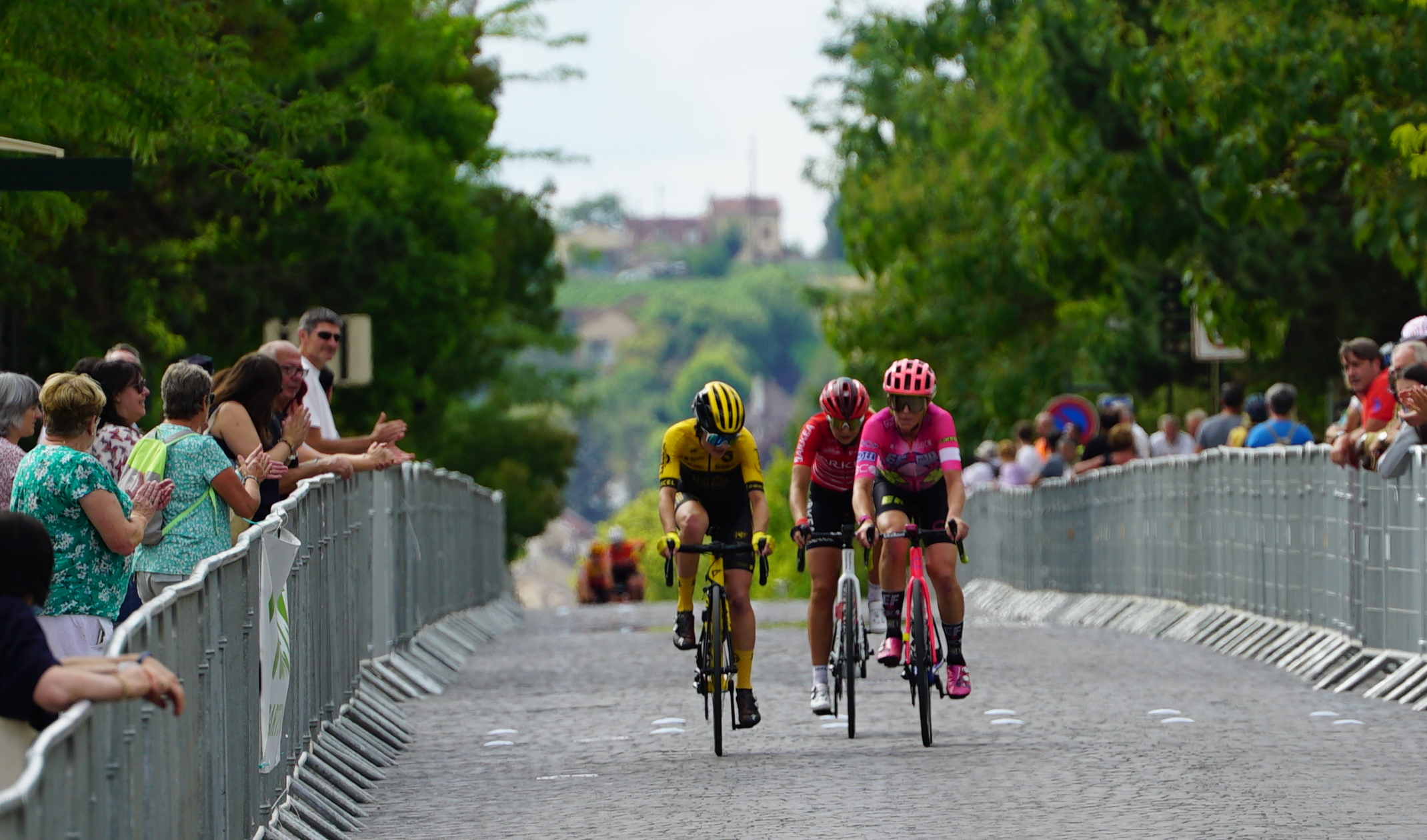
De Tour de France Femmes 2022 op de avenue de Champagne.
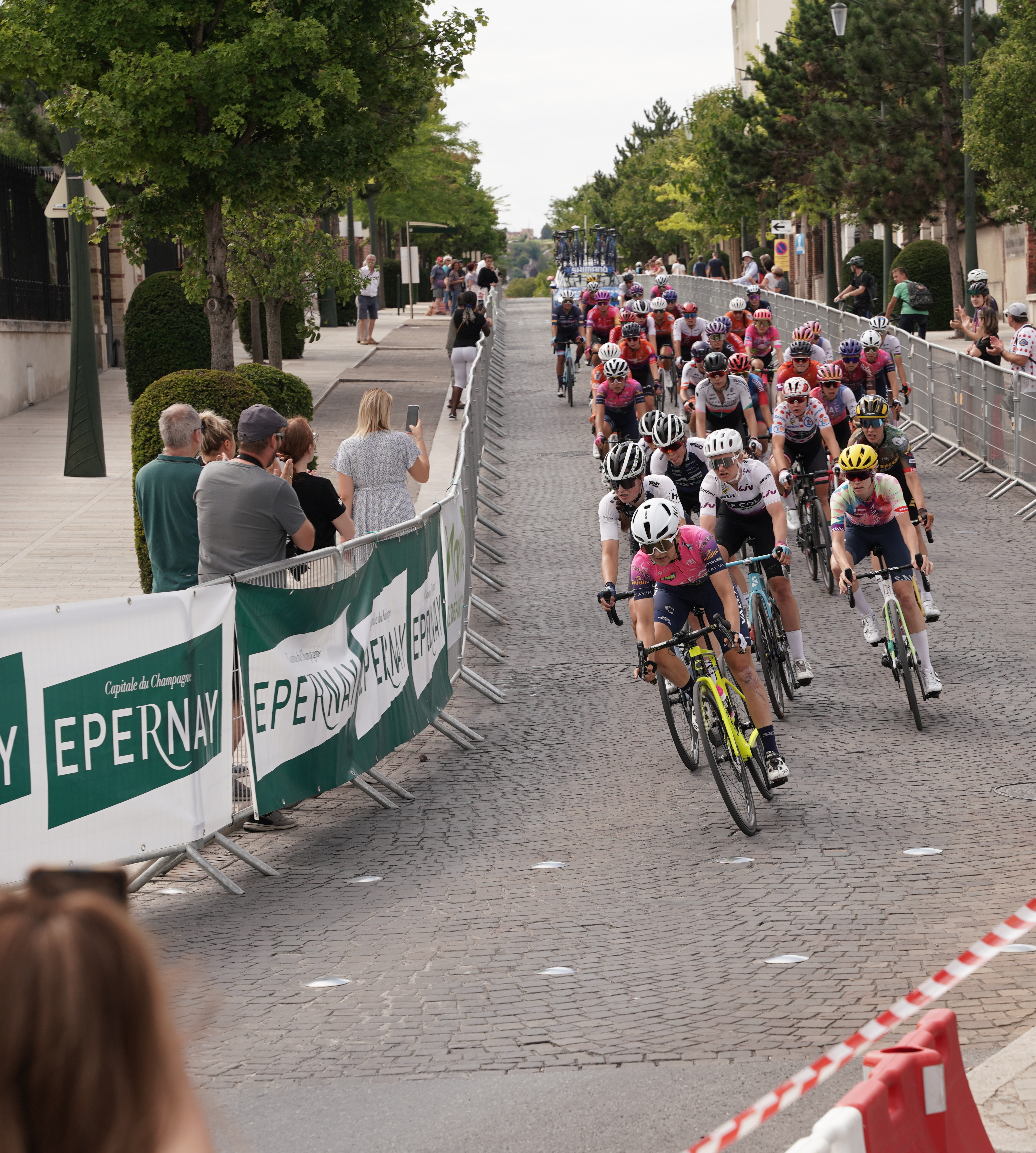
Avenue de champagne - Tour de France Femmes 2022.